# Tweede divisie 1967/68/Wedstrijden
De wedstrijden van het Nederlandse Tweede divisie voetbal uit het seizoen 1967/68 was het twaalfde seizoen van de laagste (semi-)professionele Nederlandse voetbalcompetitie voor mannen. Het seizoen bestond uit 38 speelronden van elk 10 wedstrijden. De competitie begon op 13 augustus 1967 en duurde tot 16 juni 1968.

## Speelronde 1
|                  |                  |       |         |                                                    |
| 13 augustus 1967 | Excelsior        | 1 – 0 | Baronie | Stadion: Woudestein, Rotterdam Toeschouwers: 3.000 |
| 13 augustus 1967 | Hans Bassant 22' |       |         | Stadion: Woudestein, Rotterdam Toeschouwers: 3.000 |
| 13 augustus 1967 |                  |       |         | Stadion: Woudestein, Rotterdam Toeschouwers: 3.000 |
| 13 augustus 1967 |                  |       |         | Stadion: Woudestein, Rotterdam Toeschouwers: 3.000 |
|                  |                  |       |         |                                                    |

|                  |                      |       |                                                              |                                                                      |
| 13 augustus 1967 | NOAD                 | 1 – 4 | Hermes DVS                                                   | Stadion: Gemeentelijk Sportpark, Tilburgspeelron Toeschouwers: 2.000 |
| 13 augustus 1967 | Frans van de Ven 43' |       | 6' Cees van Kooten 33', 69' Wim Klein 80' Jaap van de Griend | Stadion: Gemeentelijk Sportpark, Tilburgspeelron Toeschouwers: 2.000 |
| 13 augustus 1967 |                      |       |                                                              | Stadion: Gemeentelijk Sportpark, Tilburgspeelron Toeschouwers: 2.000 |
| 13 augustus 1967 |                      |       |                                                              | Stadion: Gemeentelijk Sportpark, Tilburgspeelron Toeschouwers: 2.000 |
|                  |                      |       |                                                              |                                                                      |

|                  |         |       |     |                                                      |
| 13 augustus 1967 | Veendam | 0 – 0 | ZFC | Stadion: De Langeleegte, Veendam Toeschouwers: 3.500 |
| 13 augustus 1967 |         |       |     | Stadion: De Langeleegte, Veendam Toeschouwers: 3.500 |
| 13 augustus 1967 |         |       |     | Stadion: De Langeleegte, Veendam Toeschouwers: 3.500 |
| 13 augustus 1967 |         |       |     | Stadion: De Langeleegte, Veendam Toeschouwers: 3.500 |
|                  |         |       |     |                                                      |

|                  |                                           |       |                                     |                                                     |
| 13 augustus 1967 | PEC                                       | 3 – 2 | Limburgia                           | Stadion: De Vrolijkheid, Zwolle Toeschouwers: 4.500 |
| 13 augustus 1967 | Cees Kick (pen) 52' Ben Hendriks 54', 61' |       | 65' Piet Hermans 68' Ferdi Schreven | Stadion: De Vrolijkheid, Zwolle Toeschouwers: 4.500 |
| 13 augustus 1967 |                                           |       |                                     | Stadion: De Vrolijkheid, Zwolle Toeschouwers: 4.500 |
| 13 augustus 1967 |                                           |       |                                     | Stadion: De Vrolijkheid, Zwolle Toeschouwers: 4.500 |
|                  |                                           |       |                                     |                                                     |

|                  |                                     |       |                                         |                                                  |
| 13 augustus 1967 | Roda JC                             | 2 – 2 | Zwolsche Boys                           | Stadion: Kaalheide, Kerkrade Toeschouwers: 3.500 |
| 13 augustus 1967 | Fred Gillissen 65' Dré Rijnders 72' |       | 43' Jan Welles 73' (e.d.) John Pfeiffer | Stadion: Kaalheide, Kerkrade Toeschouwers: 3.500 |
| 13 augustus 1967 |                                     |       |                                         | Stadion: Kaalheide, Kerkrade Toeschouwers: 3.500 |
| 13 augustus 1967 |                                     |       |                                         | Stadion: Kaalheide, Kerkrade Toeschouwers: 3.500 |
|                  |                                     |       |                                         |                                                  |

|                  |                   |       |               |                                                        |
| 13 augustus 1967 | De Graafschap     | 1 – 0 | Helmond Sport | Stadion: De Vijverberg, Doetinchem Toeschouwers: 4.000 |
| 13 augustus 1967 | Franz Möllers 75' |       |               | Stadion: De Vijverberg, Doetinchem Toeschouwers: 4.000 |
| 13 augustus 1967 |                   |       |               | Stadion: De Vijverberg, Doetinchem Toeschouwers: 4.000 |
| 13 augustus 1967 |                   |       |               | Stadion: De Vijverberg, Doetinchem Toeschouwers: 4.000 |
|                  |                   |       |               |                                                        |

|                  |                                                          |       |              |                                                      |
| 13 augustus 1967 | Fortuna Vlaardingen                                      | 3 – 1 | Heerenveen   | Stadion: Floreslaan, Vlaardingen Toeschouwers: 4.000 |
| 13 augustus 1967 | Jerrie Kruit 41' Adrie van Oudheusden 48' Ed Verweel 56' |       | 38' Jan Boer | Stadion: Floreslaan, Vlaardingen Toeschouwers: 4.000 |
| 13 augustus 1967 |                                                          |       |              | Stadion: Floreslaan, Vlaardingen Toeschouwers: 4.000 |
| 13 augustus 1967 |                                                          |       |              | Stadion: Floreslaan, Vlaardingen Toeschouwers: 4.000 |
|                  |                                                          |       |              |                                                      |

|                  |           |       |     |                                                                |
| 13 augustus 1967 | Hilversum | 0 – 0 | EDO | Stadion: Gemeentelijk Sportpark, Hilversum Toeschouwers: 1.500 |
| 13 augustus 1967 |           |       |     | Stadion: Gemeentelijk Sportpark, Hilversum Toeschouwers: 1.500 |
| 13 augustus 1967 |           |       |     | Stadion: Gemeentelijk Sportpark, Hilversum Toeschouwers: 1.500 |
| 13 augustus 1967 |           |       |     | Stadion: Gemeentelijk Sportpark, Hilversum Toeschouwers: 1.500 |
|                  |           |       |     |                                                                |

|                  |                                      |       |                  |                                                            |
| 13 augustus 1967 | SC Drente                            | 2 – 1 | Wageningen       | Stadion: Mr. Ovingstraat, Klazienaveen Toeschouwers: 2.500 |
| 13 augustus 1967 | Frens Doldersum 4' Bennie Kracht 40' |       | 30' Cees Loffeld | Stadion: Mr. Ovingstraat, Klazienaveen Toeschouwers: 2.500 |
| 13 augustus 1967 |                                      |       |                  | Stadion: Mr. Ovingstraat, Klazienaveen Toeschouwers: 2.500 |
| 13 augustus 1967 |                                      |       |                  | Stadion: Mr. Ovingstraat, Klazienaveen Toeschouwers: 2.500 |
|                  |                                      |       |                  |                                                            |

|                  |       |                                      |             |                                                    |
| 13 augustus 1967 | AGOVV | 0 – 3                                | SC Gooiland | Stadion: Berg & Bos, Apeldoorn Toeschouwers: 4.000 |
| 13 augustus 1967 |       | Peter Voogt Wim Riechelman Huub Lenz |             | Stadion: Berg & Bos, Apeldoorn Toeschouwers: 4.000 |
| 13 augustus 1967 |       |                                      |             | Stadion: Berg & Bos, Apeldoorn Toeschouwers: 4.000 |
| 13 augustus 1967 |       |                                      |             | Stadion: Berg & Bos, Apeldoorn Toeschouwers: 4.000 |
|                  |       |                                      |             |                                                    |

## Speelronde 2
|                  |     |       |         |                                                        |
| 20 augustus 1967 | EDO | 0 – 0 | Roda JC | Stadion: Noordersportpark, Haarlem Toeschouwers: 2.000 |
| 20 augustus 1967 |     |       |         | Stadion: Noordersportpark, Haarlem Toeschouwers: 2.000 |
| 20 augustus 1967 |     |       |         | Stadion: Noordersportpark, Haarlem Toeschouwers: 2.000 |
| 20 augustus 1967 |     |       |         | Stadion: Noordersportpark, Haarlem Toeschouwers: 2.000 |
|                  |     |       |         |                                                        |

|                  |                              |       |                |                                                     |
| 20 augustus 1967 | ZFC                          | 3 – 1 | Hilversum      | Stadion: Westzanerdijk, Zaandam Toeschouwers: 2.500 |
| 20 augustus 1967 | Piet Buis -', -' Hans Bakker |       | Eddy Westbroek | Stadion: Westzanerdijk, Zaandam Toeschouwers: 2.500 |
| 20 augustus 1967 |                              |       |                | Stadion: Westzanerdijk, Zaandam Toeschouwers: 2.500 |
| 20 augustus 1967 |                              |       |                | Stadion: Westzanerdijk, Zaandam Toeschouwers: 2.500 |
|                  |                              |       |                |                                                     |

|                  |                                      |       |                                |                                                |
| 20 augustus 1967 | Heerenveen                           | 2 – 2 | Excelsior                      | Stadion: Noord, Heerenveen Toeschouwers: 2.500 |
| 20 augustus 1967 | Roel Huitema 25' Dré Woest (pen) 85' |       | 37' Hans Bassant 90' Dick Beek | Stadion: Noord, Heerenveen Toeschouwers: 2.500 |
| 20 augustus 1967 |                                      |       |                                | Stadion: Noord, Heerenveen Toeschouwers: 2.500 |
| 20 augustus 1967 |                                      |       |                                | Stadion: Noord, Heerenveen Toeschouwers: 2.500 |
|                  |                                      |       |                                |                                                |

|                  |               |       |     |                                              |
| 20 augustus 1967 | Hermes DVS    | 1 – 0 | PEC | Stadion: Harga, Schiedam Toeschouwers: 2.000 |
| 20 augustus 1967 | Wim Klein 18' |       |     | Stadion: Harga, Schiedam Toeschouwers: 2.000 |
| 20 augustus 1967 |               |       |     | Stadion: Harga, Schiedam Toeschouwers: 2.000 |
| 20 augustus 1967 |               |       |     | Stadion: Harga, Schiedam Toeschouwers: 2.000 |
|                  |               |       |     |                                              |

|                  |                                                     |       |               |                                                             |
| 20 augustus 1967 | Wageningen                                          | 4 – 1 | De Graafschap | Stadion: De Wageningse Berg, Wageningen Toeschouwers: 5.000 |
| 20 augustus 1967 | Marcel Broecks Henny Roelofs Joop van Viegen –', –' |       | Joop Hartjes  | Stadion: De Wageningse Berg, Wageningen Toeschouwers: 5.000 |
| 20 augustus 1967 |                                                     |       |               | Stadion: De Wageningse Berg, Wageningen Toeschouwers: 5.000 |
| 20 augustus 1967 |                                                     |       |               | Stadion: De Wageningse Berg, Wageningen Toeschouwers: 5.000 |
|                  |                                                     |       |               |                                                             |

|                  |             |       |                           |                                                                |
| 20 augustus 1967 | SC Gooiland | 1 – 2 | Fortuna Vlaardingen       | Stadion: Gemeentelijk Sportpark, Hilversum Toeschouwers: 4.000 |
| 20 augustus 1967 | Huub Lenz   |       | Jerrie Kruit Maup Martens | Stadion: Gemeentelijk Sportpark, Hilversum Toeschouwers: 4.000 |
| 20 augustus 1967 |             |       |                           | Stadion: Gemeentelijk Sportpark, Hilversum Toeschouwers: 4.000 |
| 20 augustus 1967 |             |       |                           | Stadion: Gemeentelijk Sportpark, Hilversum Toeschouwers: 4.000 |
|                  |             |       |                           |                                                                |

|                  |                                                         |       |                     |                                                   |
| 20 augustus 1967 | Baronie                                                 | 4 – 1 | SC Drente           | Stadion: De Blauwe Kei, Breda Toeschouwers: 3.000 |
| 20 augustus 1967 | Ad Holleman 22', 89' Ad van Ierssel Gerrie Deijkers 63' |       | 62' Gerrie de Jonge | Stadion: De Blauwe Kei, Breda Toeschouwers: 3.000 |
| 20 augustus 1967 |                                                         |       |                     | Stadion: De Blauwe Kei, Breda Toeschouwers: 3.000 |
| 20 augustus 1967 |                                                         |       |                     | Stadion: De Blauwe Kei, Breda Toeschouwers: 3.000 |
|                  |                                                         |       |                     |                                                   |

|                  |           |       |       |                                               |
| 20 augustus 1967 | Limburgia | 0 – 0 | AGOVV | Stadion: Venweg, Brunssum Toeschouwers: 3.500 |
| 20 augustus 1967 |           |       |       | Stadion: Venweg, Brunssum Toeschouwers: 3.500 |
| 20 augustus 1967 |           |       |       | Stadion: Venweg, Brunssum Toeschouwers: 3.500 |
| 20 augustus 1967 |           |       |       | Stadion: Venweg, Brunssum Toeschouwers: 3.500 |
|                  |           |       |       |                                               |

|                  |                                  |       |                                             |                                                             |
| 20 augustus 1967 | Zwolsche Boys                    | 3 – 4 | NOAD                                        | Stadion: Gemeentelijk Sportpark, Zwolle Toeschouwers: 4.500 |
| 20 augustus 1967 | Freek Schutten –', –' Jan Welles |       | -', -' Bart Stovers Ad Brekelmans Wil Uyens | Stadion: Gemeentelijk Sportpark, Zwolle Toeschouwers: 4.500 |
| 20 augustus 1967 |                                  |       |                                             | Stadion: Gemeentelijk Sportpark, Zwolle Toeschouwers: 4.500 |
| 20 augustus 1967 |                                  |       |                                             | Stadion: Gemeentelijk Sportpark, Zwolle Toeschouwers: 4.500 |
|                  |                                  |       |                                             |                                                             |

|                  |                           |       |                     |                                                |
| 20 augustus 1967 | Helmond Sport             | 2 – 1 | Veendam             | Stadion: De Braak, Helmond Toeschouwers: 4.000 |
| 20 augustus 1967 | Lambert Kreekels 59', 85' |       | 26' Sietse Boonstra | Stadion: De Braak, Helmond Toeschouwers: 4.000 |
| 20 augustus 1967 |                           |       |                     | Stadion: De Braak, Helmond Toeschouwers: 4.000 |
| 20 augustus 1967 |                           |       |                     | Stadion: De Braak, Helmond Toeschouwers: 4.000 |
|                  |                           |       |                     |                                                |

## Speelronde 3
|                  |                                            |       |                                       |                                                    |
| 27 augustus 1967 | Excelsior                                  | 2 – 3 | SC Gooiland                           | Stadion: Woudestein, Rotterdam Toeschouwers: 3.500 |
| 27 augustus 1967 | George Velberg 57' Rinus van der Stoep 68' |       | 42', 75' Huub Lenz 90' Ger Farenhorst | Stadion: Woudestein, Rotterdam Toeschouwers: 3.500 |
| 27 augustus 1967 |                                            |       |                                       | Stadion: Woudestein, Rotterdam Toeschouwers: 3.500 |
| 27 augustus 1967 |                                            |       |                                       | Stadion: Woudestein, Rotterdam Toeschouwers: 3.500 |
|                  |                                            |       |                                       |                                                    |

|                  |               |       |            |                                                             |
| 27 augustus 1967 | Zwolsche Boys | 0 – 0 | Hermes DVS | Stadion: Gemeentelijk Sportpark, Zwolle Toeschouwers: 3.500 |
| 27 augustus 1967 |               |       |            | Stadion: Gemeentelijk Sportpark, Zwolle Toeschouwers: 3.500 |
| 27 augustus 1967 |               |       |            | Stadion: Gemeentelijk Sportpark, Zwolle Toeschouwers: 3.500 |
| 27 augustus 1967 |               |       |            | Stadion: Gemeentelijk Sportpark, Zwolle Toeschouwers: 3.500 |
|                  |               |       |            |                                                             |

|                  |                  |       |                |                                                                |
| 27 augustus 1967 | Hilversum        | 1 – 1 | Helmond Sport  | Stadion: Gemeentelijk Sportpark, Hilversum Toeschouwers: 1.000 |
| 27 augustus 1967 | Evert van Ginkel |       | Jan van Veghel | Stadion: Gemeentelijk Sportpark, Hilversum Toeschouwers: 1.000 |
| 27 augustus 1967 |                  |       |                | Stadion: Gemeentelijk Sportpark, Hilversum Toeschouwers: 1.000 |
| 27 augustus 1967 |                  |       |                | Stadion: Gemeentelijk Sportpark, Hilversum Toeschouwers: 1.000 |
|                  |                  |       |                |                                                                |

|                  |                                                          |       |                                                           |                                                            |
| 27 augustus 1967 | SC Drente                                                | 3 – 4 | Heerenveen                                                | Stadion: Mr. Ovingstraat, Klazienaveen Toeschouwers: 3.000 |
| 27 augustus 1967 | Bennie Kracht 24' Willy Hoogenberg 45' Ab Groenewold 87' |       | 10' Jan Boer 48' Roel Huitema 60' Kees Kist 65' Dré Woest | Stadion: Mr. Ovingstraat, Klazienaveen Toeschouwers: 3.000 |
| 27 augustus 1967 |                                                          |       |                                                           | Stadion: Mr. Ovingstraat, Klazienaveen Toeschouwers: 3.000 |
| 27 augustus 1967 |                                                          |       |                                                           | Stadion: Mr. Ovingstraat, Klazienaveen Toeschouwers: 3.000 |
|                  |                                                          |       |                                                           |                                                            |

|                  |       |                                      |     |                                                    |
| 27 augustus 1967 | AGOVV | 0 – 3                                | PEC | Stadion: Berg & Bos, Apeldoorn Toeschouwers: 4.000 |
| 27 augustus 1967 |       | 50' Leo Kuhnen 54', 75' Ben Hendriks |     | Stadion: Berg & Bos, Apeldoorn Toeschouwers: 4.000 |
| 27 augustus 1967 |       |                                      |     | Stadion: Berg & Bos, Apeldoorn Toeschouwers: 4.000 |
| 27 augustus 1967 |       |                                      |     | Stadion: Berg & Bos, Apeldoorn Toeschouwers: 4.000 |
|                  |       |                                      |     |                                                    |

|                  |                                      |       |            |                                                              |
| 27 augustus 1967 | NOAD                                 | 2 – 1 | EDO        | Stadion: Gemeentelijk Sportpark, Tilburg Toeschouwers: 1.500 |
| 27 augustus 1967 | Henk Zieltjens Harrie van der Velden |       | John Burke | Stadion: Gemeentelijk Sportpark, Tilburg Toeschouwers: 1.500 |
| 27 augustus 1967 |                                      |       |            | Stadion: Gemeentelijk Sportpark, Tilburg Toeschouwers: 1.500 |
| 27 augustus 1967 |                                      |       |            | Stadion: Gemeentelijk Sportpark, Tilburg Toeschouwers: 1.500 |
|                  |                                      |       |            |                                                              |

|                  |                                    |       |                  |                                                      |
| 27 augustus 1967 | Veendam                            | 2 – 1 | Wageningen       | Stadion: De Langeleegte, Veendam Toeschouwers: 2.500 |
| 27 augustus 1967 | Rikkert La Crois 58' Hans Ooft 63' |       | 70' Cees Loffeld | Stadion: De Langeleegte, Veendam Toeschouwers: 2.500 |
| 27 augustus 1967 |                                    |       |                  | Stadion: De Langeleegte, Veendam Toeschouwers: 2.500 |
| 27 augustus 1967 |                                    |       |                  | Stadion: De Langeleegte, Veendam Toeschouwers: 2.500 |
|                  |                                    |       |                  |                                                      |

|                  |         |               |     |                                                  |
| 27 augustus 1967 | Roda JC | 0 – 1         | ZFC | Stadion: Kaalheide, Kerkrade Toeschouwers: 3.000 |
| 27 augustus 1967 |         | 11' Piet Buis |     | Stadion: Kaalheide, Kerkrade Toeschouwers: 3.000 |
| 27 augustus 1967 |         |               |     | Stadion: Kaalheide, Kerkrade Toeschouwers: 3.000 |
| 27 augustus 1967 |         |               |     | Stadion: Kaalheide, Kerkrade Toeschouwers: 3.000 |
|                  |         |               |     |                                                  |

|                  |               |       |         |                                                        |
| 27 augustus 1967 | De Graafschap | 1 – 0 | Baronie | Stadion: De Vijverberg, Doetinchem Toeschouwers: 3.000 |
| 27 augustus 1967 | Henk Overgoor |       |         | Stadion: De Vijverberg, Doetinchem Toeschouwers: 3.000 |
| 27 augustus 1967 |               |       |         | Stadion: De Vijverberg, Doetinchem Toeschouwers: 3.000 |
| 27 augustus 1967 |               |       |         | Stadion: De Vijverberg, Doetinchem Toeschouwers: 3.000 |
|                  |               |       |         |                                                        |

|                  |                       |       |                  |                                                      |
| 27 augustus 1967 | Fortuna Vlaardingen   | 2 – 1 | Limburgia        | Stadion: Floreslaan, Vlaardingen Toeschouwers: 7.000 |
| 27 augustus 1967 | Jerrie Kruit 20', 87' |       | 55' Willy Coolen | Stadion: Floreslaan, Vlaardingen Toeschouwers: 7.000 |
| 27 augustus 1967 |                       |       |                  | Stadion: Floreslaan, Vlaardingen Toeschouwers: 7.000 |
| 27 augustus 1967 |                       |       |                  | Stadion: Floreslaan, Vlaardingen Toeschouwers: 7.000 |
|                  |                       |       |                  |                                                      |

## Speelronde 4
|                  |                |       |                    |                                                     |
| 3 september 1967 | ZFC            | 1 – 1 | NOAD               | Stadion: Westzanerdijk, Zaandam Toeschouwers: 2.500 |
| 3 september 1967 | Map Marijt 37' |       | Jacques van Ranzow | Stadion: Westzanerdijk, Zaandam Toeschouwers: 2.500 |
| 3 september 1967 |                |       |                    | Stadion: Westzanerdijk, Zaandam Toeschouwers: 2.500 |
| 3 september 1967 |                |       |                    | Stadion: Westzanerdijk, Zaandam Toeschouwers: 2.500 |
|                  |                |       |                    |                                                     |

|                  |                           |       |                                                        |                                                |
| 3 september 1967 | Heerenveen                | 2 – 4 | De Graafschap                                          | Stadion: Noord, Heerenveen Toeschouwers: 2.500 |
| 3 september 1967 | Jan van Lier 60' Jan Boer |       | 15', 85' Fred Jaski 40' Guus Hiddink 86' Franz Möllers | Stadion: Noord, Heerenveen Toeschouwers: 2.500 |
| 3 september 1967 |                           |       |                                                        | Stadion: Noord, Heerenveen Toeschouwers: 2.500 |
| 3 september 1967 |                           |       |                                                        | Stadion: Noord, Heerenveen Toeschouwers: 2.500 |
|                  |                           |       |                                                        |                                                |

|                  |                                                     |       |               |                                                        |
| 3 september 1967 | EDO                                                 | 5 – 0 | Zwolsche Boys | Stadion: Noordersportpark, Haarlem Toeschouwers: 2.000 |
| 3 september 1967 | Rob Bosdijk –', –' Dries Hendriks Ferry Kock –', –' |       |               | Stadion: Noordersportpark, Haarlem Toeschouwers: 2.000 |
| 3 september 1967 |                                                     |       |               | Stadion: Noordersportpark, Haarlem Toeschouwers: 2.000 |
| 3 september 1967 |                                                     |       |               | Stadion: Noordersportpark, Haarlem Toeschouwers: 2.000 |
|                  |                                                     |       |               |                                                        |

|                  |                          |       |       |                                              |
| 3 september 1967 | Hermes DVS               | 2 – 0 | AGOVV | Stadion: Harga, Schiedam Toeschouwers: 1.500 |
| 3 september 1967 | Cees van Kooten 85', 88' |       |       | Stadion: Harga, Schiedam Toeschouwers: 1.500 |
| 3 september 1967 |                          |       |       | Stadion: Harga, Schiedam Toeschouwers: 1.500 |
| 3 september 1967 |                          |       |       | Stadion: Harga, Schiedam Toeschouwers: 1.500 |
|                  |                          |       |       |                                              |

|                  |         |                  |         |                                                   |
| 3 september 1967 | Baronie | 0 – 1            | Veendam | Stadion: De Blauwe Kei, Breda Toeschouwers: 1.500 |
| 3 september 1967 |         | 62' Jetze Pascal |         | Stadion: De Blauwe Kei, Breda Toeschouwers: 1.500 |
| 3 september 1967 |         |                  |         | Stadion: De Blauwe Kei, Breda Toeschouwers: 1.500 |
| 3 september 1967 |         |                  |         | Stadion: De Blauwe Kei, Breda Toeschouwers: 1.500 |
|                  |         |                  |         |                                                   |

|                  |                 |       |               |                                               |
| 3 september 1967 | Limburgia       | 1 – 1 | Excelsior     | Stadion: Venweg, Brunssum Toeschouwers: 1.500 |
| 3 september 1967 | Jan Janssen 50' |       | 71' Dick Beek | Stadion: Venweg, Brunssum Toeschouwers: 1.500 |
| 3 september 1967 |                 |       |               | Stadion: Venweg, Brunssum Toeschouwers: 1.500 |
| 3 september 1967 |                 |       |               | Stadion: Venweg, Brunssum Toeschouwers: 1.500 |
|                  |                 |       |               |                                               |

|                  |                           |       |         |                                                |
| 3 september 1967 | Helmond Sport             | 2 – 0 | Roda JC | Stadion: De Braak, Helmond Toeschouwers: 2.500 |
| 3 september 1967 | Gerrie van Berlo 11', 29' |       |         | Stadion: De Braak, Helmond Toeschouwers: 2.500 |
| 3 september 1967 |                           |       |         | Stadion: De Braak, Helmond Toeschouwers: 2.500 |
| 3 september 1967 |                           |       |         | Stadion: De Braak, Helmond Toeschouwers: 2.500 |
|                  |                           |       |         |                                                |

|                  |                                  |       |                     |                                                     |
| 3 september 1967 | PEC                              | 2 – 1 | Fortuna Vlaardingen | Stadion: De Vrolijkheid, Zwolle Toeschouwers: 5.000 |
| 3 september 1967 | Benny Carelsz 14' Leo Kuhnen 57' |       | 28' Jan Baksteen    | Stadion: De Vrolijkheid, Zwolle Toeschouwers: 5.000 |
| 3 september 1967 |                                  |       |                     | Stadion: De Vrolijkheid, Zwolle Toeschouwers: 5.000 |
| 3 september 1967 |                                  |       |                     | Stadion: De Vrolijkheid, Zwolle Toeschouwers: 5.000 |
|                  |                                  |       |                     |                                                     |

|                  |                                |       |                  |                                                             |
| 3 september 1967 | Wageningen                     | 2 – 1 | Hilversum        | Stadion: De Wageningse Berg, Wageningen Toeschouwers: 2.000 |
| 3 september 1967 | Henny Roelofs Ton van de Weerd |       | Evert van Ginkel | Stadion: De Wageningse Berg, Wageningen Toeschouwers: 2.000 |
| 3 september 1967 |                                |       |                  | Stadion: De Wageningse Berg, Wageningen Toeschouwers: 2.000 |
| 3 september 1967 |                                |       |                  | Stadion: De Wageningse Berg, Wageningen Toeschouwers: 2.000 |
|                  |                                |       |                  |                                                             |

|                  |             |       |           |                                                                |
| 3 september 1967 | SC Gooiland | 0 – 0 | SC Drente | Stadion: Gemeentelijk Sportpark, Hilversum Toeschouwers: 2.000 |
| 3 september 1967 |             |       |           | Stadion: Gemeentelijk Sportpark, Hilversum Toeschouwers: 2.000 |
| 3 september 1967 |             |       |           | Stadion: Gemeentelijk Sportpark, Hilversum Toeschouwers: 2.000 |
| 3 september 1967 |             |       |           | Stadion: Gemeentelijk Sportpark, Hilversum Toeschouwers: 2.000 |
|                  |             |       |           |                                                                |

## Speelronde 5
|                   |                    |       |            |                                                        |
| 10 september 1967 | EDO                | 1 – 0 | Hermes DVS | Stadion: Noordersportpark, Haarlem Toeschouwers: 3.000 |
| 10 september 1967 | Dries Hendriks 35' |       |            | Stadion: Noordersportpark, Haarlem Toeschouwers: 3.000 |
| 10 september 1967 |                    |       |            | Stadion: Noordersportpark, Haarlem Toeschouwers: 3.000 |
| 10 september 1967 |                    |       |            | Stadion: Noordersportpark, Haarlem Toeschouwers: 3.000 |
|                   |                    |       |            |                                                        |

|                   |           |                       |     |                                                    |
| 10 september 1967 | Excelsior | 0 – 1                 | PEC | Stadion: Woudestein, Rotterdam Toeschouwers: 4.000 |
| 10 september 1967 |           | 54' Wim van der Heide |     | Stadion: Woudestein, Rotterdam Toeschouwers: 4.000 |
| 10 september 1967 |           |                       |     | Stadion: Woudestein, Rotterdam Toeschouwers: 4.000 |
| 10 september 1967 |           |                       |     | Stadion: Woudestein, Rotterdam Toeschouwers: 4.000 |
|                   |           |                       |     |                                                    |

|                   |                           |       |                                        |                                                  |
| 10 september 1967 | Roda JC                   | 2 – 2 | Wageningen                             | Stadion: Kaalheide, Kerkrade Toeschouwers: 2.000 |
| 10 september 1967 | Wim Langenhuizen 49', 77' |       | 34' Marcel Broecks 60' Frans van Ernst | Stadion: Kaalheide, Kerkrade Toeschouwers: 2.000 |
| 10 september 1967 |                           |       |                                        | Stadion: Kaalheide, Kerkrade Toeschouwers: 2.000 |
| 10 september 1967 |                           |       |                                        | Stadion: Kaalheide, Kerkrade Toeschouwers: 2.000 |
|                   |                           |       |                                        |                                                  |

|                   |                                                      |       |                 |                                                        |
| 10 september 1967 | De Graafschap                                        | 3 – 1 | SC Gooiland     | Stadion: De Vijverberg, Doetinchem Toeschouwers: 5.500 |
| 10 september 1967 | Henk Jansen 6' Theo van Londen 73' Henk Overgoor 89' |       | 52' Peter Voogt | Stadion: De Vijverberg, Doetinchem Toeschouwers: 5.500 |
| 10 september 1967 |                                                      |       |                 | Stadion: De Vijverberg, Doetinchem Toeschouwers: 5.500 |
| 10 september 1967 |                                                      |       |                 | Stadion: De Vijverberg, Doetinchem Toeschouwers: 5.500 |
|                   |                                                      |       |                 |                                                        |

|                   |                                             |       |                  |                                                      |
| 10 september 1967 | Fortuna Vlaardingen                         | 2 – 1 | AGOVV            | Stadion: Floreslaan, Vlaardingen Toeschouwers: 5.500 |
| 10 september 1967 | Marcus Schippers (pen) 12' Maup Martens 18' |       | 3' Karel Melaard | Stadion: Floreslaan, Vlaardingen Toeschouwers: 5.500 |
| 10 september 1967 |                                             |       |                  | Stadion: Floreslaan, Vlaardingen Toeschouwers: 5.500 |
| 10 september 1967 |                                             |       |                  | Stadion: Floreslaan, Vlaardingen Toeschouwers: 5.500 |
|                   |                                             |       |                  |                                                      |

|                   |                   |       |                 |                                                             |
| 10 september 1967 | Zwolsche Boys     | 1 – 1 | ZFC             | Stadion: Gemeentelijk Sportpark, Zwolle Toeschouwers: 3.000 |
| 10 september 1967 | Johan Wernert 46' |       | 90' Jan Brouwer | Stadion: Gemeentelijk Sportpark, Zwolle Toeschouwers: 3.000 |
| 10 september 1967 |                   |       |                 | Stadion: Gemeentelijk Sportpark, Zwolle Toeschouwers: 3.000 |
| 10 september 1967 |                   |       |                 | Stadion: Gemeentelijk Sportpark, Zwolle Toeschouwers: 3.000 |
|                   |                   |       |                 |                                                             |

|                   |           |                                                   |         |                                                                |
| 10 september 1967 | Hilversum | 0 – 4                                             | Baronie | Stadion: Gemeentelijk Sportpark, Hilversum Toeschouwers: 1.500 |
| 10 september 1967 |           | –', –' Ad Holleman Kees van Ierssel Cees Heijboer |         | Stadion: Gemeentelijk Sportpark, Hilversum Toeschouwers: 1.500 |
| 10 september 1967 |           |                                                   |         | Stadion: Gemeentelijk Sportpark, Hilversum Toeschouwers: 1.500 |
| 10 september 1967 |           |                                                   |         | Stadion: Gemeentelijk Sportpark, Hilversum Toeschouwers: 1.500 |
|                   |           |                                                   |         |                                                                |

|                   |                    |       |                 |                                                            |
| 10 september 1967 | SC Drente          | 1 – 1 | Limburgia       | Stadion: Mr. Ovingstraat, Klazienaveen Toeschouwers: 2.500 |
| 10 september 1967 | Henk de Groote 17' |       | 2' Willy Coolen | Stadion: Mr. Ovingstraat, Klazienaveen Toeschouwers: 2.500 |
| 10 september 1967 |                    |       |                 | Stadion: Mr. Ovingstraat, Klazienaveen Toeschouwers: 2.500 |
| 10 september 1967 |                    |       |                 | Stadion: Mr. Ovingstraat, Klazienaveen Toeschouwers: 2.500 |
|                   |                    |       |                 |                                                            |

|                   |                   |       |               |                                                              |
| 10 september 1967 | NOAD              | 1 – 0 | Helmond Sport | Stadion: Gemeentelijk Sportpark, Tilburg Toeschouwers: 1.500 |
| 10 september 1967 | Ad Brekelmans 63' |       |               | Stadion: Gemeentelijk Sportpark, Tilburg Toeschouwers: 1.500 |
| 10 september 1967 |                   |       |               | Stadion: Gemeentelijk Sportpark, Tilburg Toeschouwers: 1.500 |
| 10 september 1967 |                   |       |               | Stadion: Gemeentelijk Sportpark, Tilburg Toeschouwers: 1.500 |
|                   |                   |       |               |                                                              |

|                   |                           |       |                   |                                                      |
| 10 september 1967 | Veendam                   | 2 – 1 | Heerenveen        | Stadion: De Langeleegte, Veendam Toeschouwers: 2.000 |
| 10 september 1967 | Rikkert La Crois 15', 48' |       | 4' Henk Zoetendal | Stadion: De Langeleegte, Veendam Toeschouwers: 2.000 |
| 10 september 1967 |                           |       |                   | Stadion: De Langeleegte, Veendam Toeschouwers: 2.000 |
| 10 september 1967 |                           |       |                   | Stadion: De Langeleegte, Veendam Toeschouwers: 2.000 |
|                   |                           |       |                   |                                                      |

## Speelronde 6
|                   |                 |       |                          |                                                     |
| 17 september 1967 | ZFC             | 1 – 1 | EDO                      | Stadion: Westzanerdijk, Zaandam Toeschouwers: 3.000 |
| 17 september 1967 | Jan Brouwer 55' |       | 70' Frits van der Putten | Stadion: Westzanerdijk, Zaandam Toeschouwers: 3.000 |
| 17 september 1967 |                 |       |                          | Stadion: Westzanerdijk, Zaandam Toeschouwers: 3.000 |
| 17 september 1967 |                 |       |                          | Stadion: Westzanerdijk, Zaandam Toeschouwers: 3.000 |
|                   |                 |       |                          |                                                     |

|                   |                             |       |                     |                                              |
| 17 september 1967 | Hermes DVS                  | 2 – 1 | Fortuna Vlaardingen | Stadion: Harga, Schiedam Toeschouwers: 9.000 |
| 17 september 1967 | Wim Klein 9' Ger Bakkes 70' |       | 81' Ger Robbemond   | Stadion: Harga, Schiedam Toeschouwers: 9.000 |
| 17 september 1967 |                             |       |                     | Stadion: Harga, Schiedam Toeschouwers: 9.000 |
| 17 september 1967 |                             |       |                     | Stadion: Harga, Schiedam Toeschouwers: 9.000 |
|                   |                             |       |                     |                                              |

|                   |                                                                             |       |           |                                                |
| 17 september 1967 | Heerenveen                                                                  | 5 – 0 | Hilversum | Stadion: Noord, Heerenveen Toeschouwers: 2.100 |
| 17 september 1967 | Henk Zoetendal 6' Jan Boer 73' Kees Kist 76' Jan van Lier 78' Dré Woest 82' |       |           | Stadion: Noord, Heerenveen Toeschouwers: 2.100 |
| 17 september 1967 |                                                                             |       |           | Stadion: Noord, Heerenveen Toeschouwers: 2.100 |
| 17 september 1967 |                                                                             |       |           | Stadion: Noord, Heerenveen Toeschouwers: 2.100 |
|                   |                                                                             |       |           |                                                |

|                   |                                                                 |       |         |                                                   |
| 17 september 1967 | Baronie                                                         | 5 – 0 | Roda JC | Stadion: De Blauwe Kei, Breda Toeschouwers: 3.500 |
| 17 september 1967 | Addy Brouwers 3', 80' Ad Holleman 60' Kees van Ierssel 66', 69' |       |         | Stadion: De Blauwe Kei, Breda Toeschouwers: 3.500 |
| 17 september 1967 |                                                                 |       |         | Stadion: De Blauwe Kei, Breda Toeschouwers: 3.500 |
| 17 september 1967 |                                                                 |       |         | Stadion: De Blauwe Kei, Breda Toeschouwers: 3.500 |
|                   |                                                                 |       |         |                                                   |

|                   |                                                           |       |               |                                               |
| 17 september 1967 | Limburgia                                                 | 4 – 0 | De Graafschap | Stadion: Venweg, Brunssum Toeschouwers: 3.000 |
| 17 september 1967 | Willy Coolen 10', 83' Ferdi Schreven 33' Piet Hermans 65' |       |               | Stadion: Venweg, Brunssum Toeschouwers: 3.000 |
| 17 september 1967 |                                                           |       |               | Stadion: Venweg, Brunssum Toeschouwers: 3.000 |
| 17 september 1967 |                                                           |       |               | Stadion: Venweg, Brunssum Toeschouwers: 3.000 |
|                   |                                                           |       |               |                                               |

|                   |                                                                     |       |               |                                                |
| 17 september 1967 | Helmond Sport                                                       | 6 – 0 | Zwolsche Boys | Stadion: De Braak, Helmond Toeschouwers: 3.200 |
| 17 september 1967 | Fons van Wissen Wim van den Berk –', –', –' Gerrie van Berlo –', –' |       |               | Stadion: De Braak, Helmond Toeschouwers: 3.200 |
| 17 september 1967 |                                                                     |       |               | Stadion: De Braak, Helmond Toeschouwers: 3.200 |
| 17 september 1967 |                                                                     |       |               | Stadion: De Braak, Helmond Toeschouwers: 3.200 |
|                   |                                                                     |       |               |                                                |

|                   |                                                                        |       |               |                                                     |
| 17 september 1967 | PEC                                                                    | 4 – 1 | SC Drente     | Stadion: De Vrolijkheid, Zwolle Toeschouwers: 7.000 |
| 17 september 1967 | Cees Kick 41' Ben Hendriks 52' Benny Carelsz 59' Wim van der Heide 62' |       | Tonny Roosken | Stadion: De Vrolijkheid, Zwolle Toeschouwers: 7.000 |
| 17 september 1967 |                                                                        |       |               | Stadion: De Vrolijkheid, Zwolle Toeschouwers: 7.000 |
| 17 september 1967 |                                                                        |       |               | Stadion: De Vrolijkheid, Zwolle Toeschouwers: 7.000 |
|                   |                                                                        |       |               |                                                     |

|                   |                                        |       |                     |                                                             |
| 17 september 1967 | Wageningen                             | 3 – 2 | NOAD                | Stadion: De Wageningse Berg, Wageningen Toeschouwers: 2.500 |
| 17 september 1967 | Marcel Broecks -', -' Henny Roelofs –' |       | –', –' Bart Stovers | Stadion: De Wageningse Berg, Wageningen Toeschouwers: 2.500 |
| 17 september 1967 |                                        |       |                     | Stadion: De Wageningse Berg, Wageningen Toeschouwers: 2.500 |
| 17 september 1967 |                                        |       |                     | Stadion: De Wageningse Berg, Wageningen Toeschouwers: 2.500 |
|                   |                                        |       |                     |                                                             |

|                   |                            |       |                        |                                                                |
| 17 september 1967 | SC Gooiland                | 2 – 2 | Veendam                | Stadion: Gemeentelijk Sportpark, Hilversum Toeschouwers: 2.000 |
| 17 september 1967 | Huub Lenz Gerard Hogenbirk |       | Hans Ooft Piet van Dam | Stadion: Gemeentelijk Sportpark, Hilversum Toeschouwers: 2.000 |
| 17 september 1967 |                            |       |                        | Stadion: Gemeentelijk Sportpark, Hilversum Toeschouwers: 2.000 |
| 17 september 1967 |                            |       |                        | Stadion: Gemeentelijk Sportpark, Hilversum Toeschouwers: 2.000 |
|                   |                            |       |                        |                                                                |

|                   |       |               |           |                                                    |
| 17 september 1967 | AGOVV | 0 – 1         | Excelsior | Stadion: Berg & Bos, Apeldoorn Toeschouwers: 1.500 |
| 17 september 1967 |       | 75' Dick Beek |           | Stadion: Berg & Bos, Apeldoorn Toeschouwers: 1.500 |
| 17 september 1967 |       |               |           | Stadion: Berg & Bos, Apeldoorn Toeschouwers: 1.500 |
| 17 september 1967 |       |               |           | Stadion: Berg & Bos, Apeldoorn Toeschouwers: 1.500 |
|                   |       |               |           |                                                    |

## Speelronde 7
|                   |                |       |               |                                                     |
| 24 september 1967 | ZFC            | 1 – 1 | Hermes DVS    | Stadion: Westzanerdijk, Zaandam Toeschouwers: 3.000 |
| 24 september 1967 | Map Marijt 43' |       | 44' Wim Klein | Stadion: Westzanerdijk, Zaandam Toeschouwers: 3.000 |
| 24 september 1967 |                |       |               | Stadion: Westzanerdijk, Zaandam Toeschouwers: 3.000 |
| 24 september 1967 |                |       |               | Stadion: Westzanerdijk, Zaandam Toeschouwers: 3.000 |
|                   |                |       |               |                                                     |

|                   |           |                |                     |                                                    |
| 24 september 1967 | Excelsior | 0 – 1          | Fortuna Vlaardingen | Stadion: Woudestein, Rotterdam Toeschouwers: 6.000 |
| 24 september 1967 |           | 43' Jan Bouman |                     | Stadion: Woudestein, Rotterdam Toeschouwers: 6.000 |
| 24 september 1967 |           |                |                     | Stadion: Woudestein, Rotterdam Toeschouwers: 6.000 |
| 24 september 1967 |           |                |                     | Stadion: Woudestein, Rotterdam Toeschouwers: 6.000 |
|                   |           |                |                     |                                                    |

|                   |                |       |                      |                                                        |
| 24 september 1967 | EDO            | 1 – 1 | Helmond Sport        | Stadion: Noordersportpark, Haarlem Toeschouwers: 4.000 |
| 24 september 1967 | John Burke 83' |       | 11' Lambert Kreekels | Stadion: Noordersportpark, Haarlem Toeschouwers: 4.000 |
| 24 september 1967 |                |       |                      | Stadion: Noordersportpark, Haarlem Toeschouwers: 4.000 |
| 24 september 1967 |                |       |                      | Stadion: Noordersportpark, Haarlem Toeschouwers: 4.000 |
|                   |                |       |                      |                                                        |

|                   |           |       |                        |                                                              |
| 24 september 1967 | NOAD      | 1 – 3 | Baronie                | Stadion: Gemeentelijk Sportpark, Tilburg Toeschouwers: 1.500 |
| 24 september 1967 | Wil Uyens |       | –', –', –' Ad Holleman | Stadion: Gemeentelijk Sportpark, Tilburg Toeschouwers: 1.500 |
| 24 september 1967 |           |       |                        | Stadion: Gemeentelijk Sportpark, Tilburg Toeschouwers: 1.500 |
| 24 september 1967 |           |       |                        | Stadion: Gemeentelijk Sportpark, Tilburg Toeschouwers: 1.500 |
|                   |           |       |                        |                                                              |

|                   |                  |       |                    |                                                      |
| 24 september 1967 | Veendam          | 1 – 1 | Limburgia          | Stadion: De Langeleegte, Veendam Toeschouwers: 3.500 |
| 24 september 1967 | Jetze Pascal 30' |       | 67' Ferdi Schreven | Stadion: De Langeleegte, Veendam Toeschouwers: 3.500 |
| 24 september 1967 |                  |       |                    | Stadion: De Langeleegte, Veendam Toeschouwers: 3.500 |
| 24 september 1967 |                  |       |                    | Stadion: De Langeleegte, Veendam Toeschouwers: 3.500 |
|                   |                  |       |                    |                                                      |

|                   |                                          |       |            |                                                  |
| 24 september 1967 | Roda JC                                  | 2 – 0 | Heerenveen | Stadion: Kaalheide, Kerkrade Toeschouwers: 4.500 |
| 24 september 1967 | Horst Gnielka 14' Leo van der Linden 77' |       |            | Stadion: Kaalheide, Kerkrade Toeschouwers: 4.500 |
| 24 september 1967 |                                          |       |            | Stadion: Kaalheide, Kerkrade Toeschouwers: 4.500 |
| 24 september 1967 |                                          |       |            | Stadion: Kaalheide, Kerkrade Toeschouwers: 4.500 |
|                   |                                          |       |            |                                                  |

|                   |                                    |       |                             |                                                        |
| 24 september 1967 | De Graafschap                      | 2 – 2 | PEC                         | Stadion: De Vijverberg, Doetinchem Toeschouwers: 6.000 |
| 24 september 1967 | Joop Hartjes 11' Franz Möllers 46' |       | 4' Cees Kick 85' Leo Kuhnen | Stadion: De Vijverberg, Doetinchem Toeschouwers: 6.000 |
| 24 september 1967 |                                    |       |                             | Stadion: De Vijverberg, Doetinchem Toeschouwers: 6.000 |
| 24 september 1967 |                                    |       |                             | Stadion: De Vijverberg, Doetinchem Toeschouwers: 6.000 |
|                   |                                    |       |                             |                                                        |

|                   |                        |       |              |                                                             |
| 24 september 1967 | Zwolsche Boys          | 2 – 1 | Wageningen   | Stadion: Gemeentelijk Sportpark, Zwolle Toeschouwers: 2.000 |
| 24 september 1967 | Jan Welles Cor Lammers |       | Cees Loffeld | Stadion: Gemeentelijk Sportpark, Zwolle Toeschouwers: 2.000 |
| 24 september 1967 |                        |       |              | Stadion: Gemeentelijk Sportpark, Zwolle Toeschouwers: 2.000 |
| 24 september 1967 |                        |       |              | Stadion: Gemeentelijk Sportpark, Zwolle Toeschouwers: 2.000 |
|                   |                        |       |              |                                                             |

|                   |           |                  |             |                                                                |
| 24 september 1967 | Hilversum | 0 – 2            | SC Gooiland | Stadion: Gemeentelijk Sportpark, Hilversum Toeschouwers: 5.500 |
| 24 september 1967 |           | –', –' Huub Lenz |             | Stadion: Gemeentelijk Sportpark, Hilversum Toeschouwers: 5.500 |
| 24 september 1967 |           |                  |             | Stadion: Gemeentelijk Sportpark, Hilversum Toeschouwers: 5.500 |
| 24 september 1967 |           |                  |             | Stadion: Gemeentelijk Sportpark, Hilversum Toeschouwers: 5.500 |
|                   |           |                  |             |                                                                |

|                   |           |                   |       |                                                            |
| 24 september 1967 | SC Drente | 0 – 1             | AGOVV | Stadion: Mr. Ovingstraat, Klazienaveen Toeschouwers: 1.500 |
| 24 september 1967 |           | 11' Karel Melaard |       | Stadion: Mr. Ovingstraat, Klazienaveen Toeschouwers: 1.500 |
| 24 september 1967 |           |                   |       | Stadion: Mr. Ovingstraat, Klazienaveen Toeschouwers: 1.500 |
| 24 september 1967 |           |                   |       | Stadion: Mr. Ovingstraat, Klazienaveen Toeschouwers: 1.500 |
|                   |           |                   |       |                                                            |

## Speelronde 8
|                |                                                   |       |      |                                                |
| 1 oktober 1967 | Heerenveen                                        | 3 – 0 | NOAD | Stadion: Noord, Heerenveen Toeschouwers: 2.500 |
| 1 oktober 1967 | Henk Zoetendal 8' Henk Prinsen 14' Hans Zwart 73' |       |      | Stadion: Noord, Heerenveen Toeschouwers: 2.500 |
| 1 oktober 1967 |                                                   |       |      | Stadion: Noord, Heerenveen Toeschouwers: 2.500 |
| 1 oktober 1967 |                                                   |       |      | Stadion: Noord, Heerenveen Toeschouwers: 2.500 |
|                |                                                   |       |      |                                                |

|                |                             |       |               |                                              |
| 1 oktober 1967 | Hermes DVS                  | 2 – 1 | Excelsior     | Stadion: Harga, Schiedam Toeschouwers: 3.000 |
| 1 oktober 1967 | Jaap van de Griend 70', 79' |       | 19' Dick Beek | Stadion: Harga, Schiedam Toeschouwers: 3.000 |
| 1 oktober 1967 |                             |       |               | Stadion: Harga, Schiedam Toeschouwers: 3.000 |
| 1 oktober 1967 |                             |       |               | Stadion: Harga, Schiedam Toeschouwers: 3.000 |
|                |                             |       |               |                                              |

|                |                                         |       |     |                                                |
| 1 oktober 1967 | Helmond Sport                           | 2 – 0 | ZFC | Stadion: De Braak, Helmond Toeschouwers: 4.500 |
| 1 oktober 1967 | Lambert Kreekels 50' Marius Boerenkamps |       |     | Stadion: De Braak, Helmond Toeschouwers: 4.500 |
| 1 oktober 1967 |                                         |       |     | Stadion: De Braak, Helmond Toeschouwers: 4.500 |
| 1 oktober 1967 |                                         |       |     | Stadion: De Braak, Helmond Toeschouwers: 4.500 |
|                |                                         |       |     |                                                |

|                |                        |       |                                 |                                                     |
| 1 oktober 1967 | PEC                    | 1 – 2 | Veendam                         | Stadion: De Vrolijkheid, Zwolle Toeschouwers: 8.000 |
| 1 oktober 1967 | Puck van der Horst 85' |       | 35' Henk Nienhuis 75' Hans Ooft | Stadion: De Vrolijkheid, Zwolle Toeschouwers: 8.000 |
| 1 oktober 1967 |                        |       |                                 | Stadion: De Vrolijkheid, Zwolle Toeschouwers: 8.000 |
| 1 oktober 1967 |                        |       |                                 | Stadion: De Vrolijkheid, Zwolle Toeschouwers: 8.000 |
|                |                        |       |                                 |                                                     |

|                |                            |       |     |                                                             |
| 1 oktober 1967 | Wageningen                 | 2 – 0 | EDO | Stadion: De Wageningse Berg, Wageningen Toeschouwers: 3.500 |
| 1 oktober 1967 | Henny Roelofs Henk Janssen |       |     | Stadion: De Wageningse Berg, Wageningen Toeschouwers: 3.500 |
| 1 oktober 1967 |                            |       |     | Stadion: De Wageningse Berg, Wageningen Toeschouwers: 3.500 |
| 1 oktober 1967 |                            |       |     | Stadion: De Wageningse Berg, Wageningen Toeschouwers: 3.500 |
|                |                            |       |     |                                                             |

|                |                                                  |       |         |                                                                |
| 1 oktober 1967 | SC Gooiland                                      | 3 – 0 | Roda JC | Stadion: Gemeentelijk Sportpark, Hilversum Toeschouwers: 2.500 |
| 1 oktober 1967 | Ger Farenhorst 9' Gerard Hogenbirk 15' Huub Lenz |       |         | Stadion: Gemeentelijk Sportpark, Hilversum Toeschouwers: 2.500 |
| 1 oktober 1967 |                                                  |       |         | Stadion: Gemeentelijk Sportpark, Hilversum Toeschouwers: 2.500 |
| 1 oktober 1967 |                                                  |       |         | Stadion: Gemeentelijk Sportpark, Hilversum Toeschouwers: 2.500 |
|                |                                                  |       |         |                                                                |

|                |       |       |               |                                                    |
| 1 oktober 1967 | AGOVV | 0 – 0 | De Graafschap | Stadion: Berg & Bos, Apeldoorn Toeschouwers: 5.000 |
| 1 oktober 1967 |       |       |               | Stadion: Berg & Bos, Apeldoorn Toeschouwers: 5.000 |
| 1 oktober 1967 |       |       |               | Stadion: Berg & Bos, Apeldoorn Toeschouwers: 5.000 |
| 1 oktober 1967 |       |       |               | Stadion: Berg & Bos, Apeldoorn Toeschouwers: 5.000 |
|                |       |       |               |                                                    |

|                |                              |       |               |                                                   |
| 1 oktober 1967 | Baronie                      | 2 – 0 | Zwolsche Boys | Stadion: De Blauwe Kei, Breda Toeschouwers: 4.000 |
| 1 oktober 1967 | Ad Holleman Kees van Ierssel |       |               | Stadion: De Blauwe Kei, Breda Toeschouwers: 4.000 |
| 1 oktober 1967 |                              |       |               | Stadion: De Blauwe Kei, Breda Toeschouwers: 4.000 |
| 1 oktober 1967 |                              |       |               | Stadion: De Blauwe Kei, Breda Toeschouwers: 4.000 |
|                |                              |       |               |                                                   |

|                |                           |       |           |                                               |
| 1 oktober 1967 | Limburgia                 | 3 – 0 | Hilversum | Stadion: Venweg, Brunssum Toeschouwers: 3.000 |
| 1 oktober 1967 | Willy Coolen 40', –', 80' |       |           | Stadion: Venweg, Brunssum Toeschouwers: 3.000 |
| 1 oktober 1967 |                           |       |           | Stadion: Venweg, Brunssum Toeschouwers: 3.000 |
| 1 oktober 1967 |                           |       |           | Stadion: Venweg, Brunssum Toeschouwers: 3.000 |
|                |                           |       |           |                                               |

|                |                                                                        |       |                    |                                                      |
| 1 oktober 1967 | Fortuna Vlaardingen                                                    | 6 – 1 | SC Drente          | Stadion: Floreslaan, Vlaardingen Toeschouwers: 3.000 |
| 1 oktober 1967 | Jan Bouman 25', 37', 54' Cees Bouman Adrie van Oudheusden Jerrie Kruit |       | 70' (pen) Jan Mink | Stadion: Floreslaan, Vlaardingen Toeschouwers: 3.000 |
| 1 oktober 1967 |                                                                        |       |                    | Stadion: Floreslaan, Vlaardingen Toeschouwers: 3.000 |
| 1 oktober 1967 |                                                                        |       |                    | Stadion: Floreslaan, Vlaardingen Toeschouwers: 3.000 |
|                |                                                                        |       |                    |                                                      |

## Speelronde 9
|                |                              |       |                     |                                                        |
| 8 oktober 1967 | EDO                          | 2 – 1 | Baronie             | Stadion: Noordersportpark, Haarlem Toeschouwers: 1.500 |
| 8 oktober 1967 | Cor Koene 48' Joop Koene 85' |       | 55' Gerrie Deijkers | Stadion: Noordersportpark, Haarlem Toeschouwers: 1.500 |
| 8 oktober 1967 |                              |       |                     | Stadion: Noordersportpark, Haarlem Toeschouwers: 1.500 |
| 8 oktober 1967 |                              |       |                     | Stadion: Noordersportpark, Haarlem Toeschouwers: 1.500 |
|                |                              |       |                     |                                                        |

|                |                            |       |                                      |                                                     |
| 8 oktober 1967 | ZFC                        | 1 – 2 | Wageningen                           | Stadion: Westzanerdijk, Zaandam Toeschouwers: 2.000 |
| 8 oktober 1967 | Frans van Ernst (e.d.) 25' |       | 18' Henny Roelofs 82' Marcel Broecks | Stadion: Westzanerdijk, Zaandam Toeschouwers: 2.000 |
| 8 oktober 1967 |                            |       |                                      | Stadion: Westzanerdijk, Zaandam Toeschouwers: 2.000 |
| 8 oktober 1967 |                            |       |                                      | Stadion: Westzanerdijk, Zaandam Toeschouwers: 2.000 |
|                |                            |       |                                      |                                                     |

|                |                                        |       |                 |                                                  |
| 8 oktober 1967 | Roda JC                                | 2 – 1 | Limburgia       | Stadion: Kaalheide, Kerkrade Toeschouwers: 4.500 |
| 8 oktober 1967 | Horst Gnielka 57' Wim Langenhuizen 88' |       | 58' Jan Janssen | Stadion: Kaalheide, Kerkrade Toeschouwers: 4.500 |
| 8 oktober 1967 |                                        |       |                 | Stadion: Kaalheide, Kerkrade Toeschouwers: 4.500 |
| 8 oktober 1967 |                                        |       |                 | Stadion: Kaalheide, Kerkrade Toeschouwers: 4.500 |
|                |                                        |       |                 |                                                  |

|                |                        |       |                     |                                                        |
| 8 oktober 1967 | De Graafschap          | 2 – 1 | Fortuna Vlaardingen | Stadion: De Vijverberg, Doetinchem Toeschouwers: 2.500 |
| 8 oktober 1967 | Franz Möllers 53', 54' |       | 21' Jerrie Kruit    | Stadion: De Vijverberg, Doetinchem Toeschouwers: 2.500 |
| 8 oktober 1967 |                        |       |                     | Stadion: De Vijverberg, Doetinchem Toeschouwers: 2.500 |
| 8 oktober 1967 |                        |       |                     | Stadion: De Vijverberg, Doetinchem Toeschouwers: 2.500 |
|                |                        |       |                     |                                                        |

|                |               |       |            |                                                |
| 8 oktober 1967 | Helmond Sport | 0 – 0 | Hermes DVS | Stadion: De Braak, Helmond Toeschouwers: 5.000 |
| 8 oktober 1967 |               |       |            | Stadion: De Braak, Helmond Toeschouwers: 5.000 |
| 8 oktober 1967 |               |       |            | Stadion: De Braak, Helmond Toeschouwers: 5.000 |
| 8 oktober 1967 |               |       |            | Stadion: De Braak, Helmond Toeschouwers: 5.000 |
|                |               |       |            |                                                |

|                |               |       |            |                                                             |
| 8 oktober 1967 | Zwolsche Boys | 0 – 0 | Heerenveen | Stadion: Gemeentelijk Sportpark, Zwolle Toeschouwers: 2.000 |
| 8 oktober 1967 |               |       |            | Stadion: Gemeentelijk Sportpark, Zwolle Toeschouwers: 2.000 |
| 8 oktober 1967 |               |       |            | Stadion: Gemeentelijk Sportpark, Zwolle Toeschouwers: 2.000 |
| 8 oktober 1967 |               |       |            | Stadion: Gemeentelijk Sportpark, Zwolle Toeschouwers: 2.000 |
|                |               |       |            |                                                             |

|                |                                                            |       |                  |                                                                |
| 8 oktober 1967 | Hilversum                                                  | 4 – 1 | PEC              | Stadion: Gemeentelijk Sportpark, Hilversum Toeschouwers: 1.500 |
| 8 oktober 1967 | Hans Vlietman 30' Evert van Ginkel –', –' Hans van Eikeren |       | 86' Ben Hendriks | Stadion: Gemeentelijk Sportpark, Hilversum Toeschouwers: 1.500 |
| 8 oktober 1967 |                                                            |       |                  | Stadion: Gemeentelijk Sportpark, Hilversum Toeschouwers: 1.500 |
| 8 oktober 1967 |                                                            |       |                  | Stadion: Gemeentelijk Sportpark, Hilversum Toeschouwers: 1.500 |
|                |                                                            |       |                  |                                                                |

|                |           |       |           |                                                            |
| 8 oktober 1967 | SC Drente | 0 – 0 | Excelsior | Stadion: Mr. Ovingstraat, Klazienaveen Toeschouwers: 2.000 |
| 8 oktober 1967 |           |       |           | Stadion: Mr. Ovingstraat, Klazienaveen Toeschouwers: 2.000 |
| 8 oktober 1967 |           |       |           | Stadion: Mr. Ovingstraat, Klazienaveen Toeschouwers: 2.000 |
| 8 oktober 1967 |           |       |           | Stadion: Mr. Ovingstraat, Klazienaveen Toeschouwers: 2.000 |
|                |           |       |           |                                                            |

|                |                                        |       |             |                                                              |
| 8 oktober 1967 | NOAD                                   | 3 – 0 | SC Gooiland | Stadion: Gemeentelijk Sportpark, Tilburg Toeschouwers: 1.000 |
| 8 oktober 1967 | Jacques van Ranzow Bart Stovers –', –' |       |             | Stadion: Gemeentelijk Sportpark, Tilburg Toeschouwers: 1.000 |
| 8 oktober 1967 |                                        |       |             | Stadion: Gemeentelijk Sportpark, Tilburg Toeschouwers: 1.000 |
| 8 oktober 1967 |                                        |       |             | Stadion: Gemeentelijk Sportpark, Tilburg Toeschouwers: 1.000 |
|                |                                        |       |             |                                                              |

|                |                                |       |       |                                                      |
| 8 oktober 1967 | Veendam                        | 3 – 0 | AGOVV | Stadion: De Langeleegte, Veendam Toeschouwers: 4.000 |
| 8 oktober 1967 | Rikkert La Crois 48', 66', 68' |       |       | Stadion: De Langeleegte, Veendam Toeschouwers: 4.000 |
| 8 oktober 1967 |                                |       |       | Stadion: De Langeleegte, Veendam Toeschouwers: 4.000 |
| 8 oktober 1967 |                                |       |       | Stadion: De Langeleegte, Veendam Toeschouwers: 4.000 |
|                |                                |       |       |                                                      |

## Speelronde 10
|                 |                                          |       |           |                                              |
| 15 oktober 1967 | Hermes DVS                               | 2 – 0 | SC Drente | Stadion: Harga, Schiedam Toeschouwers: 1.500 |
| 15 oktober 1967 | Cees van Kooten 51' Ger Bakkes (pen) 90' |       |           | Stadion: Harga, Schiedam Toeschouwers: 1.500 |
| 15 oktober 1967 |                                          |       |           | Stadion: Harga, Schiedam Toeschouwers: 1.500 |
| 15 oktober 1967 |                                          |       |           | Stadion: Harga, Schiedam Toeschouwers: 1.500 |
|                 |                                          |       |           |                                              |

|                 |            |                          |     |                                                |
| 15 oktober 1967 | Heerenveen | 0 – 1                    | EDO | Stadion: Noord, Heerenveen Toeschouwers: 2.500 |
| 15 oktober 1967 |            | 48' Frits van der Putten |     | Stadion: Noord, Heerenveen Toeschouwers: 2.500 |
| 15 oktober 1967 |            |                          |     | Stadion: Noord, Heerenveen Toeschouwers: 2.500 |
| 15 oktober 1967 |            |                          |     | Stadion: Noord, Heerenveen Toeschouwers: 2.500 |
|                 |            |                          |     |                                                |

|                 |           |                                    |               |                                                    |
| 15 oktober 1967 | Excelsior | 0 – 2                              | De Graafschap | Stadion: Woudestein, Rotterdam Toeschouwers: 2.000 |
| 15 oktober 1967 |           | 35' Franz Möllers 53' Joop Hartjes |               | Stadion: Woudestein, Rotterdam Toeschouwers: 2.000 |
| 15 oktober 1967 |           |                                    |               | Stadion: Woudestein, Rotterdam Toeschouwers: 2.000 |
| 15 oktober 1967 |           |                                    |               | Stadion: Woudestein, Rotterdam Toeschouwers: 2.000 |
|                 |           |                                    |               |                                                    |

|                 |                |       |                  |                                                             |
| 15 oktober 1967 | Wageningen     | 1 – 1 | Helmond Sport    | Stadion: De Wageningse Berg, Wageningen Toeschouwers: 2.500 |
| 15 oktober 1967 | Marcel Broecks |       | Wim van den Berk | Stadion: De Wageningse Berg, Wageningen Toeschouwers: 2.500 |
| 15 oktober 1967 |                |       |                  | Stadion: De Wageningse Berg, Wageningen Toeschouwers: 2.500 |
| 15 oktober 1967 |                |       |                  | Stadion: De Wageningse Berg, Wageningen Toeschouwers: 2.500 |
|                 |                |       |                  |                                                             |

|                 |                              |       |                |                                                                |
| 15 oktober 1967 | SC Gooiland                  | 3 – 1 | Zwolsche Boys  | Stadion: Gemeentelijk Sportpark, Hilversum Toeschouwers: 2.500 |
| 15 oktober 1967 | Huub Lenz –', –' Paul Kramer |       | Hans Mengerink | Stadion: Gemeentelijk Sportpark, Hilversum Toeschouwers: 2.500 |
| 15 oktober 1967 |                              |       |                | Stadion: Gemeentelijk Sportpark, Hilversum Toeschouwers: 2.500 |
| 15 oktober 1967 |                              |       |                | Stadion: Gemeentelijk Sportpark, Hilversum Toeschouwers: 2.500 |
|                 |                              |       |                |                                                                |

|                 |                                                                                  |       |                          |                                                    |
| 15 oktober 1967 | AGOVV                                                                            | 4 – 2 | Hilversum                | Stadion: Berg & Bos, Apeldoorn Toeschouwers: 1.500 |
| 15 oktober 1967 | Karel Melaard Gerard van Straalen Leo van de Kraats (pen) Johan Donderwinkel 89' |       | –' (pen), –' Gerard Borg | Stadion: Berg & Bos, Apeldoorn Toeschouwers: 1.500 |
| 15 oktober 1967 |                                                                                  |       |                          | Stadion: Berg & Bos, Apeldoorn Toeschouwers: 1.500 |
| 15 oktober 1967 |                                                                                  |       |                          | Stadion: Berg & Bos, Apeldoorn Toeschouwers: 1.500 |
|                 |                                                                                  |       |                          |                                                    |

|                 |                 |       |                              |                                                   |
| 15 oktober 1967 | Baronie         | 1 – 2 | ZFC                          | Stadion: De Blauwe Kei, Breda Toeschouwers: 2.500 |
| 15 oktober 1967 | Ad Holleman 80' |       | 37' Piet Buis Tjeerd Koopman | Stadion: De Blauwe Kei, Breda Toeschouwers: 2.500 |
| 15 oktober 1967 |                 |       |                              | Stadion: De Blauwe Kei, Breda Toeschouwers: 2.500 |
| 15 oktober 1967 |                 |       |                              | Stadion: De Blauwe Kei, Breda Toeschouwers: 2.500 |
|                 |                 |       |                              |                                                   |

|                 |                                       |       |                                           |                                               |
| 15 oktober 1967 | Limburgia                             | 3 – 2 | NOAD                                      | Stadion: Venweg, Brunssum Toeschouwers: 3.000 |
| 15 oktober 1967 | Jan Janssen 40' Willy Coolen 51', 70' |       | 6' Cas Janssens 55' Harrie van der Velden | Stadion: Venweg, Brunssum Toeschouwers: 3.000 |
| 15 oktober 1967 |                                       |       |                                           | Stadion: Venweg, Brunssum Toeschouwers: 3.000 |
| 15 oktober 1967 |                                       |       |                                           | Stadion: Venweg, Brunssum Toeschouwers: 3.000 |
|                 |                                       |       |                                           |                                               |

|                 |                     |       |         |                                                      |
| 15 oktober 1967 | Fortuna Vlaardingen | 0 – 0 | Veendam | Stadion: Floreslaan, Vlaardingen Toeschouwers: 5.500 |
| 15 oktober 1967 |                     |       |         | Stadion: Floreslaan, Vlaardingen Toeschouwers: 5.500 |
| 15 oktober 1967 |                     |       |         | Stadion: Floreslaan, Vlaardingen Toeschouwers: 5.500 |
| 15 oktober 1967 |                     |       |         | Stadion: Floreslaan, Vlaardingen Toeschouwers: 5.500 |
|                 |                     |       |         |                                                      |

|                 |                                                                              |       |         |                                                     |
| 15 oktober 1967 | PEC                                                                          | 5 – 0 | Roda JC | Stadion: De Vrolijkheid, Zwolle Toeschouwers: 5.000 |
| 15 oktober 1967 | Benny Carelsz 10', 35' Puck van der Horst 14' Cees Kick (pen) 49', (pen) 60' |       |         | Stadion: De Vrolijkheid, Zwolle Toeschouwers: 5.000 |
| 15 oktober 1967 |                                                                              |       |         | Stadion: De Vrolijkheid, Zwolle Toeschouwers: 5.000 |
| 15 oktober 1967 |                                                                              |       |         | Stadion: De Vrolijkheid, Zwolle Toeschouwers: 5.000 |
|                 |                                                                              |       |         |                                                     |

## Speelronde 11
|                 |                      |       |             |                                                        |
| 22 oktober 1967 | EDO                  | 1 – 0 | SC Gooiland | Stadion: Noordersportpark, Haarlem Toeschouwers: 4.000 |
| 22 oktober 1967 | Frits van der Putten |       |             | Stadion: Noordersportpark, Haarlem Toeschouwers: 4.000 |
| 22 oktober 1967 |                      |       |             | Stadion: Noordersportpark, Haarlem Toeschouwers: 4.000 |
| 22 oktober 1967 |                      |       |             | Stadion: Noordersportpark, Haarlem Toeschouwers: 4.000 |
|                 |                      |       |             |                                                        |

|                 |                                               |       |                                        |                                                     |
| 22 oktober 1967 | ZFC                                           | 2 – 2 | Heerenveen                             | Stadion: Westzanerdijk, Zaandam Toeschouwers: 2.000 |
| 22 oktober 1967 | Tjeerd Koopman 74' Gerrit Zwarthoed (pen) 89' |       | 11' Henk Zoetendal 16' (pen) Dré Woest | Stadion: Westzanerdijk, Zaandam Toeschouwers: 2.000 |
| 22 oktober 1967 |                                               |       |                                        | Stadion: Westzanerdijk, Zaandam Toeschouwers: 2.000 |
| 22 oktober 1967 |                                               |       |                                        | Stadion: Westzanerdijk, Zaandam Toeschouwers: 2.000 |
|                 |                                               |       |                                        |                                                     |

|                 |                             |       |            |                                                             |
| 22 oktober 1967 | Wageningen                  | 3 – 0 | Hermes DVS | Stadion: De Wageningse Berg, Wageningen Toeschouwers: 4.000 |
| 22 oktober 1967 | Henny Roelofs 52', 62', 66' |       |            | Stadion: De Wageningse Berg, Wageningen Toeschouwers: 4.000 |
| 22 oktober 1967 |                             |       |            | Stadion: De Wageningse Berg, Wageningen Toeschouwers: 4.000 |
| 22 oktober 1967 |                             |       |            | Stadion: De Wageningse Berg, Wageningen Toeschouwers: 4.000 |
|                 |                             |       |            |                                                             |

|                 |                                         |       |                         |                                                  |
| 22 oktober 1967 | Roda JC                                 | 2 – 1 | AGOVV                   | Stadion: Kaalheide, Kerkrade Toeschouwers: 2.000 |
| 22 oktober 1967 | Uwe Blotenberg 57' Wim Langenhuizen 90' |       | 72' Gerard van Straalen | Stadion: Kaalheide, Kerkrade Toeschouwers: 2.000 |
| 22 oktober 1967 |                                         |       |                         | Stadion: Kaalheide, Kerkrade Toeschouwers: 2.000 |
| 22 oktober 1967 |                                         |       |                         | Stadion: Kaalheide, Kerkrade Toeschouwers: 2.000 |
|                 |                                         |       |                         |                                                  |

|                 |                                                                                                   |       |           |                                                        |
| 22 oktober 1967 | De Graafschap                                                                                     | 7 – 0 | SC Drente | Stadion: De Vijverberg, Doetinchem Toeschouwers: 4.500 |
| 22 oktober 1967 | Guus Hiddink 40', 58' Henk Jansen 54' Joop Hartjes 65', 87' Franz Möllers 83' Theo van Londen 86' |       |           | Stadion: De Vijverberg, Doetinchem Toeschouwers: 4.500 |
| 22 oktober 1967 |                                                                                                   |       |           | Stadion: De Vijverberg, Doetinchem Toeschouwers: 4.500 |
| 22 oktober 1967 |                                                                                                   |       |           | Stadion: De Vijverberg, Doetinchem Toeschouwers: 4.500 |
|                 |                                                                                                   |       |           |                                                        |

|                 |                                        |       |         |                                                |
| 22 oktober 1967 | Helmond Sport                          | 2 – 0 | Baronie | Stadion: De Braak, Helmond Toeschouwers: 4.500 |
| 22 oktober 1967 | Lambert Kreekels (pen) Fons van Wissen |       |         | Stadion: De Braak, Helmond Toeschouwers: 4.500 |
| 22 oktober 1967 |                                        |       |         | Stadion: De Braak, Helmond Toeschouwers: 4.500 |
| 22 oktober 1967 |                                        |       |         | Stadion: De Braak, Helmond Toeschouwers: 4.500 |
|                 |                                        |       |         |                                                |

|                 |                     |       |           |                                                             |
| 22 oktober 1967 | Zwolsche Boys       | 2 – 0 | Limburgia | Stadion: Gemeentelijk Sportpark, Zwolle Toeschouwers: 2.000 |
| 22 oktober 1967 | Jan Welles 78', 89' |       |           | Stadion: Gemeentelijk Sportpark, Zwolle Toeschouwers: 2.000 |
| 22 oktober 1967 |                     |       |           | Stadion: Gemeentelijk Sportpark, Zwolle Toeschouwers: 2.000 |
| 22 oktober 1967 |                     |       |           | Stadion: Gemeentelijk Sportpark, Zwolle Toeschouwers: 2.000 |
|                 |                     |       |           |                                                             |

|                 |                |       |                                |                                                                |
| 22 oktober 1967 | Hilversum      | 1 – 2 | Fortuna Vlaardingen            | Stadion: Gemeentelijk Sportpark, Hilversum Toeschouwers: 1.500 |
| 22 oktober 1967 | Eddy Westbroek |       | 15' Cees Bouman 75' Jan Bouman | Stadion: Gemeentelijk Sportpark, Hilversum Toeschouwers: 1.500 |
| 22 oktober 1967 |                |       |                                | Stadion: Gemeentelijk Sportpark, Hilversum Toeschouwers: 1.500 |
| 22 oktober 1967 |                |       |                                | Stadion: Gemeentelijk Sportpark, Hilversum Toeschouwers: 1.500 |
|                 |                |       |                                |                                                                |

|                 |                                               |       |                  |                                                              |
| 22 oktober 1967 | NOAD                                          | 5 – 1 | PEC              | Stadion: Gemeentelijk Sportpark, Tilburg Toeschouwers: 1.000 |
| 22 oktober 1967 | Bart Stovers –', –' Ad Brekelmans –', 52', –' |       | 59' Ben Hendriks | Stadion: Gemeentelijk Sportpark, Tilburg Toeschouwers: 1.000 |
| 22 oktober 1967 |                                               |       |                  | Stadion: Gemeentelijk Sportpark, Tilburg Toeschouwers: 1.000 |
| 22 oktober 1967 |                                               |       |                  | Stadion: Gemeentelijk Sportpark, Tilburg Toeschouwers: 1.000 |
|                 |                                               |       |                  |                                                              |

|                 |                       |       |               |                                                      |
| 22 oktober 1967 | Veendam               | 2 – 1 | Excelsior     | Stadion: De Langeleegte, Veendam Toeschouwers: 4.000 |
| 22 oktober 1967 | Jetze Pascal 18', 55' |       | 83' Dick Beek | Stadion: De Langeleegte, Veendam Toeschouwers: 4.000 |
| 22 oktober 1967 |                       |       |               | Stadion: De Langeleegte, Veendam Toeschouwers: 4.000 |
| 22 oktober 1967 |                       |       |               | Stadion: De Langeleegte, Veendam Toeschouwers: 4.000 |
|                 |                       |       |               |                                                      |

## Speelronde 12
|                 |                     |       |                 |                                              |
| 29 oktober 1967 | Hermes DVS          | 1 – 1 | De Graafschap   | Stadion: Harga, Schiedam Toeschouwers: 3.000 |
| 29 oktober 1967 | Cees van Kooten 90' |       | 90' Henk Jansen | Stadion: Harga, Schiedam Toeschouwers: 3.000 |
| 29 oktober 1967 |                     |       |                 | Stadion: Harga, Schiedam Toeschouwers: 3.000 |
| 29 oktober 1967 |                     |       |                 | Stadion: Harga, Schiedam Toeschouwers: 3.000 |
|                 |                     |       |                 |                                              |

|                 |               |       |                      |                                                |
| 29 oktober 1967 | Heerenveen    | 1 – 1 | Helmond Sport        | Stadion: Noord, Heerenveen Toeschouwers: 2.500 |
| 29 oktober 1967 | Kees Kist 34' |       | 13' Wim van den Berk | Stadion: Noord, Heerenveen Toeschouwers: 2.500 |
| 29 oktober 1967 |               |       |                      | Stadion: Noord, Heerenveen Toeschouwers: 2.500 |
| 29 oktober 1967 |               |       |                      | Stadion: Noord, Heerenveen Toeschouwers: 2.500 |
|                 |               |       |                      |                                                |

|                 |                                                      |       |           |                                                    |
| 29 oktober 1967 | Excelsior                                            | 3 – 0 | Hilversum | Stadion: Woudestein, Rotterdam Toeschouwers: 2.500 |
| 29 oktober 1967 | George Velberg 40' Piet Luck (pen) 44' Leen Tump 55' |       |           | Stadion: Woudestein, Rotterdam Toeschouwers: 2.500 |
| 29 oktober 1967 |                                                      |       |           | Stadion: Woudestein, Rotterdam Toeschouwers: 2.500 |
| 29 oktober 1967 |                                                      |       |           | Stadion: Woudestein, Rotterdam Toeschouwers: 2.500 |
|                 |                                                      |       |           |                                                    |

|                 |                                                                                               |       |                                                   |                                                   |
| 29 oktober 1967 | Baronie                                                                                       | 6 – 4 | Wageningen                                        | Stadion: De Blauwe Kei, Breda Toeschouwers: 3.000 |
| 29 oktober 1967 | Henk van Ierssel (pen) Gerrie Deijkers Addy Brouwers –', –' Nelis Houtriet (e.d.) Ad Holleman |       | Henny Roelofs -', -' Cees Loffeld Joop van Viegen | Stadion: De Blauwe Kei, Breda Toeschouwers: 3.000 |
| 29 oktober 1967 |                                                                                               |       |                                                   | Stadion: De Blauwe Kei, Breda Toeschouwers: 3.000 |
| 29 oktober 1967 |                                                                                               |       |                                                   | Stadion: De Blauwe Kei, Breda Toeschouwers: 3.000 |
|                 |                                                                                               |       |                                                   |                                                   |

|                 |                                       |       |                    |                                               |
| 29 oktober 1967 | Limburgia                             | 2 – 2 | EDO                | Stadion: Venweg, Brunssum Toeschouwers: 2.000 |
| 29 oktober 1967 | Willy Coolen 12' Emil Klostermann 87' |       | 8', 55' Ferry Kock | Stadion: Venweg, Brunssum Toeschouwers: 2.000 |
| 29 oktober 1967 |                                       |       |                    | Stadion: Venweg, Brunssum Toeschouwers: 2.000 |
| 29 oktober 1967 |                                       |       |                    | Stadion: Venweg, Brunssum Toeschouwers: 2.000 |
|                 |                                       |       |                    |                                               |

|                 |                     |       |         |                                                      |
| 29 oktober 1967 | Fortuna Vlaardingen | 0 – 0 | Roda JC | Stadion: Floreslaan, Vlaardingen Toeschouwers: 2.500 |
| 29 oktober 1967 |                     |       |         | Stadion: Floreslaan, Vlaardingen Toeschouwers: 2.500 |
| 29 oktober 1967 |                     |       |         | Stadion: Floreslaan, Vlaardingen Toeschouwers: 2.500 |
| 29 oktober 1967 |                     |       |         | Stadion: Floreslaan, Vlaardingen Toeschouwers: 2.500 |
|                 |                     |       |         |                                                      |

|                 |                     |       |                            |                                                     |
| 29 oktober 1967 | PEC                 | 1 – 1 | Zwolsche Boys              | Stadion: De Vrolijkheid, Zwolle Toeschouwers: 9.700 |
| 29 oktober 1967 | Bart Severijnse 77' |       | 83' (e.d.) Bart Severijnse | Stadion: De Vrolijkheid, Zwolle Toeschouwers: 9.700 |
| 29 oktober 1967 |                     |       |                            | Stadion: De Vrolijkheid, Zwolle Toeschouwers: 9.700 |
| 29 oktober 1967 |                     |       |                            | Stadion: De Vrolijkheid, Zwolle Toeschouwers: 9.700 |
|                 |                     |       |                            |                                                     |

|                 |             |             |     |                                                                |
| 29 oktober 1967 | SC Gooiland | 0 – 1       | ZFC | Stadion: Gemeentelijk Sportpark, Hilversum Toeschouwers: 3.000 |
| 29 oktober 1967 |             | Hans Bakker |     | Stadion: Gemeentelijk Sportpark, Hilversum Toeschouwers: 3.000 |
| 29 oktober 1967 |             |             |     | Stadion: Gemeentelijk Sportpark, Hilversum Toeschouwers: 3.000 |
| 29 oktober 1967 |             |             |     | Stadion: Gemeentelijk Sportpark, Hilversum Toeschouwers: 3.000 |
|                 |             |             |     |                                                                |

|                 |                                                              |       |              |                                                    |
| 29 oktober 1967 | AGOVV                                                        | 4 – 1 | NOAD         | Stadion: Berg & Bos, Apeldoorn Toeschouwers: 2.500 |
| 29 oktober 1967 | Adrie van Galen Last Karel Melaard –', –' Johan Donderwinkel |       | Bart Stovers | Stadion: Berg & Bos, Apeldoorn Toeschouwers: 2.500 |
| 29 oktober 1967 |                                                              |       |              | Stadion: Berg & Bos, Apeldoorn Toeschouwers: 2.500 |
| 29 oktober 1967 |                                                              |       |              | Stadion: Berg & Bos, Apeldoorn Toeschouwers: 2.500 |
|                 |                                                              |       |              |                                                    |

|                 |                   |       |                    |                                                            |
| 29 oktober 1967 | SC Drente         | 1 – 2 | Veendam            | Stadion: Mr. Ovingstraat, Klazienaveen Toeschouwers: 3.500 |
| 29 oktober 1967 | Tonny Roosken 80' |       | 20', 82' Bé Kuiper | Stadion: Mr. Ovingstraat, Klazienaveen Toeschouwers: 3.500 |
| 29 oktober 1967 |                   |       |                    | Stadion: Mr. Ovingstraat, Klazienaveen Toeschouwers: 3.500 |
| 29 oktober 1967 |                   |       |                    | Stadion: Mr. Ovingstraat, Klazienaveen Toeschouwers: 3.500 |
|                 |                   |       |                    |                                                            |

## Speelronde 13
|                 |                          |       |           |                                                     |
| 5 november 1967 | ZFC                      | 1 – 0 | Limburgia | Stadion: Westzanerdijk, Zaandam Toeschouwers: 2.000 |
| 5 november 1967 | Math Schmeitz (e.d.) 47' |       |           | Stadion: Westzanerdijk, Zaandam Toeschouwers: 2.000 |
| 5 november 1967 |                          |       |           | Stadion: Westzanerdijk, Zaandam Toeschouwers: 2.000 |
| 5 november 1967 |                          |       |           | Stadion: Westzanerdijk, Zaandam Toeschouwers: 2.000 |
|                 |                          |       |           |                                                     |

|                 |           |                                   |           |                                                                                           |
| 5 november 1967 | Hilversum | 0 – 2                             | SC Drente | Stadion: Gemeentelijk Sportpark, Hilversum Toeschouwers: 1.000 Scheidsrechter: Bentvelzen |
| 5 november 1967 |           | 51' Luc Gerdes 53' (pen) Jan Mink |           | Stadion: Gemeentelijk Sportpark, Hilversum Toeschouwers: 1.000 Scheidsrechter: Bentvelzen |
| 5 november 1967 |           |                                   |           | Stadion: Gemeentelijk Sportpark, Hilversum Toeschouwers: 1.000 Scheidsrechter: Bentvelzen |
| 5 november 1967 |           |                                   |           | Stadion: Gemeentelijk Sportpark, Hilversum Toeschouwers: 1.000 Scheidsrechter: Bentvelzen |
|                 |           |                                   |           |                                                                                           |

|                 |                    |       |                  |                                                   |
| 5 november 1967 | Baronie            | 1 – 1 | Hermes DVS       | Stadion: De Blauwe Kei, Breda Toeschouwers: 2.000 |
| 5 november 1967 | Gerrie Deijkers 7' |       | 45' John Heikamp | Stadion: De Blauwe Kei, Breda Toeschouwers: 2.000 |
| 5 november 1967 |                    |       |                  | Stadion: De Blauwe Kei, Breda Toeschouwers: 2.000 |
| 5 november 1967 |                    |       |                  | Stadion: De Blauwe Kei, Breda Toeschouwers: 2.000 |
|                 |                    |       |                  |                                                   |

|                 |         |                                   |               |                                                       |
| 5 november 1967 | Veendam | 0 – 2                             | De Graafschap | Stadion: De Langeleegte, Veendam Toeschouwers: 10.000 |
| 5 november 1967 |         | 4' Guus Hiddink 80' Franz Möllers |               | Stadion: De Langeleegte, Veendam Toeschouwers: 10.000 |
| 5 november 1967 |         |                                   |               | Stadion: De Langeleegte, Veendam Toeschouwers: 10.000 |
| 5 november 1967 |         |                                   |               | Stadion: De Langeleegte, Veendam Toeschouwers: 10.000 |
|                 |         |                                   |               |                                                       |

|                 |                                                |       |            |                                                             |
| 5 november 1967 | Wageningen                                     | 2 – 0 | Heerenveen | Stadion: De Wageningse Berg, Wageningen Toeschouwers: 3.000 |
| 5 november 1967 | Frans van Ernst 17' Ton van de Weerd (pen) 88' |       |            | Stadion: De Wageningse Berg, Wageningen Toeschouwers: 3.000 |
| 5 november 1967 |                                                |       |            | Stadion: De Wageningse Berg, Wageningen Toeschouwers: 3.000 |
| 5 november 1967 |                                                |       |            | Stadion: De Wageningse Berg, Wageningen Toeschouwers: 3.000 |
|                 |                                                |       |            |                                                             |

|                 |                                      |       |           |                                                  |
| 5 november 1967 | Roda JC                              | 2 – 0 | Excelsior | Stadion: Kaalheide, Kerkrade Toeschouwers: 1.500 |
| 5 november 1967 | Uwe Blotenberg 8' Fred Gillissen 43' |       |           | Stadion: Kaalheide, Kerkrade Toeschouwers: 1.500 |
| 5 november 1967 |                                      |       |           | Stadion: Kaalheide, Kerkrade Toeschouwers: 1.500 |
| 5 november 1967 |                                      |       |           | Stadion: Kaalheide, Kerkrade Toeschouwers: 1.500 |
|                 |                                      |       |           |                                                  |

|                 |               |                |             |                                                |
| 5 november 1967 | Helmond Sport | 0 – 1          | SC Gooiland | Stadion: De Braak, Helmond Toeschouwers: 5.000 |
| 5 november 1967 |               | Ger Farenhorst |             | Stadion: De Braak, Helmond Toeschouwers: 5.000 |
| 5 november 1967 |               |                |             | Stadion: De Braak, Helmond Toeschouwers: 5.000 |
| 5 november 1967 |               |                |             | Stadion: De Braak, Helmond Toeschouwers: 5.000 |
|                 |               |                |             |                                                |

|                 |                    |       |                                                                       |                                                             |
| 5 november 1967 | Zwolsche Boys      | 1 – 4 | AGOVV                                                                 | Stadion: Gemeentelijk Sportpark, Zwolle Toeschouwers: 3.000 |
| 5 november 1967 | Freek Schutten 69' |       | 67' Gerard van Straalen 73' Johan Donderwinkel 78', 84' Karel Melaard | Stadion: Gemeentelijk Sportpark, Zwolle Toeschouwers: 3.000 |
| 5 november 1967 |                    |       |                                                                       | Stadion: Gemeentelijk Sportpark, Zwolle Toeschouwers: 3.000 |
| 5 november 1967 |                    |       |                                                                       | Stadion: Gemeentelijk Sportpark, Zwolle Toeschouwers: 3.000 |
|                 |                    |       |                                                                       |                                                             |

|                  |      |          |                     |                                                              |
| 26 december 1967 | NOAD | 0 – 1    | Fortuna Vlaardingen | Stadion: Gemeentelijk Sportpark, Tilburg Toeschouwers: 1.000 |
| 26 december 1967 |      | Ger Pijl |                     | Stadion: Gemeentelijk Sportpark, Tilburg Toeschouwers: 1.000 |
| 26 december 1967 |      |          |                     | Stadion: Gemeentelijk Sportpark, Tilburg Toeschouwers: 1.000 |
| 26 december 1967 |      |          |                     | Stadion: Gemeentelijk Sportpark, Tilburg Toeschouwers: 1.000 |
|                  |      |          |                     |                                                              |

|                  |                                |       |                                        |                                                        |
| 26 december 1967 | EDO                            | 2 – 2 | PEC                                    | Stadion: Noordersportpark, Haarlem Toeschouwers: 2.500 |
| 26 december 1967 | Rob Bosdijk Dries Hendriks 53' |       | 3' (e.d.) Th. Witkamp 15' Jan Fiechter | Stadion: Noordersportpark, Haarlem Toeschouwers: 2.500 |
| 26 december 1967 |                                |       |                                        | Stadion: Noordersportpark, Haarlem Toeschouwers: 2.500 |
| 26 december 1967 |                                |       |                                        | Stadion: Noordersportpark, Haarlem Toeschouwers: 2.500 |
|                  |                                |       |                                        |                                                        |

## Speelronde 14
|                  |                |       |                      |                                                |
| 12 november 1967 | Heerenveen     | 1 – 1 | Baronie              | Stadion: Noord, Heerenveen Toeschouwers: 2.000 |
| 12 november 1967 | Hans Zwart 70' |       | 62' Kees van Ierssel | Stadion: Noord, Heerenveen Toeschouwers: 2.000 |
| 12 november 1967 |                |       |                      | Stadion: Noord, Heerenveen Toeschouwers: 2.000 |
| 12 november 1967 |                |       |                      | Stadion: Noord, Heerenveen Toeschouwers: 2.000 |
|                  |                |       |                      |                                                |

|                  |                    |       |                  |                                                    |
| 12 november 1967 | Excelsior          | 1 – 1 | NOAD             | Stadion: Woudestein, Rotterdam Toeschouwers: 2.500 |
| 12 november 1967 | Piet Luck (pen 41' |       | 51' Cas Janssens | Stadion: Woudestein, Rotterdam Toeschouwers: 2.500 |
| 12 november 1967 |                    |       |                  | Stadion: Woudestein, Rotterdam Toeschouwers: 2.500 |
| 12 november 1967 |                    |       |                  | Stadion: Woudestein, Rotterdam Toeschouwers: 2.500 |
|                  |                    |       |                  |                                                    |

|                  |            |                      |         |                                              |
| 12 november 1967 | Hermes DVS | 0 – 1                | Veendam | Stadion: Harga, Schiedam Toeschouwers: 3.500 |
| 12 november 1967 |            | 25' Rikkert La Crois |         | Stadion: Harga, Schiedam Toeschouwers: 3.500 |
| 12 november 1967 |            |                      |         | Stadion: Harga, Schiedam Toeschouwers: 3.500 |
| 12 november 1967 |            |                      |         | Stadion: Harga, Schiedam Toeschouwers: 3.500 |
|                  |            |                      |         |                                              |

|                  |                                                           |       |                              |                                                     |
| 12 november 1967 | PEC                                                       | 4 – 2 | ZFC                          | Stadion: De Vrolijkheid, Zwolle Toeschouwers: 3.500 |
| 12 november 1967 | Benny Carelsz 51', 67' Cees Kick (pen) 63' Leo Kuhnen 83' |       | 38' Piet Buis 75' Map Marijt | Stadion: De Vrolijkheid, Zwolle Toeschouwers: 3.500 |
| 12 november 1967 |                                                           |       |                              | Stadion: De Vrolijkheid, Zwolle Toeschouwers: 3.500 |
| 12 november 1967 |                                                           |       |                              | Stadion: De Vrolijkheid, Zwolle Toeschouwers: 3.500 |
|                  |                                                           |       |                              |                                                     |

|                  |             |                             |            |                                                                |
| 12 november 1967 | SC Gooiland | 0 – 2                       | Wageningen | Stadion: Gemeentelijk Sportpark, Hilversum Toeschouwers: 3.000 |
| 12 november 1967 |             | Marcel Broecks Henk Janssen |            | Stadion: Gemeentelijk Sportpark, Hilversum Toeschouwers: 3.000 |
| 12 november 1967 |             |                             |            | Stadion: Gemeentelijk Sportpark, Hilversum Toeschouwers: 3.000 |
| 12 november 1967 |             |                             |            | Stadion: Gemeentelijk Sportpark, Hilversum Toeschouwers: 3.000 |
|                  |             |                             |            |                                                                |

|                  |                                        |       |                    |                                |
| 12 november 1967 | AGOVV                                  | 2 – 1 | EDO                | Stadion: Berg & Bos, Apeldoorn |
| 12 november 1967 | Karel Melaard 72' Huib Cornelissen 75' |       | 7' (pen) Dries Mul | Stadion: Berg & Bos, Apeldoorn |
| 12 november 1967 |                                        |       |                    | Stadion: Berg & Bos, Apeldoorn |
| 12 november 1967 |                                        |       |                    | Stadion: Berg & Bos, Apeldoorn |
|                  |                                        |       |                    |                                |

|                  |                                      |       |         |                                                            |
| 12 november 1967 | SC Drente                            | 2 – 0 | Roda JC | Stadion: Mr. Ovingstraat, Klazienaveen Toeschouwers: 2.500 |
| 12 november 1967 | Gerrie de Jonge 5' Tonny Roosken 87' |       |         | Stadion: Mr. Ovingstraat, Klazienaveen Toeschouwers: 2.500 |
| 12 november 1967 |                                      |       |         | Stadion: Mr. Ovingstraat, Klazienaveen Toeschouwers: 2.500 |
| 12 november 1967 |                                      |       |         | Stadion: Mr. Ovingstraat, Klazienaveen Toeschouwers: 2.500 |
|                  |                                      |       |         |                                                            |

|                  |           |       |               |                                               |
| 12 november 1967 | Limburgia | 0 – 0 | Helmond Sport | Stadion: Venweg, Brunssum Toeschouwers: 2.500 |
| 12 november 1967 |           |       |               | Stadion: Venweg, Brunssum Toeschouwers: 2.500 |
| 12 november 1967 |           |       |               | Stadion: Venweg, Brunssum Toeschouwers: 2.500 |
| 12 november 1967 |           |       |               | Stadion: Venweg, Brunssum Toeschouwers: 2.500 |
|                  |           |       |               |                                               |

|                  |                                                |       |                    |                                                                            |
| 12 november 1967 | Fortuna Vlaardingen                            | 3 – 1 | Zwolsche Boys      | Stadion: Floreslaan, Vlaardingen Toeschouwers: 4.000 Scheidsrechter: Cools |
| 12 november 1967 | Jerrie Kruit 10', 69' Adrie van Oudheusden 35' |       | 78' Freek Schutten | Stadion: Floreslaan, Vlaardingen Toeschouwers: 4.000 Scheidsrechter: Cools |
| 12 november 1967 |                                                |       |                    | Stadion: Floreslaan, Vlaardingen Toeschouwers: 4.000 Scheidsrechter: Cools |
| 12 november 1967 |                                                |       |                    | Stadion: Floreslaan, Vlaardingen Toeschouwers: 4.000 Scheidsrechter: Cools |
|                  |                                                |       |                    |                                                                            |

|                  |                  |       |                    |                                                        |
| 12 november 1967 | De Graafschap    | 1 – 1 | Hilversum          | Stadion: De Vijverberg, Doetinchem Toeschouwers: 5.500 |
| 12 november 1967 | Guus Hiddink 20' |       | 75' Cees Oudendijk | Stadion: De Vijverberg, Doetinchem Toeschouwers: 5.500 |
| 12 november 1967 |                  |       |                    | Stadion: De Vijverberg, Doetinchem Toeschouwers: 5.500 |
| 12 november 1967 |                  |       |                    | Stadion: De Vijverberg, Doetinchem Toeschouwers: 5.500 |
|                  |                  |       |                    |                                                        |

## Speelronde 15
|                  |               |       |                         |                                                     |
| 19 november 1967 | ZFC           | 1 – 1 | AGOVV                   | Stadion: Westzanerdijk, Zaandam Toeschouwers: 3.000 |
| 19 november 1967 | Piet Buis 56' |       | 83' Gerard van Straalen | Stadion: Westzanerdijk, Zaandam Toeschouwers: 3.000 |
| 19 november 1967 |               |       |                         | Stadion: Westzanerdijk, Zaandam Toeschouwers: 3.000 |
| 19 november 1967 |               |       |                         | Stadion: Westzanerdijk, Zaandam Toeschouwers: 3.000 |
|                  |               |       |                         |                                                     |

|                  |            |       |            |                                                |
| 19 november 1967 | Heerenveen | 0 – 0 | Hermes DVS | Stadion: Noord, Heerenveen Toeschouwers: 2.500 |
| 19 november 1967 |            |       |            | Stadion: Noord, Heerenveen Toeschouwers: 2.500 |
| 19 november 1967 |            |       |            | Stadion: Noord, Heerenveen Toeschouwers: 2.500 |
| 19 november 1967 |            |       |            | Stadion: Noord, Heerenveen Toeschouwers: 2.500 |
|                  |            |       |            |                                                |

|                  |                                           |       |                                 |                                                   |
| 19 november 1967 | Baronie                                   | 3 – 3 | SC Gooiland                     | Stadion: De Blauwe Kei, Breda Toeschouwers: 2.000 |
| 19 november 1967 | Ad Holleman Cees Beerens Kees van Ierssel |       | –', –' Huub Lenz Wim Riechelman | Stadion: De Blauwe Kei, Breda Toeschouwers: 2.000 |
| 19 november 1967 |                                           |       |                                 | Stadion: De Blauwe Kei, Breda Toeschouwers: 2.000 |
| 19 november 1967 |                                           |       |                                 | Stadion: De Blauwe Kei, Breda Toeschouwers: 2.000 |
|                  |                                           |       |                                 |                                                   |

|                  |      |                                        |           |                                                              |
| 19 november 1967 | NOAD | 0 – 3                                  | SC Drente | Stadion: Gemeentelijk Sportpark, Tilburg Toeschouwers: 1.500 |
| 19 november 1967 |      | 12', 75' Tonny Roosken 51' Wout Bosman |           | Stadion: Gemeentelijk Sportpark, Tilburg Toeschouwers: 1.500 |
| 19 november 1967 |      |                                        |           | Stadion: Gemeentelijk Sportpark, Tilburg Toeschouwers: 1.500 |
| 19 november 1967 |      |                                        |           | Stadion: Gemeentelijk Sportpark, Tilburg Toeschouwers: 1.500 |
|                  |      |                                        |           |                                                              |

|                  |                                      |       |                             |                                                             |
| 19 november 1967 | Wageningen                           | 2 – 1 | Limburgia                   | Stadion: De Wageningse Berg, Wageningen Toeschouwers: 3.000 |
| 19 november 1967 | Henk Janssen 50' Frans van Ernst 89' |       | 35' (e.d.) Ton van de Weerd | Stadion: De Wageningse Berg, Wageningen Toeschouwers: 3.000 |
| 19 november 1967 |                                      |       |                             | Stadion: De Wageningse Berg, Wageningen Toeschouwers: 3.000 |
| 19 november 1967 |                                      |       |                             | Stadion: De Wageningse Berg, Wageningen Toeschouwers: 3.000 |
|                  |                                      |       |                             |                                                             |

|                  |     |                                                      |                     |                                    |
| 19 november 1967 | EDO | 0 – 3                                                | Fortuna Vlaardingen | Stadion: Noordersportpark, Haarlem |
| 19 november 1967 |     | Jerrie Kruit Adrie van Oudheusden (e.d.) Hans Spiers |                     | Stadion: Noordersportpark, Haarlem |
| 19 november 1967 |     |                                                      |                     | Stadion: Noordersportpark, Haarlem |
| 19 november 1967 |     |                                                      |                     | Stadion: Noordersportpark, Haarlem |
|                  |     |                                                      |                     |                                    |

|                  |                    |       |               |                                                  |
| 19 november 1967 | Roda JC            | 1 – 0 | De Graafschap | Stadion: Kaalheide, Kerkrade Toeschouwers: 3.000 |
| 19 november 1967 | Fred Gillissen 13' |       |               | Stadion: Kaalheide, Kerkrade Toeschouwers: 3.000 |
| 19 november 1967 |                    |       |               | Stadion: Kaalheide, Kerkrade Toeschouwers: 3.000 |
| 19 november 1967 |                    |       |               | Stadion: Kaalheide, Kerkrade Toeschouwers: 3.000 |
|                  |                    |       |               |                                                  |

|                  |                    |       |     |                                                |
| 19 november 1967 | Helmond Sport      | 1 – 0 | PEC | Stadion: De Braak, Helmond Toeschouwers: 4.000 |
| 19 november 1967 | Jan van Veghel 35' |       |     | Stadion: De Braak, Helmond Toeschouwers: 4.000 |
| 19 november 1967 |                    |       |     | Stadion: De Braak, Helmond Toeschouwers: 4.000 |
| 19 november 1967 |                    |       |     | Stadion: De Braak, Helmond Toeschouwers: 4.000 |
|                  |                    |       |     |                                                |

|                  |                         |       |                     |                                                             |
| 19 november 1967 | Zwolsche Boys           | 2 – 1 | Excelsior           | Stadion: Gemeentelijk Sportpark, Zwolle Toeschouwers: 2.500 |
| 19 november 1967 | Freek Schutten 47', 65' |       | 82' (pen) Piet Luck | Stadion: Gemeentelijk Sportpark, Zwolle Toeschouwers: 2.500 |
| 19 november 1967 |                         |       |                     | Stadion: Gemeentelijk Sportpark, Zwolle Toeschouwers: 2.500 |
| 19 november 1967 |                         |       |                     | Stadion: Gemeentelijk Sportpark, Zwolle Toeschouwers: 2.500 |
|                  |                         |       |                     |                                                             |

|                  |           |       |         |                                                                |
| 19 november 1967 | Hilversum | 0 – 0 | Veendam | Stadion: Gemeentelijk Sportpark, Hilversum Toeschouwers: 1.000 |
| 19 november 1967 |           |       |         | Stadion: Gemeentelijk Sportpark, Hilversum Toeschouwers: 1.000 |
| 19 november 1967 |           |       |         | Stadion: Gemeentelijk Sportpark, Hilversum Toeschouwers: 1.000 |
| 19 november 1967 |           |       |         | Stadion: Gemeentelijk Sportpark, Hilversum Toeschouwers: 1.000 |
|                  |           |       |         |                                                                |

## Speelronde 16
|                  |                                                                    |       |                      |                                            |
| 26 november 1967 | Hermes DVS                                                         | 5 – 1 | Hilversum            | Stadion: Harga, Schiedam Toeschouwers: 800 |
| 26 november 1967 | Jan Rijke 14' Jaap van de Griend 30' Cees van Kooten 56', 77', 87' |       | 35' Hans van Eikeren | Stadion: Harga, Schiedam Toeschouwers: 800 |
| 26 november 1967 |                                                                    |       |                      | Stadion: Harga, Schiedam Toeschouwers: 800 |
| 26 november 1967 |                                                                    |       |                      | Stadion: Harga, Schiedam Toeschouwers: 800 |
|                  |                                                                    |       |                      |                                            |

|                  |           |       |     |                                                    |
| 26 november 1967 | Excelsior | 0 – 0 | EDO | Stadion: Woudestein, Rotterdam Toeschouwers: 1.200 |
| 26 november 1967 |           |       |     | Stadion: Woudestein, Rotterdam Toeschouwers: 1.200 |
| 26 november 1967 |           |       |     | Stadion: Woudestein, Rotterdam Toeschouwers: 1.200 |
| 26 november 1967 |           |       |     | Stadion: Woudestein, Rotterdam Toeschouwers: 1.200 |
|                  |           |       |     |                                                    |

|                  |                      |       |                    |                                                                |
| 26 november 1967 | SC Gooiland          | 1 – 1 | Heerenveen         | Stadion: Gemeentelijk Sportpark, Hilversum Toeschouwers: 2.500 |
| 26 november 1967 | Gerard Hogenbirk 65' |       | 53' Henk Zoetendal | Stadion: Gemeentelijk Sportpark, Hilversum Toeschouwers: 2.500 |
| 26 november 1967 |                      |       |                    | Stadion: Gemeentelijk Sportpark, Hilversum Toeschouwers: 2.500 |
| 26 november 1967 |                      |       |                    | Stadion: Gemeentelijk Sportpark, Hilversum Toeschouwers: 2.500 |
|                  |                      |       |                    |                                                                |

|                  |                     |       |                  |                                                    |
| 26 november 1967 | AGOVV               | 1 – 1 | Helmond Sport    | Stadion: Berg & Bos, Apeldoorn Toeschouwers: 5.500 |
| 26 november 1967 | Gerard van Straalen |       | Lambert Kreekels | Stadion: Berg & Bos, Apeldoorn Toeschouwers: 5.500 |
| 26 november 1967 |                     |       |                  | Stadion: Berg & Bos, Apeldoorn Toeschouwers: 5.500 |
| 26 november 1967 |                     |       |                  | Stadion: Berg & Bos, Apeldoorn Toeschouwers: 5.500 |
|                  |                     |       |                  |                                                    |

|                  |                                                    |       |               |                                                            |
| 26 november 1967 | SC Drente                                          | 3 – 0 | Zwolsche Boys | Stadion: Mr. Ovingstraat, Klazienaveen Toeschouwers: 2.200 |
| 26 november 1967 | Jan Mink 12' Gerrie de Jonge 55' Bennie Kracht 75' |       |               | Stadion: Mr. Ovingstraat, Klazienaveen Toeschouwers: 2.200 |
| 26 november 1967 |                                                    |       |               | Stadion: Mr. Ovingstraat, Klazienaveen Toeschouwers: 2.200 |
| 26 november 1967 |                                                    |       |               | Stadion: Mr. Ovingstraat, Klazienaveen Toeschouwers: 2.200 |
|                  |                                                    |       |               |                                                            |

|                  |                                                                       |       |                  |                                               |
| 26 november 1967 | Limburgia                                                             | 3 – 1 | Baronie          | Stadion: Venweg, Brunssum Toeschouwers: 2.000 |
| 26 november 1967 | Charles Sticker 34' (e.d.) Willy Coolen 48' Ferdi Schreven 53' (pen.) |       | 50' Rein Harting | Stadion: Venweg, Brunssum Toeschouwers: 2.000 |
| 26 november 1967 |                                                                       |       |                  | Stadion: Venweg, Brunssum Toeschouwers: 2.000 |
| 26 november 1967 |                                                                       |       |                  | Stadion: Venweg, Brunssum Toeschouwers: 2.000 |
|                  |                                                                       |       |                  |                                               |

|                  |                                                           |       |                |                                                      |
| 26 november 1967 | Fortuna Vlaardingen                                       | 3 – 1 | ZFC            | Stadion: Floreslaan, Vlaardingen Toeschouwers: 2.000 |
| 26 november 1967 | Jan Bouman 24' Marcus Schippers (pen) 69' Wim Freriks 73' |       | 51' Wim Perlee | Stadion: Floreslaan, Vlaardingen Toeschouwers: 2.000 |
| 26 november 1967 |                                                           |       |                | Stadion: Floreslaan, Vlaardingen Toeschouwers: 2.000 |
| 26 november 1967 |                                                           |       |                | Stadion: Floreslaan, Vlaardingen Toeschouwers: 2.000 |
|                  |                                                           |       |                |                                                      |

|                  |                                |       |                                                              |                                                        |
| 26 november 1967 | De Graafschap                  | 2 – 3 | NOAD                                                         | Stadion: De Vijverberg, Doetinchem Toeschouwers: 3.000 |
| 26 november 1967 | Guus Hiddink 6' Fred Jaski 58' |       | 35' Ad Brekelmans 50' Cas Janssens 55' Harrie van der Velden | Stadion: De Vijverberg, Doetinchem Toeschouwers: 3.000 |
| 26 november 1967 |                                |       |                                                              | Stadion: De Vijverberg, Doetinchem Toeschouwers: 3.000 |
| 26 november 1967 |                                |       |                                                              | Stadion: De Vijverberg, Doetinchem Toeschouwers: 3.000 |
|                  |                                |       |                                                              |                                                        |

|                  |                       |       |                                           |                                                     |
| 26 november 1967 | PEC                   | 1 – 3 | Wageningen                                | Stadion: De Vrolijkheid, Zwolle Toeschouwers: 3.500 |
| 26 november 1967 | Wim van der Heide 23' |       | 26', 57' Marcel Broecks 59' Henny Roelofs | Stadion: De Vrolijkheid, Zwolle Toeschouwers: 3.500 |
| 26 november 1967 |                       |       |                                           | Stadion: De Vrolijkheid, Zwolle Toeschouwers: 3.500 |
| 26 november 1967 |                       |       |                                           | Stadion: De Vrolijkheid, Zwolle Toeschouwers: 3.500 |
|                  |                       |       |                                           |                                                     |

|                  |                                                       |       |                    |                                                      |
| 26 november 1967 | Veendam                                               | 3 – 1 | Roda JC            | Stadion: De Langeleegte, Veendam Toeschouwers: 4.500 |
| 26 november 1967 | Jetze Pascal 21' Rikkert La Crois 63' Henk Meuken 80' |       | 57' Uwe Blotenberg | Stadion: De Langeleegte, Veendam Toeschouwers: 4.500 |
| 26 november 1967 |                                                       |       |                    | Stadion: De Langeleegte, Veendam Toeschouwers: 4.500 |
| 26 november 1967 |                                                       |       |                    | Stadion: De Langeleegte, Veendam Toeschouwers: 4.500 |
|                  |                                                       |       |                    |                                                      |

## Speelronde 17
|                 |               |       |                                   |                                                     |
| 3 december 1967 | ZFC           | 1 – 2 | Excelsior                         | Stadion: Westzanerdijk, Zaandam Toeschouwers: 1.500 |
| 3 december 1967 | Piet Buis 78' |       | 10' Hans Bassant 69' Gerard Weber | Stadion: Westzanerdijk, Zaandam Toeschouwers: 1.500 |
| 3 december 1967 |               |       |                                   | Stadion: Westzanerdijk, Zaandam Toeschouwers: 1.500 |
| 3 december 1967 |               |       |                                   | Stadion: Westzanerdijk, Zaandam Toeschouwers: 1.500 |
|                 |               |       |                                   |                                                     |

|                 |                |       |                |                                                |
| 3 december 1967 | Heerenveen     | 1 – 1 | Limburgia      | Stadion: Noord, Heerenveen Toeschouwers: 2.000 |
| 3 december 1967 | Eise Bosma 85' |       | 9' Jan Janssen | Stadion: Noord, Heerenveen Toeschouwers: 2.000 |
| 3 december 1967 |                |       |                | Stadion: Noord, Heerenveen Toeschouwers: 2.000 |
| 3 december 1967 |                |       |                | Stadion: Noord, Heerenveen Toeschouwers: 2.000 |
|                 |                |       |                |                                                |

|                 |         |       |     |                                                   |
| 3 december 1967 | Baronie | 0 – 0 | PEC | Stadion: De Blauwe Kei, Breda Toeschouwers: 1.500 |
| 3 december 1967 |         |       |     | Stadion: De Blauwe Kei, Breda Toeschouwers: 1.500 |
| 3 december 1967 |         |       |     | Stadion: De Blauwe Kei, Breda Toeschouwers: 1.500 |
| 3 december 1967 |         |       |     | Stadion: De Blauwe Kei, Breda Toeschouwers: 1.500 |
|                 |         |       |     |                                                   |

|                 |                        |       |         |                                                              |
| 3 december 1967 | NOAD                   | 1 – 0 | Veendam | Stadion: Gemeentelijk Sportpark, Tilburg Toeschouwers: 1.000 |
| 3 december 1967 | Jacques van Ranzow 25' |       |         | Stadion: Gemeentelijk Sportpark, Tilburg Toeschouwers: 1.000 |
| 3 december 1967 |                        |       |         | Stadion: Gemeentelijk Sportpark, Tilburg Toeschouwers: 1.000 |
| 3 december 1967 |                        |       |         | Stadion: Gemeentelijk Sportpark, Tilburg Toeschouwers: 1.000 |
|                 |                        |       |         |                                                              |

|                 |             |       |              |                                                                |
| 3 december 1967 | SC Gooiland | 1 – 1 | Hermes DVS   | Stadion: Gemeentelijk Sportpark, Hilversum Toeschouwers: 2.500 |
| 3 december 1967 | Huub Lenz   |       | John Heikamp | Stadion: Gemeentelijk Sportpark, Hilversum Toeschouwers: 2.500 |
| 3 december 1967 |             |       |              | Stadion: Gemeentelijk Sportpark, Hilversum Toeschouwers: 2.500 |
| 3 december 1967 |             |       |              | Stadion: Gemeentelijk Sportpark, Hilversum Toeschouwers: 2.500 |
|                 |             |       |              |                                                                |

|                 |                                                                      |       |               |                                                             |
| 3 december 1967 | Wageningen                                                           | 3 – 1 | AGOVV         | Stadion: De Wageningse Berg, Wageningen Toeschouwers: 4.500 |
| 3 december 1967 | Ton van de Weerd (pen) 40' Peter Wiegmink (e.d.) 71' Joop van Viegen |       | Jan de Kleijn | Stadion: De Wageningse Berg, Wageningen Toeschouwers: 4.500 |
| 3 december 1967 |                                                                      |       |               | Stadion: De Wageningse Berg, Wageningen Toeschouwers: 4.500 |
| 3 december 1967 |                                                                      |       |               | Stadion: De Wageningse Berg, Wageningen Toeschouwers: 4.500 |
|                 |                                                                      |       |               |                                                             |

|                 |                                                           |       |                          |                                                        |
| 3 december 1967 | EDO                                                       | 3 – 2 | SC Drente                | Stadion: Noordersportpark, Haarlem Toeschouwers: 1.500 |
| 3 december 1967 | Dries Hendriks 20' Joost van Seggelen 51' Rob Bosdijk 80' |       | 43', 55' Gerrie de Jonge | Stadion: Noordersportpark, Haarlem Toeschouwers: 1.500 |
| 3 december 1967 |                                                           |       |                          | Stadion: Noordersportpark, Haarlem Toeschouwers: 1.500 |
| 3 december 1967 |                                                           |       |                          | Stadion: Noordersportpark, Haarlem Toeschouwers: 1.500 |
|                 |                                                           |       |                          |                                                        |

|                 |                         |       |                                              |                                                  |
| 3 december 1967 | Roda JC                 | 2 – 3 | Hilversum                                    | Stadion: Kaalheide, Kerkrade Toeschouwers: 1.200 |
| 3 december 1967 | Uwe Blotenberg 32', 90' |       | 27', 58' Martin de Nooy 52' Hans van Eikeren | Stadion: Kaalheide, Kerkrade Toeschouwers: 1.200 |
| 3 december 1967 |                         |       |                                              | Stadion: Kaalheide, Kerkrade Toeschouwers: 1.200 |
| 3 december 1967 |                         |       |                                              | Stadion: Kaalheide, Kerkrade Toeschouwers: 1.200 |
|                 |                         |       |                                              |                                                  |

|                 |                                    |       |                     |                                                |
| 3 december 1967 | Helmond Sport                      | 4 – 1 | Fortuna Vlaardingen | Stadion: De Braak, Helmond Toeschouwers: 4.000 |
| 3 december 1967 | Lambert Kreekels 11', 16', –', 87' |       | 72' Jan Bouman      | Stadion: De Braak, Helmond Toeschouwers: 4.000 |
| 3 december 1967 |                                    |       |                     | Stadion: De Braak, Helmond Toeschouwers: 4.000 |
| 3 december 1967 |                                    |       |                     | Stadion: De Braak, Helmond Toeschouwers: 4.000 |
|                 |                                    |       |                     |                                                |

|                 |               |       |               |                                                             |
| 3 december 1967 | Zwolsche Boys | 0 – 0 | De Graafschap | Stadion: Gemeentelijk Sportpark, Zwolle Toeschouwers: 2.200 |
| 3 december 1967 |               |       |               | Stadion: Gemeentelijk Sportpark, Zwolle Toeschouwers: 2.200 |
| 3 december 1967 |               |       |               | Stadion: Gemeentelijk Sportpark, Zwolle Toeschouwers: 2.200 |
| 3 december 1967 |               |       |               | Stadion: Gemeentelijk Sportpark, Zwolle Toeschouwers: 2.200 |
|                 |               |       |               |                                                             |

## Speelronde 18
|                  |                 |       |                  |                                               |
| 16 december 1967 | Limburgia       | 1 – 1 | SC Gooiland      | Stadion: Venweg, Brunssum Toeschouwers: 1.500 |
| 16 december 1967 | Jan Janssen 48' |       | 43' Ronald Krant | Stadion: Venweg, Brunssum Toeschouwers: 1.500 |
| 16 december 1967 |                 |       |                  | Stadion: Venweg, Brunssum Toeschouwers: 1.500 |
| 16 december 1967 |                 |       |                  | Stadion: Venweg, Brunssum Toeschouwers: 1.500 |
|                  |                 |       |                  |                                               |

|                  |           |       |               |                                                    |
| 17 december 1967 | Excelsior | 0 – 0 | Helmond Sport | Stadion: Woudestein, Rotterdam Toeschouwers: 1.500 |
| 17 december 1967 |           |       |               | Stadion: Woudestein, Rotterdam Toeschouwers: 1.500 |
| 17 december 1967 |           |       |               | Stadion: Woudestein, Rotterdam Toeschouwers: 1.500 |
| 17 december 1967 |           |       |               | Stadion: Woudestein, Rotterdam Toeschouwers: 1.500 |
|                  |           |       |               |                                                    |

|                  |                   |       |            |                                                     |
| 17 december 1967 | PEC               | 1 – 0 | Heerenveen | Stadion: De Vrolijkheid, Zwolle Toeschouwers: 4.000 |
| 17 december 1967 | Benny Carelsz 29' |       |            | Stadion: De Vrolijkheid, Zwolle Toeschouwers: 4.000 |
| 17 december 1967 |                   |       |            | Stadion: De Vrolijkheid, Zwolle Toeschouwers: 4.000 |
| 17 december 1967 |                   |       |            | Stadion: De Vrolijkheid, Zwolle Toeschouwers: 4.000 |
|                  |                   |       |            |                                                     |

|                  |                    |       |                   |                                                      |
| 17 december 1967 | Veendam            | 1 – 1 | Zwolsche Boys     | Stadion: De Langeleegte, Veendam Toeschouwers: 2.500 |
| 17 december 1967 | Henk Wollerich 52' |       | 1' Freek Schutten | Stadion: De Langeleegte, Veendam Toeschouwers: 2.500 |
| 17 december 1967 |                    |       |                   | Stadion: De Langeleegte, Veendam Toeschouwers: 2.500 |
| 17 december 1967 |                    |       |                   | Stadion: De Langeleegte, Veendam Toeschouwers: 2.500 |
|                  |                    |       |                   |                                                      |

|                  |                     |       |                              |                                                    |
| 17 december 1967 | AGOVV               | 1 – 2 | Baronie                      | Stadion: Berg & Bos, Apeldoorn Toeschouwers: 3.500 |
| 17 december 1967 | Gerard van Straalen |       | Rein Harting Gerrie Deijkers | Stadion: Berg & Bos, Apeldoorn Toeschouwers: 3.500 |
| 17 december 1967 |                     |       |                              | Stadion: Berg & Bos, Apeldoorn Toeschouwers: 3.500 |
| 17 december 1967 |                     |       |                              | Stadion: Berg & Bos, Apeldoorn Toeschouwers: 3.500 |
|                  |                     |       |                              |                                                    |

|                  |                   |       |     |                                                            |
| 17 december 1967 | SC Drente         | 1 – 0 | ZFC | Stadion: Mr. Ovingstraat, Klazienaveen Toeschouwers: 2.000 |
| 17 december 1967 | Tonny Roosken 62' |       |     | Stadion: Mr. Ovingstraat, Klazienaveen Toeschouwers: 2.000 |
| 17 december 1967 |                   |       |     | Stadion: Mr. Ovingstraat, Klazienaveen Toeschouwers: 2.000 |
| 17 december 1967 |                   |       |     | Stadion: Mr. Ovingstraat, Klazienaveen Toeschouwers: 2.000 |
|                  |                   |       |     |                                                            |

|                  |           |                                                 |      |                                                                |
| 17 december 1967 | Hilversum | 0 – 3                                           | NOAD | Stadion: Gemeentelijk Sportpark, Hilversum Toeschouwers: 1.000 |
| 17 december 1967 |           | –', –' Jacques van Ranzow Harrie van der Velden |      | Stadion: Gemeentelijk Sportpark, Hilversum Toeschouwers: 1.000 |
| 17 december 1967 |           |                                                 |      | Stadion: Gemeentelijk Sportpark, Hilversum Toeschouwers: 1.000 |
| 17 december 1967 |           |                                                 |      | Stadion: Gemeentelijk Sportpark, Hilversum Toeschouwers: 1.000 |
|                  |           |                                                 |      |                                                                |

|                  |                     |                                |            |                                                      |
| 17 december 1967 | Fortuna Vlaardingen | 0 – 2                          | Wageningen | Stadion: Floreslaan, Vlaardingen Toeschouwers: 3.000 |
| 17 december 1967 |                     | Henk Janssen 78' Henny Roelofs |            | Stadion: Floreslaan, Vlaardingen Toeschouwers: 3.000 |
| 17 december 1967 |                     |                                |            | Stadion: Floreslaan, Vlaardingen Toeschouwers: 3.000 |
| 17 december 1967 |                     |                                |            | Stadion: Floreslaan, Vlaardingen Toeschouwers: 3.000 |
|                  |                     |                                |            |                                                      |

|                  |                  |       |                     |                                                        |
| 17 december 1967 | De Graafschap    | 1 – 2 | EDO                 | Stadion: De Vijverberg, Doetinchem Toeschouwers: 2.500 |
| 17 december 1967 | Joop Hartjes 13' |       | 17', 65' Joop Koene | Stadion: De Vijverberg, Doetinchem Toeschouwers: 2.500 |
| 17 december 1967 |                  |       |                     | Stadion: De Vijverberg, Doetinchem Toeschouwers: 2.500 |
| 17 december 1967 |                  |       |                     | Stadion: De Vijverberg, Doetinchem Toeschouwers: 2.500 |
|                  |                  |       |                     |                                                        |

|                  |                                         |       |                     |                                                  |
| 17 december 1967 | Roda JC                                 | 2 – 1 | Hermes DVS          | Stadion: Kaalheide, Kerkrade Toeschouwers: 1.200 |
| 17 december 1967 | Wim Langenhuizen 43' Uwe Blotenberg 68' |       | 20' Cees van Kooten | Stadion: Kaalheide, Kerkrade Toeschouwers: 1.200 |
| 17 december 1967 |                                         |       |                     | Stadion: Kaalheide, Kerkrade Toeschouwers: 1.200 |
| 17 december 1967 |                                         |       |                     | Stadion: Kaalheide, Kerkrade Toeschouwers: 1.200 |
|                  |                                         |       |                     |                                                  |

## Speelronde 19
|                  |                                                            |       |                     |                                                   |
| 23 december 1967 | Baronie                                                    | 5 – 2 | Fortuna Vlaardingen | Stadion: De Blauwe Kei, Breda Toeschouwers: 1.000 |
| 23 december 1967 | Gerrie Deijkers –', –', –' Ad van Ierssel Kees van Ierssel |       | –', –' Jan Bouman   | Stadion: De Blauwe Kei, Breda Toeschouwers: 1.000 |
| 23 december 1967 |                                                            |       |                     | Stadion: De Blauwe Kei, Breda Toeschouwers: 1.000 |
| 23 december 1967 |                                                            |       |                     | Stadion: De Blauwe Kei, Breda Toeschouwers: 1.000 |
|                  |                                                            |       |                     |                                                   |

|                  |                                           |       |       |                                                |
| 24 december 1967 | Heerenveen                                | 3 – 0 | AGOVV | Stadion: Noord, Heerenveen Toeschouwers: 3.000 |
| 24 december 1967 | Hans Zwart (pen) 20' Roel Huitema 60', –' |       |       | Stadion: Noord, Heerenveen Toeschouwers: 3.000 |
| 24 december 1967 |                                           |       |       | Stadion: Noord, Heerenveen Toeschouwers: 3.000 |
| 24 december 1967 |                                           |       |       | Stadion: Noord, Heerenveen Toeschouwers: 3.000 |
|                  |                                           |       |       |                                                |

|                  |            |       |           |                                              |
| 24 december 1967 | Hermes DVS | 0 – 0 | Limburgia | Stadion: Harga, Schiedam Toeschouwers: 1.000 |
| 24 december 1967 |            |       |           | Stadion: Harga, Schiedam Toeschouwers: 1.000 |
| 24 december 1967 |            |       |           | Stadion: Harga, Schiedam Toeschouwers: 1.000 |
| 24 december 1967 |            |       |           | Stadion: Harga, Schiedam Toeschouwers: 1.000 |
|                  |            |       |           |                                              |

|                  |     |       |               |                                                     |
| 24 december 1967 | ZFC | 0 – 0 | De Graafschap | Stadion: Westzanerdijk, Zaandam Toeschouwers: 1.500 |
| 24 december 1967 |     |       |               | Stadion: Westzanerdijk, Zaandam Toeschouwers: 1.500 |
| 24 december 1967 |     |       |               | Stadion: Westzanerdijk, Zaandam Toeschouwers: 1.500 |
| 24 december 1967 |     |       |               | Stadion: Westzanerdijk, Zaandam Toeschouwers: 1.500 |
|                  |     |       |               |                                                     |

|                  |                   |       |                   |                                                                |
| 24 december 1967 | SC Gooiland       | 1 – 1 | PEC               | Stadion: Gemeentelijk Sportpark, Hilversum Toeschouwers: 4.000 |
| 24 december 1967 | Piet Boogaard 66' |       | 79' Benny Carelsz | Stadion: Gemeentelijk Sportpark, Hilversum Toeschouwers: 4.000 |
| 24 december 1967 |                   |       |                   | Stadion: Gemeentelijk Sportpark, Hilversum Toeschouwers: 4.000 |
| 24 december 1967 |                   |       |                   | Stadion: Gemeentelijk Sportpark, Hilversum Toeschouwers: 4.000 |
|                  |                   |       |                   |                                                                |

|                  |                      |       |           |                                                             |
| 24 december 1967 | Wageningen           | 1 – 0 | Excelsior | Stadion: De Wageningse Berg, Wageningen Toeschouwers: 6.000 |
| 24 december 1967 | Ton van de Weerd 74' |       |           | Stadion: De Wageningse Berg, Wageningen Toeschouwers: 6.000 |
| 24 december 1967 |                      |       |           | Stadion: De Wageningse Berg, Wageningen Toeschouwers: 6.000 |
| 24 december 1967 |                      |       |           | Stadion: De Wageningse Berg, Wageningen Toeschouwers: 6.000 |
|                  |                      |       |           |                                                             |

|                  |                     |       |                                                |                                                        |
| 24 december 1967 | EDO                 | 2 – 3 | Veendam                                        | Stadion: Noordersportpark, Haarlem Toeschouwers: 2.500 |
| 24 december 1967 | Rob Bosdijk –', 60' |       | Jan Blijham 49' Hanno Feiken 75' Henk Nienhuis | Stadion: Noordersportpark, Haarlem Toeschouwers: 2.500 |
| 24 december 1967 |                     |       |                                                | Stadion: Noordersportpark, Haarlem Toeschouwers: 2.500 |
| 24 december 1967 |                     |       |                                                | Stadion: Noordersportpark, Haarlem Toeschouwers: 2.500 |
|                  |                     |       |                                                |                                                        |

|                  |                                                                                    |       |                     |                                                |
| 24 december 1967 | Helmond Sport                                                                      | 4 – 1 | SC Drente           | Stadion: De Braak, Helmond Toeschouwers: 4.000 |
| 24 december 1967 | Fons van Wissen 22' Wim van den Berk 48' Lambert Kreekels 65' Gerrie van Berlo 73' |       | 15' Gerrie de Jonge | Stadion: De Braak, Helmond Toeschouwers: 4.000 |
| 24 december 1967 |                                                                                    |       |                     | Stadion: De Braak, Helmond Toeschouwers: 4.000 |
| 24 december 1967 |                                                                                    |       |                     | Stadion: De Braak, Helmond Toeschouwers: 4.000 |
|                  |                                                                                    |       |                     |                                                |

|                  |                               |       |           |                                                             |
| 24 december 1967 | Zwolsche Boys                 | 2 – 0 | Hilversum | Stadion: Gemeentelijk Sportpark, Zwolle Toeschouwers: 2.500 |
| 24 december 1967 | Freek Schutten Hans Mengerink |       |           | Stadion: Gemeentelijk Sportpark, Zwolle Toeschouwers: 2.500 |
| 24 december 1967 |                               |       |           | Stadion: Gemeentelijk Sportpark, Zwolle Toeschouwers: 2.500 |
| 24 december 1967 |                               |       |           | Stadion: Gemeentelijk Sportpark, Zwolle Toeschouwers: 2.500 |
|                  |                               |       |           |                                                             |

|                  |                   |       |                    |                                                              |
| 24 december 1967 | NOAD              | 1 – 1 | Roda JC            | Stadion: Gemeentelijk Sportpark, Tilburg Toeschouwers: 2.500 |
| 24 december 1967 | Ad Brekelmans 19' |       | 18' Uwe Blotenberg | Stadion: Gemeentelijk Sportpark, Tilburg Toeschouwers: 2.500 |
| 24 december 1967 |                   |       |                    | Stadion: Gemeentelijk Sportpark, Tilburg Toeschouwers: 2.500 |
| 24 december 1967 |                   |       |                    | Stadion: Gemeentelijk Sportpark, Tilburg Toeschouwers: 2.500 |
|                  |                   |       |                    |                                                              |

## Speelronde 20
|                |                                |       |                                 |                                              |
| 7 januari 1968 | Hermes DVS                     | 2 – 2 | NOAD                            | Stadion: Harga, Schiedam Toeschouwers: 1.500 |
| 7 januari 1968 | Theo de Raaij Ger Bakkes (pen) |       | 25' Ad Brekelmans 33' Wil Uyens | Stadion: Harga, Schiedam Toeschouwers: 1.500 |
| 7 januari 1968 |                                |       |                                 | Stadion: Harga, Schiedam Toeschouwers: 1.500 |
| 7 januari 1968 |                                |       |                                 | Stadion: Harga, Schiedam Toeschouwers: 1.500 |
|                |                                |       |                                 |                                              |

|                |     |                                                    |         |                                                     |
| 7 januari 1968 | ZFC | 0 – 3                                              | Veendam | Stadion: Westzanerdijk, Zaandam Toeschouwers: 1.300 |
| 7 januari 1968 |     | 29' Jetze Pascal 43' Hans Ooft 90' (pen) Bé Kuiper |         | Stadion: Westzanerdijk, Zaandam Toeschouwers: 1.300 |
| 7 januari 1968 |     |                                                    |         | Stadion: Westzanerdijk, Zaandam Toeschouwers: 1.300 |
| 7 januari 1968 |     |                                                    |         | Stadion: Westzanerdijk, Zaandam Toeschouwers: 1.300 |
|                |     |                                                    |         |                                                     |

|                |                       |       |                              |                                                |
| 7 januari 1968 | Heerenveen            | 2 – 2 | Fortuna Vlaardingen          | Stadion: Noord, Heerenveen Toeschouwers: 1.500 |
| 7 januari 1968 | Jan van Lier 64', 66' |       | 6' Luc Dumont 10' Jan Bouman | Stadion: Noord, Heerenveen Toeschouwers: 1.500 |
| 7 januari 1968 |                       |       |                              | Stadion: Noord, Heerenveen Toeschouwers: 1.500 |
| 7 januari 1968 |                       |       |                              | Stadion: Noord, Heerenveen Toeschouwers: 1.500 |
|                |                       |       |                              |                                                |

|                |                                       |       |                  |                                                   |
| 7 januari 1968 | Baronie                               | 2 – 1 | Excelsior        | Stadion: De Blauwe Kei, Breda Toeschouwers: 2.500 |
| 7 januari 1968 | Rein Harting 21' Kees van Ierssel 61' |       | 89' Hans Bassant | Stadion: De Blauwe Kei, Breda Toeschouwers: 2.500 |
| 7 januari 1968 |                                       |       |                  | Stadion: De Blauwe Kei, Breda Toeschouwers: 2.500 |
| 7 januari 1968 |                                       |       |                  | Stadion: De Blauwe Kei, Breda Toeschouwers: 2.500 |
|                |                                       |       |                  |                                                   |

|                |                                                                 |       |     |                                               |
| 7 januari 1968 | Limburgia                                                       | 5 – 0 | PEC | Stadion: Venweg, Brunssum Toeschouwers: 1.500 |
| 7 januari 1968 | Bert Isenborghs 10' Gène Gerards 15' Willy Coolen 60', 75', 86' |       |     | Stadion: Venweg, Brunssum Toeschouwers: 1.500 |
| 7 januari 1968 |                                                                 |       |     | Stadion: Venweg, Brunssum Toeschouwers: 1.500 |
| 7 januari 1968 |                                                                 |       |     | Stadion: Venweg, Brunssum Toeschouwers: 1.500 |
|                |                                                                 |       |     |                                               |

|                |               |                                            |         |                                                             |
| 7 januari 1968 | Zwolsche Boys | 0 – 3                                      | Roda JC | Stadion: Gemeentelijk Sportpark, Zwolle Toeschouwers: 2.000 |
| 7 januari 1968 |               | 14', 88' Uwe Blotenberg 87' Fred Gillissen |         | Stadion: Gemeentelijk Sportpark, Zwolle Toeschouwers: 2.000 |
| 7 januari 1968 |               |                                            |         | Stadion: Gemeentelijk Sportpark, Zwolle Toeschouwers: 2.000 |
| 7 januari 1968 |               |                                            |         | Stadion: Gemeentelijk Sportpark, Zwolle Toeschouwers: 2.000 |
|                |               |                                            |         |                                                             |

|                |                  |       |               |                                                |
| 7 januari 1968 | Helmond Sport    | 1 – 0 | De Graafschap | Stadion: De Braak, Helmond Toeschouwers: 3.500 |
| 7 januari 1968 | Wim van den Berk |       |               | Stadion: De Braak, Helmond Toeschouwers: 3.500 |
| 7 januari 1968 |                  |       |               | Stadion: De Braak, Helmond Toeschouwers: 3.500 |
| 7 januari 1968 |                  |       |               | Stadion: De Braak, Helmond Toeschouwers: 3.500 |
|                |                  |       |               |                                                |

|                |                                  |       |           |                                                        |
| 7 januari 1968 | EDO                              | 3 – 0 | Hilversum | Stadion: Noordersportpark, Haarlem Toeschouwers: 1.500 |
| 7 januari 1968 | Joop Koene –', –' Dries Hendriks |       |           | Stadion: Noordersportpark, Haarlem Toeschouwers: 1.500 |
| 7 januari 1968 |                                  |       |           | Stadion: Noordersportpark, Haarlem Toeschouwers: 1.500 |
| 7 januari 1968 |                                  |       |           | Stadion: Noordersportpark, Haarlem Toeschouwers: 1.500 |
|                |                                  |       |           |                                                        |

|                |                                                                                   |       |                                |                                                             |
| 7 januari 1968 | Wageningen                                                                        | 5 – 2 | SC Drente                      | Stadion: De Wageningse Berg, Wageningen Toeschouwers: 4.000 |
| 7 januari 1968 | Joop van Viegen 21' Henny Roelofs 22', 48' Marcel Broecks 40' Frans van Ernst 81' |       | 4' Henk de Groote 30' Jan Mink | Stadion: De Wageningse Berg, Wageningen Toeschouwers: 4.000 |
| 7 januari 1968 |                                                                                   |       |                                | Stadion: De Wageningse Berg, Wageningen Toeschouwers: 4.000 |
| 7 januari 1968 |                                                                                   |       |                                | Stadion: De Wageningse Berg, Wageningen Toeschouwers: 4.000 |
|                |                                                                                   |       |                                |                                                             |

|                |             |       |       |                                                                |
| 7 januari 1968 | SC Gooiland | 0 – 0 | AGOVV | Stadion: Gemeentelijk Sportpark, Hilversum Toeschouwers: 2.000 |
| 7 januari 1968 |             |       |       | Stadion: Gemeentelijk Sportpark, Hilversum Toeschouwers: 2.000 |
| 7 januari 1968 |             |       |       | Stadion: Gemeentelijk Sportpark, Hilversum Toeschouwers: 2.000 |
| 7 januari 1968 |             |       |       | Stadion: Gemeentelijk Sportpark, Hilversum Toeschouwers: 2.000 |
|                |             |       |       |                                                                |

## Speelronde 21
|                 |                     |       |                  |                                                    |
| 21 januari 1968 | Excelsior           | 1 – 1 | Heerenveen       | Stadion: Woudestein, Rotterdam Toeschouwers: 1.800 |
| 21 januari 1968 | Piet Luck (pen) 41' |       | 25' Roel Huitema | Stadion: Woudestein, Rotterdam Toeschouwers: 1.800 |
| 21 januari 1968 |                     |       |                  | Stadion: Woudestein, Rotterdam Toeschouwers: 1.800 |
| 21 januari 1968 |                     |       |                  | Stadion: Woudestein, Rotterdam Toeschouwers: 1.800 |
|                 |                     |       |                  |                                                    |

|                 |      |            |               |                                                            |
| 21 januari 1968 | NOAD | 0 – 1      | Zwolsche Boys | Stadion: Gemeentelijk Sportpark, Tilburg Toeschouwers: 500 |
| 21 januari 1968 |      | Jan Welles |               | Stadion: Gemeentelijk Sportpark, Tilburg Toeschouwers: 500 |
| 21 januari 1968 |      |            |               | Stadion: Gemeentelijk Sportpark, Tilburg Toeschouwers: 500 |
| 21 januari 1968 |      |            |               | Stadion: Gemeentelijk Sportpark, Tilburg Toeschouwers: 500 |
|                 |      |            |               |                                                            |

|                 |         |                           |               |                                                      |
| 21 januari 1968 | Veendam | 0 – 2                     | Helmond Sport | Stadion: De Langeleegte, Veendam Toeschouwers: 6.000 |
| 21 januari 1968 |         | 38', 68' Lambert Kreekels |               | Stadion: De Langeleegte, Veendam Toeschouwers: 6.000 |
| 21 januari 1968 |         |                           |               | Stadion: De Langeleegte, Veendam Toeschouwers: 6.000 |
| 21 januari 1968 |         |                           |               | Stadion: De Langeleegte, Veendam Toeschouwers: 6.000 |
|                 |         |                           |               |                                                      |

|                 |                                                                                   |       |                               |                                                     |
| 21 januari 1968 | PEC                                                                               | 5 – 3 | Hermes DVS                    | Stadion: De Vrolijkheid, Zwolle Toeschouwers: 3.000 |
| 21 januari 1968 | Anton Vučkov 37', 80' Harrie Lammers 49' Benny Carelsz 52' Puck van der Horst 84' |       | 57', 87', 88' Cees van Kooten | Stadion: De Vrolijkheid, Zwolle Toeschouwers: 3.000 |
| 21 januari 1968 |                                                                                   |       |                               | Stadion: De Vrolijkheid, Zwolle Toeschouwers: 3.000 |
| 21 januari 1968 |                                                                                   |       |                               | Stadion: De Vrolijkheid, Zwolle Toeschouwers: 3.000 |
|                 |                                                                                   |       |                               |                                                     |

|                 |                          |       |                    |                                                  |
| 21 januari 1968 | Roda JC                  | 1 – 1 | EDO                | Stadion: Kaalheide, Kerkrade Toeschouwers: 2.500 |
| 21 januari 1968 | Fred Gillissen (pen) 64' |       | 69' Dries Hendriks | Stadion: Kaalheide, Kerkrade Toeschouwers: 2.500 |
| 21 januari 1968 |                          |       |                    | Stadion: Kaalheide, Kerkrade Toeschouwers: 2.500 |
| 21 januari 1968 |                          |       |                    | Stadion: Kaalheide, Kerkrade Toeschouwers: 2.500 |
|                 |                          |       |                    |                                                  |

|                 |                  |       |                                        |                                                        |
| 21 januari 1968 | De Graafschap    | 1 – 2 | Wageningen                             | Stadion: De Vijverberg, Doetinchem Toeschouwers: 6.500 |
| 21 januari 1968 | Joop Hartjes 37' |       | 70' Frans van Ernst 81' Marcel Broecks | Stadion: De Vijverberg, Doetinchem Toeschouwers: 6.500 |
| 21 januari 1968 |                  |       |                                        | Stadion: De Vijverberg, Doetinchem Toeschouwers: 6.500 |
| 21 januari 1968 |                  |       |                                        | Stadion: De Vijverberg, Doetinchem Toeschouwers: 6.500 |
|                 |                  |       |                                        |                                                        |

|                 |                           |       |                                   |                                                      |
| 21 januari 1968 | Fortuna Vlaardingen       | 1 – 2 | SC Gooiland                       | Stadion: Floreslaan, Vlaardingen Toeschouwers: 1.200 |
| 21 januari 1968 | Marcus Schippers (pen) –' |       | Gerard Hogenbirk Co van de Hoogen | Stadion: Floreslaan, Vlaardingen Toeschouwers: 1.200 |
| 21 januari 1968 |                           |       |                                   | Stadion: Floreslaan, Vlaardingen Toeschouwers: 1.200 |
| 21 januari 1968 |                           |       |                                   | Stadion: Floreslaan, Vlaardingen Toeschouwers: 1.200 |
|                 |                           |       |                                   |                                                      |

|                 |           |       |     |                                                              |
| 21 januari 1968 | Hilversum | 0 – 0 | ZFC | Stadion: Gemeentelijk Sportpark, Hilversum Toeschouwers: 500 |
| 21 januari 1968 |           |       |     | Stadion: Gemeentelijk Sportpark, Hilversum Toeschouwers: 500 |
| 21 januari 1968 |           |       |     | Stadion: Gemeentelijk Sportpark, Hilversum Toeschouwers: 500 |
| 21 januari 1968 |           |       |     | Stadion: Gemeentelijk Sportpark, Hilversum Toeschouwers: 500 |
|                 |           |       |     |                                                              |

|                 |                    |       |             |                                                            |
| 21 januari 1968 | SC Drente          | 1 – 1 | Baronie     | Stadion: Mr. Ovingstraat, Klazienaveen Toeschouwers: 2.500 |
| 21 januari 1968 | Henk de Groote 76' |       | Ad Holleman | Stadion: Mr. Ovingstraat, Klazienaveen Toeschouwers: 2.500 |
| 21 januari 1968 |                    |       |             | Stadion: Mr. Ovingstraat, Klazienaveen Toeschouwers: 2.500 |
| 21 januari 1968 |                    |       |             | Stadion: Mr. Ovingstraat, Klazienaveen Toeschouwers: 2.500 |
|                 |                    |       |             |                                                            |

|                 |       |                                |           |                                                    |
| 21 januari 1968 | AGOVV | 0 – 2                          | Limburgia | Stadion: Berg & Bos, Apeldoorn Toeschouwers: 1.500 |
| 21 januari 1968 |       | Ferdi Schreven Bert Isenborghs |           | Stadion: Berg & Bos, Apeldoorn Toeschouwers: 1.500 |
| 21 januari 1968 |       |                                |           | Stadion: Berg & Bos, Apeldoorn Toeschouwers: 1.500 |
| 21 januari 1968 |       |                                |           | Stadion: Berg & Bos, Apeldoorn Toeschouwers: 1.500 |
|                 |       |                                |           |                                                    |

## Speelronde 22
|                 |                                   |       |                    |                                                     |
| 28 januari 1968 | ZFC                               | 3 – 1 | Roda JC            | Stadion: Westzanerdijk, Zaandam Toeschouwers: 1.000 |
| 28 januari 1968 | Piet Buis 8', 65' Hans Bakker 78' |       | 47' Uwe Blotenberg | Stadion: Westzanerdijk, Zaandam Toeschouwers: 1.000 |
| 28 januari 1968 |                                   |       |                    | Stadion: Westzanerdijk, Zaandam Toeschouwers: 1.000 |
| 28 januari 1968 |                                   |       |                    | Stadion: Westzanerdijk, Zaandam Toeschouwers: 1.000 |
|                 |                                   |       |                    |                                                     |

|                 |                                           |       |               |                                              |
| 28 januari 1968 | Hermes DVS                                | 2 – 0 | Zwolsche Boys | Stadion: Harga, Schiedam Toeschouwers: 1.200 |
| 28 januari 1968 | Jaap van de Griend 7' Cees van Kooten 89' |       |               | Stadion: Harga, Schiedam Toeschouwers: 1.200 |
| 28 januari 1968 |                                           |       |               | Stadion: Harga, Schiedam Toeschouwers: 1.200 |
| 28 januari 1968 |                                           |       |               | Stadion: Harga, Schiedam Toeschouwers: 1.200 |
|                 |                                           |       |               |                                              |

|                 |                                  |       |                                    |                                                |
| 28 januari 1968 | Heerenveen                       | 2 – 2 | SC Drente                          | Stadion: Noord, Heerenveen Toeschouwers: 1.500 |
| 28 januari 1968 | Roel Huitema 7' Henk Prinsen 52' |       | 79' Luc Gerdes 81' Frens Doldersum | Stadion: Noord, Heerenveen Toeschouwers: 1.500 |
| 28 januari 1968 |                                  |       |                                    | Stadion: Noord, Heerenveen Toeschouwers: 1.500 |
| 28 januari 1968 |                                  |       |                                    | Stadion: Noord, Heerenveen Toeschouwers: 1.500 |
|                 |                                  |       |                                    |                                                |

|                 |                                  |       |               |                                                   |
| 28 januari 1968 | Baronie                          | 2 – 1 | De Graafschap | Stadion: De Blauwe Kei, Breda Toeschouwers: 2.500 |
| 28 januari 1968 | Kees van Ierssel 7' Ad Schnebeli |       | Joop Hartjes  | Stadion: De Blauwe Kei, Breda Toeschouwers: 2.500 |
| 28 januari 1968 |                                  |       |               | Stadion: De Blauwe Kei, Breda Toeschouwers: 2.500 |
| 28 januari 1968 |                                  |       |               | Stadion: De Blauwe Kei, Breda Toeschouwers: 2.500 |
|                 |                                  |       |               |                                                   |

|                 |                                   |       |                             |                                               |
| 28 januari 1968 | Limburgia                         | 2 – 1 | Fortuna Vlaardingen         | Stadion: Venweg, Brunssum Toeschouwers: 1.500 |
| 28 januari 1968 | Wim Vrösch 22' Ferdi Schreven 42' |       | 74' (pen.) Marcus Schippers | Stadion: Venweg, Brunssum Toeschouwers: 1.500 |
| 28 januari 1968 |                                   |       |                             | Stadion: Venweg, Brunssum Toeschouwers: 1.500 |
| 28 januari 1968 |                                   |       |                             | Stadion: Venweg, Brunssum Toeschouwers: 1.500 |
|                 |                                   |       |                             |                                               |

|                 |                                                                   |       |           |                                                |
| 28 januari 1968 | Helmond Sport                                                     | 4 – 0 | Hilversum | Stadion: De Braak, Helmond Toeschouwers: 1.500 |
| 28 januari 1968 | Jan van Veghel Gerrie van Berlo Wim van den Berk Lambert Kreekels |       |           | Stadion: De Braak, Helmond Toeschouwers: 1.500 |
| 28 januari 1968 |                                                                   |       |           | Stadion: De Braak, Helmond Toeschouwers: 1.500 |
| 28 januari 1968 |                                                                   |       |           | Stadion: De Braak, Helmond Toeschouwers: 1.500 |
|                 |                                                                   |       |           |                                                |

|                 |                               |       |                       |                                                     |
| 28 januari 1968 | PEC                           | 2 – 1 | AGOVV                 | Stadion: De Vrolijkheid, Zwolle Toeschouwers: 2.700 |
| 28 januari 1968 | Theo Kok 16' Anton Vučkov 28' |       | 80' Aad van der Voort | Stadion: De Vrolijkheid, Zwolle Toeschouwers: 2.700 |
| 28 januari 1968 |                               |       |                       | Stadion: De Vrolijkheid, Zwolle Toeschouwers: 2.700 |
| 28 januari 1968 |                               |       |                       | Stadion: De Vrolijkheid, Zwolle Toeschouwers: 2.700 |
|                 |                               |       |                       |                                                     |

|                 |                                     |       |                             |                                                        |
| 28 januari 1968 | EDO                                 | 3 – 2 | NOAD                        | Stadion: Noordersportpark, Haarlem Toeschouwers: 1.500 |
| 28 januari 1968 | Rob Bosdijk (pen) –', –' Joop Koene |       | Bart Stovers Henk Zieltjens | Stadion: Noordersportpark, Haarlem Toeschouwers: 1.500 |
| 28 januari 1968 |                                     |       |                             | Stadion: Noordersportpark, Haarlem Toeschouwers: 1.500 |
| 28 januari 1968 |                                     |       |                             | Stadion: Noordersportpark, Haarlem Toeschouwers: 1.500 |
|                 |                                     |       |                             |                                                        |

|                 |                     |       |               |                                                             |
| 28 januari 1968 | Wageningen          | 1 – 1 | Veendam       | Stadion: De Wageningse Berg, Wageningen Toeschouwers: 6.500 |
| 28 januari 1968 | Frans van Ernst 53' |       | 80' Bé Kuiper | Stadion: De Wageningse Berg, Wageningen Toeschouwers: 6.500 |
| 28 januari 1968 |                     |       |               | Stadion: De Wageningse Berg, Wageningen Toeschouwers: 6.500 |
| 28 januari 1968 |                     |       |               | Stadion: De Wageningse Berg, Wageningen Toeschouwers: 6.500 |
|                 |                     |       |               |                                                             |

|                 |                  |       |           |                                                                |
| 28 januari 1968 | SC Gooiland      | 1 – 0 | Excelsior | Stadion: Gemeentelijk Sportpark, Hilversum Toeschouwers: 2.000 |
| 28 januari 1968 | Co van de Hoogen |       |           | Stadion: Gemeentelijk Sportpark, Hilversum Toeschouwers: 2.000 |
| 28 januari 1968 |                  |       |           | Stadion: Gemeentelijk Sportpark, Hilversum Toeschouwers: 2.000 |
| 28 januari 1968 |                  |       |           | Stadion: Gemeentelijk Sportpark, Hilversum Toeschouwers: 2.000 |
|                 |                  |       |           |                                                                |

## Speelronde 23
|                 |                  |       |           |                                                    |
| 4 februari 1968 | Excelsior        | 1 – 0 | Limburgia | Stadion: Woudestein, Rotterdam Toeschouwers: 1.800 |
| 4 februari 1968 | Hans Bassant 42' |       |           | Stadion: Woudestein, Rotterdam Toeschouwers: 1.800 |
| 4 februari 1968 |                  |       |           | Stadion: Woudestein, Rotterdam Toeschouwers: 1.800 |
| 4 februari 1968 |                  |       |           | Stadion: Woudestein, Rotterdam Toeschouwers: 1.800 |
|                 |                  |       |           |                                                    |

|                 |               |       |     |                                                             |
| 4 februari 1968 | Zwolsche Boys | 0 – 0 | EDO | Stadion: Gemeentelijk Sportpark, Zwolle Toeschouwers: 1.500 |
| 4 februari 1968 |               |       |     | Stadion: Gemeentelijk Sportpark, Zwolle Toeschouwers: 1.500 |
| 4 februari 1968 |               |       |     | Stadion: Gemeentelijk Sportpark, Zwolle Toeschouwers: 1.500 |
| 4 februari 1968 |               |       |     | Stadion: Gemeentelijk Sportpark, Zwolle Toeschouwers: 1.500 |
|                 |               |       |     |                                                             |

|                 |           |                                                 |            |                                                                |
| 4 februari 1968 | Hilversum | 0 – 3                                           | Wageningen | Stadion: Gemeentelijk Sportpark, Hilversum Toeschouwers: 2.000 |
| 4 februari 1968 |           | (pen) Ton van de Weerd –', –' Marius van Reemst |            | Stadion: Gemeentelijk Sportpark, Hilversum Toeschouwers: 2.000 |
| 4 februari 1968 |           |                                                 |            | Stadion: Gemeentelijk Sportpark, Hilversum Toeschouwers: 2.000 |
| 4 februari 1968 |           |                                                 |            | Stadion: Gemeentelijk Sportpark, Hilversum Toeschouwers: 2.000 |
|                 |           |                                                 |            |                                                                |

|                 |                     |       |             |                                                            |
| 4 februari 1968 | SC Drente           | 1 – 0 | SC Gooiland | Stadion: Mr. Ovingstraat, Klazienaveen Toeschouwers: 2.800 |
| 4 februari 1968 | Gerrie de Jonge 15' |       |             | Stadion: Mr. Ovingstraat, Klazienaveen Toeschouwers: 2.800 |
| 4 februari 1968 |                     |       |             | Stadion: Mr. Ovingstraat, Klazienaveen Toeschouwers: 2.800 |
| 4 februari 1968 |                     |       |             | Stadion: Mr. Ovingstraat, Klazienaveen Toeschouwers: 2.800 |
|                 |                     |       |             |                                                            |

|                 |                                 |       |            |                                                    |
| 4 februari 1968 | AGOVV                           | 2 – 0 | Hermes DVS | Stadion: Berg & Bos, Apeldoorn Toeschouwers: 1.500 |
| 4 februari 1968 | Jan Evers 20' Tonnie Perdon 80' |       |            | Stadion: Berg & Bos, Apeldoorn Toeschouwers: 1.500 |
| 4 februari 1968 |                                 |       |            | Stadion: Berg & Bos, Apeldoorn Toeschouwers: 1.500 |
| 4 februari 1968 |                                 |       |            | Stadion: Berg & Bos, Apeldoorn Toeschouwers: 1.500 |
|                 |                                 |       |            |                                                    |

|                 |                |       |     |                                                            |
| 4 februari 1968 | NOAD           | 1 – 0 | ZFC | Stadion: Gemeentelijk Sportpark, Tilburg Toeschouwers: 600 |
| 4 februari 1968 | Henk Zieltjens |       |     | Stadion: Gemeentelijk Sportpark, Tilburg Toeschouwers: 600 |
| 4 februari 1968 |                |       |     | Stadion: Gemeentelijk Sportpark, Tilburg Toeschouwers: 600 |
| 4 februari 1968 |                |       |     | Stadion: Gemeentelijk Sportpark, Tilburg Toeschouwers: 600 |
|                 |                |       |     |                                                            |

|                 |                                                                      |       |                   |                                                      |
| 4 februari 1968 | Veendam                                                              | 5 – 1 | Baronie           | Stadion: De Langeleegte, Veendam Toeschouwers: 5.000 |
| 4 februari 1968 | Piet van Dam 16' Jetze Pascal 25' Hans Ooft 31', 68' Bé Kuiper (pen) |       | 73' Addy Brouwers | Stadion: De Langeleegte, Veendam Toeschouwers: 5.000 |
| 4 februari 1968 |                                                                      |       |                   | Stadion: De Langeleegte, Veendam Toeschouwers: 5.000 |
| 4 februari 1968 |                                                                      |       |                   | Stadion: De Langeleegte, Veendam Toeschouwers: 5.000 |
|                 |                                                                      |       |                   |                                                      |

|                 |                                        |       |                      |                                                  |
| 4 februari 1968 | Roda JC                                | 2 – 1 | Helmond Sport        | Stadion: Kaalheide, Kerkrade Toeschouwers: 3.000 |
| 4 februari 1968 | Wim Langenhuizen 72' Horst Gnielka 87' |       | 31' Wim van den Berk | Stadion: Kaalheide, Kerkrade Toeschouwers: 3.000 |
| 4 februari 1968 |                                        |       |                      | Stadion: Kaalheide, Kerkrade Toeschouwers: 3.000 |
| 4 februari 1968 |                                        |       |                      | Stadion: Kaalheide, Kerkrade Toeschouwers: 3.000 |
|                 |                                        |       |                      |                                                  |

|                 |                                  |       |                                   |                                                        |
| 4 februari 1968 | De Graafschap                    | 2 – 2 | Heerenveen                        | Stadion: De Vijverberg, Doetinchem Toeschouwers: 3.000 |
| 4 februari 1968 | Fred Jaski 61' Henk Overgoor 77' |       | 11' Roel Huitema 71' Henk Prinsen | Stadion: De Vijverberg, Doetinchem Toeschouwers: 3.000 |
| 4 februari 1968 |                                  |       |                                   | Stadion: De Vijverberg, Doetinchem Toeschouwers: 3.000 |
| 4 februari 1968 |                                  |       |                                   | Stadion: De Vijverberg, Doetinchem Toeschouwers: 3.000 |
|                 |                                  |       |                                   |                                                        |

|                 |                                              |       |     |                                                      |
| 4 februari 1968 | Fortuna Vlaardingen                          | 3 – 0 | PEC | Stadion: Floreslaan, Vlaardingen Toeschouwers: 2.500 |
| 4 februari 1968 | Maarten van der Zwan 25' Jan Bouman 35', 70' |       |     | Stadion: Floreslaan, Vlaardingen Toeschouwers: 2.500 |
| 4 februari 1968 |                                              |       |     | Stadion: Floreslaan, Vlaardingen Toeschouwers: 2.500 |
| 4 februari 1968 |                                              |       |     | Stadion: Floreslaan, Vlaardingen Toeschouwers: 2.500 |
|                 |                                              |       |     |                                                      |

## Speelronde 24
|                  |                                                                         |       |                   |                                                |
| 11 februari 1968 | Heerenveen                                                              | 5 – 1 | Veendam           | Stadion: Noord, Heerenveen Toeschouwers: 2.500 |
| 11 februari 1968 | Eise Bosma 5' Henk Zoetendal 50', 88' Henk Prinsen 62' Roel Huitema 66' |       | 72' Henk Nienhuis | Stadion: Noord, Heerenveen Toeschouwers: 2.500 |
| 11 februari 1968 |                                                                         |       |                   | Stadion: Noord, Heerenveen Toeschouwers: 2.500 |
| 11 februari 1968 |                                                                         |       |                   | Stadion: Noord, Heerenveen Toeschouwers: 2.500 |
|                  |                                                                         |       |                   |                                                |

|                  |                                                     |       |                                  |                                              |
| 11 februari 1968 | Hermes DVS                                          | 3 – 3 | EDO                              | Stadion: Harga, Schiedam Toeschouwers: 1.500 |
| 11 februari 1968 | Gerard Flaes 33' Ger Bakkes (pen) 61' Jan Rijke 85' |       | 7' Rob Bosdijk –', –' Joop Koene | Stadion: Harga, Schiedam Toeschouwers: 1.500 |
| 11 februari 1968 |                                                     |       |                                  | Stadion: Harga, Schiedam Toeschouwers: 1.500 |
| 11 februari 1968 |                                                     |       |                                  | Stadion: Harga, Schiedam Toeschouwers: 1.500 |
|                  |                                                     |       |                                  |                                              |

|                  |                                                      |       |               |                                                   |
| 11 februari 1968 | ZFC                                                  | 4 – 1 | Zwolsche Boys | Stadion: Westzanerdijk, Zaandam Toeschouwers: 750 |
| 11 februari 1968 | Hans Bakker –', –' Piet Buis Dick (Tatert) Zwarthoed |       | Jan Welles    | Stadion: Westzanerdijk, Zaandam Toeschouwers: 750 |
| 11 februari 1968 |                                                      |       |               | Stadion: Westzanerdijk, Zaandam Toeschouwers: 750 |
| 11 februari 1968 |                                                      |       |               | Stadion: Westzanerdijk, Zaandam Toeschouwers: 750 |
|                  |                                                      |       |               |                                                   |

|                  |               |       |      |                                                |
| 11 februari 1968 | Helmond Sport | 0 – 0 | NOAD | Stadion: De Braak, Helmond Toeschouwers: 4.000 |
| 11 februari 1968 |               |       |      | Stadion: De Braak, Helmond Toeschouwers: 4.000 |
| 11 februari 1968 |               |       |      | Stadion: De Braak, Helmond Toeschouwers: 4.000 |
| 11 februari 1968 |               |       |      | Stadion: De Braak, Helmond Toeschouwers: 4.000 |
|                  |               |       |      |                                                |

|                  |                                   |       |                                       |                                                     |
| 11 februari 1968 | PEC                               | 2 – 2 | Excelsior                             | Stadion: De Vrolijkheid, Zwolle Toeschouwers: 2.500 |
| 11 februari 1968 | Benny Carelsz 7' Anton Vučkov 51' |       | 24' Hans Bassant 26' (e.d.) John Abma | Stadion: De Vrolijkheid, Zwolle Toeschouwers: 2.500 |
| 11 februari 1968 |                                   |       |                                       | Stadion: De Vrolijkheid, Zwolle Toeschouwers: 2.500 |
| 11 februari 1968 |                                   |       |                                       | Stadion: De Vrolijkheid, Zwolle Toeschouwers: 2.500 |
|                  |                                   |       |                                       |                                                     |

|                  |                                              |       |                   |                                                             |
| 11 februari 1968 | Wageningen                                   | 3 – 1 | Roda JC           | Stadion: De Wageningse Berg, Wageningen Toeschouwers: 6.000 |
| 11 februari 1968 | Marcel Broecks 34', 85' Ton van de Weerd 52' |       | 9' Uwe Blotenberg | Stadion: De Wageningse Berg, Wageningen Toeschouwers: 6.000 |
| 11 februari 1968 |                                              |       |                   | Stadion: De Wageningse Berg, Wageningen Toeschouwers: 6.000 |
| 11 februari 1968 |                                              |       |                   | Stadion: De Wageningse Berg, Wageningen Toeschouwers: 6.000 |
|                  |                                              |       |                   |                                                             |

|                  |                  |       |               |                                                                |
| 11 februari 1968 | SC Gooiland      | 1 – 0 | De Graafschap | Stadion: Gemeentelijk Sportpark, Hilversum Toeschouwers: 2.000 |
| 11 februari 1968 | Co van de Hoogen |       |               | Stadion: Gemeentelijk Sportpark, Hilversum Toeschouwers: 2.000 |
| 11 februari 1968 |                  |       |               | Stadion: Gemeentelijk Sportpark, Hilversum Toeschouwers: 2.000 |
| 11 februari 1968 |                  |       |               | Stadion: Gemeentelijk Sportpark, Hilversum Toeschouwers: 2.000 |
|                  |                  |       |               |                                                                |

|                  |                                           |       |                                     |                                                    |
| 11 februari 1968 | AGOVV                                     | 2 – 2 | Fortuna Vlaardingen                 | Stadion: Berg & Bos, Apeldoorn Toeschouwers: 3.000 |
| 11 februari 1968 | Gerard van Straalen 14' Tonnie Perdon 24' |       | (e.d.) Kees Nijdeken 70' Jan Bouman | Stadion: Berg & Bos, Apeldoorn Toeschouwers: 3.000 |
| 11 februari 1968 |                                           |       |                                     | Stadion: Berg & Bos, Apeldoorn Toeschouwers: 3.000 |
| 11 februari 1968 |                                           |       |                                     | Stadion: Berg & Bos, Apeldoorn Toeschouwers: 3.000 |
|                  |                                           |       |                                     |                                                    |

|                  |                                                  |       |                   |                                                   |
| 11 februari 1968 | Baronie                                          | 4 – 1 | Hilversum         | Stadion: De Blauwe Kei, Breda Toeschouwers: 2.500 |
| 11 februari 1968 | Gerrie Deijkers 4', 44', 60' Kees van Ierssel 8' |       | 83' Martin Looman | Stadion: De Blauwe Kei, Breda Toeschouwers: 2.500 |
| 11 februari 1968 |                                                  |       |                   | Stadion: De Blauwe Kei, Breda Toeschouwers: 2.500 |
| 11 februari 1968 |                                                  |       |                   | Stadion: De Blauwe Kei, Breda Toeschouwers: 2.500 |
|                  |                                                  |       |                   |                                                   |

|                  |                                         |       |                 |                                               |
| 11 februari 1968 | Limburgia                               | 2 – 1 | SC Drente       | Stadion: Venweg, Brunssum Toeschouwers: 2.000 |
| 11 februari 1968 | Emil Klostermann 27' Ferdi Schreven 49' |       | 40' Wout Bosman | Stadion: Venweg, Brunssum Toeschouwers: 2.000 |
| 11 februari 1968 |                                         |       |                 | Stadion: Venweg, Brunssum Toeschouwers: 2.000 |
| 11 februari 1968 |                                         |       |                 | Stadion: Venweg, Brunssum Toeschouwers: 2.000 |
|                  |                                         |       |                 |                                               |

## Speelronde 25
|                  |           |                 |       |                                                    |
| 18 februari 1968 | Excelsior | 0 – 1           | AGOVV | Stadion: Woudestein, Rotterdam Toeschouwers: 2.500 |
| 18 februari 1968 |           | 21' Hans Reuser |       | Stadion: Woudestein, Rotterdam Toeschouwers: 2.500 |
| 18 februari 1968 |           |                 |       | Stadion: Woudestein, Rotterdam Toeschouwers: 2.500 |
| 18 februari 1968 |           |                 |       | Stadion: Woudestein, Rotterdam Toeschouwers: 2.500 |
|                  |           |                 |       |                                                    |

|                  |               |                |               |                                                             |
| 18 februari 1968 | Zwolsche Boys | 0 – 1          | Helmond Sport | Stadion: Gemeentelijk Sportpark, Zwolle Toeschouwers: 1.000 |
| 18 februari 1968 |               | Jan van Veghel |               | Stadion: Gemeentelijk Sportpark, Zwolle Toeschouwers: 1.000 |
| 18 februari 1968 |               |                |               | Stadion: Gemeentelijk Sportpark, Zwolle Toeschouwers: 1.000 |
| 18 februari 1968 |               |                |               | Stadion: Gemeentelijk Sportpark, Zwolle Toeschouwers: 1.000 |
|                  |               |                |               |                                                             |

|                  |                   |       |            |                                                              |
| 18 februari 1968 | Hilversum         | 1 – 0 | Heerenveen | Stadion: Gemeentelijk Sportpark, Hilversum Toeschouwers: 500 |
| 18 februari 1968 | Martin Looman 20' |       |            | Stadion: Gemeentelijk Sportpark, Hilversum Toeschouwers: 500 |
| 18 februari 1968 |                   |       |            | Stadion: Gemeentelijk Sportpark, Hilversum Toeschouwers: 500 |
| 18 februari 1968 |                   |       |            | Stadion: Gemeentelijk Sportpark, Hilversum Toeschouwers: 500 |
|                  |                   |       |            |                                                              |

|                  |                     |       |                  |                                                            |
| 18 februari 1968 | SC Drente           | 1 – 1 | PEC              | Stadion: Mr. Ovingstraat, Klazienaveen Toeschouwers: 1.500 |
| 18 februari 1968 | Gerrie de Jonge 59' |       | 12' Anton Vučkov | Stadion: Mr. Ovingstraat, Klazienaveen Toeschouwers: 1.500 |
| 18 februari 1968 |                     |       |                  | Stadion: Mr. Ovingstraat, Klazienaveen Toeschouwers: 1.500 |
| 18 februari 1968 |                     |       |                  | Stadion: Mr. Ovingstraat, Klazienaveen Toeschouwers: 1.500 |
|                  |                     |       |                  |                                                            |

|                  |                                     |       |                 |                                                              |
| 18 februari 1968 | NOAD                                | 3 – 1 | Wageningen      | Stadion: Gemeentelijk Sportpark, Tilburg Toeschouwers: 2.000 |
| 18 februari 1968 | Bart Stovers Cas Janssens Wil Uyens |       | Joop van Viegen | Stadion: Gemeentelijk Sportpark, Tilburg Toeschouwers: 2.000 |
| 18 februari 1968 |                                     |       |                 | Stadion: Gemeentelijk Sportpark, Tilburg Toeschouwers: 2.000 |
| 18 februari 1968 |                                     |       |                 | Stadion: Gemeentelijk Sportpark, Tilburg Toeschouwers: 2.000 |
|                  |                                     |       |                 |                                                              |

|                  |                                    |       |             |                                                      |
| 18 februari 1968 | Veendam                            | 3 – 0 | SC Gooiland | Stadion: De Langeleegte, Veendam Toeschouwers: 3.000 |
| 18 februari 1968 | Rikkert La Crois 31', –' Hans Ooft |       |             | Stadion: De Langeleegte, Veendam Toeschouwers: 3.000 |
| 18 februari 1968 |                                    |       |             | Stadion: De Langeleegte, Veendam Toeschouwers: 3.000 |
| 18 februari 1968 |                                    |       |             | Stadion: De Langeleegte, Veendam Toeschouwers: 3.000 |
|                  |                                    |       |             |                                                      |

|                  |     |       |     |                                                        |
| 18 februari 1968 | EDO | 0 – 0 | ZFC | Stadion: Noordersportpark, Haarlem Toeschouwers: 2.000 |
| 18 februari 1968 |     |       |     | Stadion: Noordersportpark, Haarlem Toeschouwers: 2.000 |
| 18 februari 1968 |     |       |     | Stadion: Noordersportpark, Haarlem Toeschouwers: 2.000 |
| 18 februari 1968 |     |       |     | Stadion: Noordersportpark, Haarlem Toeschouwers: 2.000 |
|                  |     |       |     |                                                        |

|                  |                                              |       |                                       |                                                  |
| 18 februari 1968 | Roda JC                                      | 3 – 2 | Baronie                               | Stadion: Kaalheide, Kerkrade Toeschouwers: 2.500 |
| 18 februari 1968 | Wim Langenhuizen 30' Uwe Blotenberg 69', 90' |       | 42' Gerrie Deijkers 58' Addy Brouwers | Stadion: Kaalheide, Kerkrade Toeschouwers: 2.500 |
| 18 februari 1968 |                                              |       |                                       | Stadion: Kaalheide, Kerkrade Toeschouwers: 2.500 |
| 18 februari 1968 |                                              |       |                                       | Stadion: Kaalheide, Kerkrade Toeschouwers: 2.500 |
|                  |                                              |       |                                       |                                                  |

|                  |                                                   |       |                  |                                                        |
| 18 februari 1968 | De Graafschap                                     | 3 – 1 | Limburgia        | Stadion: De Vijverberg, Doetinchem Toeschouwers: 1.500 |
| 18 februari 1968 | Guus Hiddink 17' Leo Zegers 75' Henk Overgoor 85' |       | 62' Gène Gerards | Stadion: De Vijverberg, Doetinchem Toeschouwers: 1.500 |
| 18 februari 1968 |                                                   |       |                  | Stadion: De Vijverberg, Doetinchem Toeschouwers: 1.500 |
| 18 februari 1968 |                                                   |       |                  | Stadion: De Vijverberg, Doetinchem Toeschouwers: 1.500 |
|                  |                                                   |       |                  |                                                        |

|                  |                                         |       |                     |                                                      |
| 18 februari 1968 | Fortuna Vlaardingen                     | 2 – 1 | Hermes DVS          | Stadion: Floreslaan, Vlaardingen Toeschouwers: 6.000 |
| 18 februari 1968 | Marcus Schippers (pen) 47' Ger Pijl 59' |       | 10' Cees van Kooten | Stadion: Floreslaan, Vlaardingen Toeschouwers: 6.000 |
| 18 februari 1968 |                                         |       |                     | Stadion: Floreslaan, Vlaardingen Toeschouwers: 6.000 |
| 18 februari 1968 |                                         |       |                     | Stadion: Floreslaan, Vlaardingen Toeschouwers: 6.000 |
|                  |                                         |       |                     |                                                      |

## Speelronde 26
|              |                |       |     |                                            |
| 3 maart 1968 | Hermes DVS     | 1 – 0 | ZFC | Stadion: Harga, Schiedam Toeschouwers: 700 |
| 3 maart 1968 | Ger Bakkes 33' |       |     | Stadion: Harga, Schiedam Toeschouwers: 700 |
| 3 maart 1968 |                |       |     | Stadion: Harga, Schiedam Toeschouwers: 700 |
| 3 maart 1968 |                |       |     | Stadion: Harga, Schiedam Toeschouwers: 700 |
|              |                |       |     |                                            |

|              |            |                    |         |                                                |
| 3 maart 1968 | Heerenveen | 0 – 1              | Roda JC | Stadion: Noord, Heerenveen Toeschouwers: 1.500 |
| 3 maart 1968 |            | 31' Fred Gillissen |         | Stadion: Noord, Heerenveen Toeschouwers: 1.500 |
| 3 maart 1968 |            |                    |         | Stadion: Noord, Heerenveen Toeschouwers: 1.500 |
| 3 maart 1968 |            |                    |         | Stadion: Noord, Heerenveen Toeschouwers: 1.500 |
|              |            |                    |         |                                                |

|              |                                       |       |               |                                                             |
| 3 maart 1968 | Wageningen                            | 2 – 0 | Zwolsche Boys | Stadion: De Wageningse Berg, Wageningen Toeschouwers: 3.000 |
| 3 maart 1968 | Henny Roelofs 45' Jan de Vries (e.d.) |       |               | Stadion: De Wageningse Berg, Wageningen Toeschouwers: 3.000 |
| 3 maart 1968 |                                       |       |               | Stadion: De Wageningse Berg, Wageningen Toeschouwers: 3.000 |
| 3 maart 1968 |                                       |       |               | Stadion: De Wageningse Berg, Wageningen Toeschouwers: 3.000 |
|              |                                       |       |               |                                                             |

|              |             |       |           |                                                                |
| 3 maart 1968 | SC Gooiland | 0 – 0 | Hilversum | Stadion: Gemeentelijk Sportpark, Hilversum Toeschouwers: 4.000 |
| 3 maart 1968 |             |       |           | Stadion: Gemeentelijk Sportpark, Hilversum Toeschouwers: 4.000 |
| 3 maart 1968 |             |       |           | Stadion: Gemeentelijk Sportpark, Hilversum Toeschouwers: 4.000 |
| 3 maart 1968 |             |       |           | Stadion: Gemeentelijk Sportpark, Hilversum Toeschouwers: 4.000 |
|              |             |       |           |                                                                |

|              |                                   |       |               |                                                    |
| 3 maart 1968 | AGOVV                             | 2 – 1 | SC Drente     | Stadion: Berg & Bos, Apeldoorn Toeschouwers: 2.500 |
| 3 maart 1968 | Aad van der Voort Hans Reuser 70' |       | Ab Groenewold | Stadion: Berg & Bos, Apeldoorn Toeschouwers: 2.500 |
| 3 maart 1968 |                                   |       |               | Stadion: Berg & Bos, Apeldoorn Toeschouwers: 2.500 |
| 3 maart 1968 |                                   |       |               | Stadion: Berg & Bos, Apeldoorn Toeschouwers: 2.500 |
|              |                                   |       |               |                                                    |

|              |               |       |                           |                                                   |
| 3 maart 1968 | Baronie       | 1 – 2 | NOAD                      | Stadion: De Blauwe Kei, Breda Toeschouwers: 2.500 |
| 3 maart 1968 | Addy Brouwers |       | Bart Stovers Cas Janssens | Stadion: De Blauwe Kei, Breda Toeschouwers: 2.500 |
| 3 maart 1968 |               |       |                           | Stadion: De Blauwe Kei, Breda Toeschouwers: 2.500 |
| 3 maart 1968 |               |       |                           | Stadion: De Blauwe Kei, Breda Toeschouwers: 2.500 |
|              |               |       |                           |                                                   |

|              |           |                  |         |                                               |
| 3 maart 1968 | Limburgia | 0 – 1            | Veendam | Stadion: Venweg, Brunssum Toeschouwers: 2.000 |
| 3 maart 1968 |           | 75' Jetze Pascal |         | Stadion: Venweg, Brunssum Toeschouwers: 2.000 |
| 3 maart 1968 |           |                  |         | Stadion: Venweg, Brunssum Toeschouwers: 2.000 |
| 3 maart 1968 |           |                  |         | Stadion: Venweg, Brunssum Toeschouwers: 2.000 |
|              |           |                  |         |                                               |

|              |                     |       |                  |                                                      |
| 3 maart 1968 | Fortuna Vlaardingen | 1 – 1 | Excelsior        | Stadion: Floreslaan, Vlaardingen Toeschouwers: 3.500 |
| 3 maart 1968 | Jan Bouman 44'      |       | 16' Hans Bassant | Stadion: Floreslaan, Vlaardingen Toeschouwers: 3.500 |
| 3 maart 1968 |                     |       |                  | Stadion: Floreslaan, Vlaardingen Toeschouwers: 3.500 |
| 3 maart 1968 |                     |       |                  | Stadion: Floreslaan, Vlaardingen Toeschouwers: 3.500 |
|              |                     |       |                  |                                                      |

|              |                  |       |     |                                                |
| 3 maart 1968 | Helmond Sport    | 1 – 0 | EDO | Stadion: De Braak, Helmond Toeschouwers: 3.500 |
| 3 maart 1968 | Wim van den Berk |       |     | Stadion: De Braak, Helmond Toeschouwers: 3.500 |
| 3 maart 1968 |                  |       |     | Stadion: De Braak, Helmond Toeschouwers: 3.500 |
| 3 maart 1968 |                  |       |     | Stadion: De Braak, Helmond Toeschouwers: 3.500 |
|              |                  |       |     |                                                |

|              |     |                              |               |                                                     |
| 3 maart 1968 | PEC | 0 – 2                        | De Graafschap | Stadion: De Vrolijkheid, Zwolle Toeschouwers: 2.500 |
| 3 maart 1968 |     | 50' Fred Jaski Franz Möllers |               | Stadion: De Vrolijkheid, Zwolle Toeschouwers: 2.500 |
| 3 maart 1968 |     |                              |               | Stadion: De Vrolijkheid, Zwolle Toeschouwers: 2.500 |
| 3 maart 1968 |     |                              |               | Stadion: De Vrolijkheid, Zwolle Toeschouwers: 2.500 |
|              |     |                              |               |                                                     |

## Speelronde 27
|               |     |       |            |                                                        |
| 10 maart 1968 | EDO | 0 – 0 | Wageningen | Stadion: Noordersportpark, Haarlem Toeschouwers: 2.000 |
| 10 maart 1968 |     |       |            | Stadion: Noordersportpark, Haarlem Toeschouwers: 2.000 |
| 10 maart 1968 |     |       |            | Stadion: Noordersportpark, Haarlem Toeschouwers: 2.000 |
| 10 maart 1968 |     |       |            | Stadion: Noordersportpark, Haarlem Toeschouwers: 2.000 |
|               |     |       |            |                                                        |

|               |                |       |               |                                                     |
| 17 maart 1968 | ZFC            | 1 – 0 | Helmond Sport | Stadion: Westzanerdijk, Zaandam Toeschouwers: 1.000 |
| 17 maart 1968 | Map Marijt 41' |       |               | Stadion: Westzanerdijk, Zaandam Toeschouwers: 1.000 |
| 17 maart 1968 |                |       |               | Stadion: Westzanerdijk, Zaandam Toeschouwers: 1.000 |
| 17 maart 1968 |                |       |               | Stadion: Westzanerdijk, Zaandam Toeschouwers: 1.000 |
|               |                |       |               |                                                     |

|               |                         |       |                  |                                                    |
| 17 maart 1968 | Excelsior               | 1 – 1 | Hermes DVS       | Stadion: Woudestein, Rotterdam Toeschouwers: 2.500 |
| 17 maart 1968 | Rinus van der Stoep 52' |       | 30' Gerard Flaes | Stadion: Woudestein, Rotterdam Toeschouwers: 2.500 |
| 17 maart 1968 |                         |       |                  | Stadion: Woudestein, Rotterdam Toeschouwers: 2.500 |
| 17 maart 1968 |                         |       |                  | Stadion: Woudestein, Rotterdam Toeschouwers: 2.500 |
|               |                         |       |                  |                                                    |

|               |               |               |         |                                                             |
| 17 maart 1968 | Zwolsche Boys | 0 – 1         | Baronie | Stadion: Gemeentelijk Sportpark, Zwolle Toeschouwers: 1.000 |
| 17 maart 1968 |               | Addy Brouwers |         | Stadion: Gemeentelijk Sportpark, Zwolle Toeschouwers: 1.000 |
| 17 maart 1968 |               |               |         | Stadion: Gemeentelijk Sportpark, Zwolle Toeschouwers: 1.000 |
| 17 maart 1968 |               |               |         | Stadion: Gemeentelijk Sportpark, Zwolle Toeschouwers: 1.000 |
|               |               |               |         |                                                             |

|               |                                 |       |                                   |                                                              |
| 17 maart 1968 | Hilversum                       | 2 – 2 | Limburgia                         | Stadion: Gemeentelijk Sportpark, Hilversum Toeschouwers: 500 |
| 17 maart 1968 | Rinus Vlietman Evert van Ginkel |       | Emil Klostermann 80' Jacques Maas | Stadion: Gemeentelijk Sportpark, Hilversum Toeschouwers: 500 |
| 17 maart 1968 |                                 |       |                                   | Stadion: Gemeentelijk Sportpark, Hilversum Toeschouwers: 500 |
| 17 maart 1968 |                                 |       |                                   | Stadion: Gemeentelijk Sportpark, Hilversum Toeschouwers: 500 |
|               |                                 |       |                                   |                                                              |

|               |                     |       |                     |                                                          |
| 17 maart 1968 | SC Drente           | 1 – 1 | Fortuna Vlaardingen | Stadion: Mr. Ovingstraat, Klazienaveen Toeschouwers: 750 |
| 17 maart 1968 | Frens Doldersum 51' |       | 56' Jan Bouman      | Stadion: Mr. Ovingstraat, Klazienaveen Toeschouwers: 750 |
| 17 maart 1968 |                     |       |                     | Stadion: Mr. Ovingstraat, Klazienaveen Toeschouwers: 750 |
| 17 maart 1968 |                     |       |                     | Stadion: Mr. Ovingstraat, Klazienaveen Toeschouwers: 750 |
|               |                     |       |                     |                                                          |

|               |                  |       |                  |                                                              |
| 17 maart 1968 | NOAD             | 1 – 1 | Heerenveen       | Stadion: Gemeentelijk Sportpark, Tilburg Toeschouwers: 1.000 |
| 17 maart 1968 | Cas Janssens 15' |       | 90' Henk Prinsen | Stadion: Gemeentelijk Sportpark, Tilburg Toeschouwers: 1.000 |
| 17 maart 1968 |                  |       |                  | Stadion: Gemeentelijk Sportpark, Tilburg Toeschouwers: 1.000 |
| 17 maart 1968 |                  |       |                  | Stadion: Gemeentelijk Sportpark, Tilburg Toeschouwers: 1.000 |
|               |                  |       |                  |                                                              |

|               |                                            |       |                  |                                                      |
| 17 maart 1968 | Veendam                                    | 3 – 1 | PEC              | Stadion: De Langeleegte, Veendam Toeschouwers: 3.000 |
| 17 maart 1968 | Jetze Pascal 43', 63' Rikkert La Crois 53' |       | 6' Benny Carelsz | Stadion: De Langeleegte, Veendam Toeschouwers: 3.000 |
| 17 maart 1968 |                                            |       |                  | Stadion: De Langeleegte, Veendam Toeschouwers: 3.000 |
| 17 maart 1968 |                                            |       |                  | Stadion: De Langeleegte, Veendam Toeschouwers: 3.000 |
|               |                                            |       |                  |                                                      |

|               |                                                         |       |                      |                                                  |
| 17 maart 1968 | Roda JC                                                 | 4 – 1 | SC Gooiland          | Stadion: Kaalheide, Kerkrade Toeschouwers: 2.000 |
| 17 maart 1968 | Uwe Blotenberg 20', 46' Hens Fischer Fred Gillissen 47' |       | 40' Gerard Hogenbirk | Stadion: Kaalheide, Kerkrade Toeschouwers: 2.000 |
| 17 maart 1968 |                                                         |       |                      | Stadion: Kaalheide, Kerkrade Toeschouwers: 2.000 |
| 17 maart 1968 |                                                         |       |                      | Stadion: Kaalheide, Kerkrade Toeschouwers: 2.000 |
|               |                                                         |       |                      |                                                  |

|               |               |                                                           |       |                                                        |
| 17 maart 1968 | De Graafschap | 0 – 3                                                     | AGOVV | Stadion: De Vijverberg, Doetinchem Toeschouwers: 2.500 |
| 17 maart 1968 |               | 60' Tonnie Perdon 73' Johan Donderwinkel 80' Piet Mackaay |       | Stadion: De Vijverberg, Doetinchem Toeschouwers: 2.500 |
| 17 maart 1968 |               |                                                           |       | Stadion: De Vijverberg, Doetinchem Toeschouwers: 2.500 |
| 17 maart 1968 |               |                                                           |       | Stadion: De Vijverberg, Doetinchem Toeschouwers: 2.500 |
|               |               |                                                           |       |                                                        |

## Speelronde 28
|               |                      |       |                         |                                            |
| 31 maart 1968 | Hermes DVS           | 1 – 1 | Helmond Sport           | Stadion: Harga, Schiedam Toeschouwers: 600 |
| 31 maart 1968 | Coen Groenewegen 50' |       | 71' Tiny van der Putten | Stadion: Harga, Schiedam Toeschouwers: 600 |
| 31 maart 1968 |                      |       |                         | Stadion: Harga, Schiedam Toeschouwers: 600 |
| 31 maart 1968 |                      |       |                         | Stadion: Harga, Schiedam Toeschouwers: 600 |
|               |                      |       |                         |                                            |

|               |                    |       |               |                                                |
| 31 maart 1968 | Heerenveen         | 1 – 0 | Zwolsche Boys | Stadion: Noord, Heerenveen Toeschouwers: 1.500 |
| 31 maart 1968 | Henk Zoetendal 70' |       |               | Stadion: Noord, Heerenveen Toeschouwers: 1.500 |
| 31 maart 1968 |                    |       |               | Stadion: Noord, Heerenveen Toeschouwers: 1.500 |
| 31 maart 1968 |                    |       |               | Stadion: Noord, Heerenveen Toeschouwers: 1.500 |
|               |                    |       |               |                                                |

|               |                                 |       |                 |                                                    |
| 31 maart 1968 | Excelsior                       | 2 – 1 | SC Drente       | Stadion: Woudestein, Rotterdam Toeschouwers: 2.500 |
| 31 maart 1968 | André Kosten 12' Joop Munne 30' |       | 65' Wout Bosman | Stadion: Woudestein, Rotterdam Toeschouwers: 2.500 |
| 31 maart 1968 |                                 |       |                 | Stadion: Woudestein, Rotterdam Toeschouwers: 2.500 |
| 31 maart 1968 |                                 |       |                 | Stadion: Woudestein, Rotterdam Toeschouwers: 2.500 |
|               |                                 |       |                 |                                                    |

|               |                            |       |                                           |                                                     |
| 31 maart 1968 | PEC                        | 3 – 3 | Hilversum                                 | Stadion: De Vrolijkheid, Zwolle Toeschouwers: 1.500 |
| 31 maart 1968 | Anton Vučkov 47', 49', 55' |       | Hans Vlietman Pim Wijnands Eddy Westbroek | Stadion: De Vrolijkheid, Zwolle Toeschouwers: 1.500 |
| 31 maart 1968 |                            |       |                                           | Stadion: De Vrolijkheid, Zwolle Toeschouwers: 1.500 |
| 31 maart 1968 |                            |       |                                           | Stadion: De Vrolijkheid, Zwolle Toeschouwers: 1.500 |
|               |                            |       |                                           |                                                     |

|               |            |       |     |                                                             |
| 31 maart 1968 | Wageningen | 0 – 0 | ZFC | Stadion: De Wageningse Berg, Wageningen Toeschouwers: 3.500 |
| 31 maart 1968 |            |       |     | Stadion: De Wageningse Berg, Wageningen Toeschouwers: 3.500 |
| 31 maart 1968 |            |       |     | Stadion: De Wageningse Berg, Wageningen Toeschouwers: 3.500 |
| 31 maart 1968 |            |       |     | Stadion: De Wageningse Berg, Wageningen Toeschouwers: 3.500 |
|               |            |       |     |                                                             |

|               |             |       |               |                                                                |
| 31 maart 1968 | SC Gooiland | 1 – 1 | NOAD          | Stadion: Gemeentelijk Sportpark, Hilversum Toeschouwers: 1.500 |
| 31 maart 1968 | Huub Lenz   |       | 75' Wil Uyens | Stadion: Gemeentelijk Sportpark, Hilversum Toeschouwers: 1.500 |
| 31 maart 1968 |             |       |               | Stadion: Gemeentelijk Sportpark, Hilversum Toeschouwers: 1.500 |
| 31 maart 1968 |             |       |               | Stadion: Gemeentelijk Sportpark, Hilversum Toeschouwers: 1.500 |
|               |             |       |               |                                                                |

|               |                         |       |         |                                                    |
| 31 maart 1968 | AGOVV                   | 1 – 0 | Veendam | Stadion: Berg & Bos, Apeldoorn Toeschouwers: 3.000 |
| 31 maart 1968 | Gerard van Straalen 90' |       |         | Stadion: Berg & Bos, Apeldoorn Toeschouwers: 3.000 |
| 31 maart 1968 |                         |       |         | Stadion: Berg & Bos, Apeldoorn Toeschouwers: 3.000 |
| 31 maart 1968 |                         |       |         | Stadion: Berg & Bos, Apeldoorn Toeschouwers: 3.000 |
|               |                         |       |         |                                                    |

|               |                                       |       |            |                                                   |
| 31 maart 1968 | Baronie                               | 3 – 1 | EDO        | Stadion: De Blauwe Kei, Breda Toeschouwers: 1.500 |
| 31 maart 1968 | Gerrie Deijkers –', –' Ad van Ierssel |       | Ferry Kock | Stadion: De Blauwe Kei, Breda Toeschouwers: 1.500 |
| 31 maart 1968 |                                       |       |            | Stadion: De Blauwe Kei, Breda Toeschouwers: 1.500 |
| 31 maart 1968 |                                       |       |            | Stadion: De Blauwe Kei, Breda Toeschouwers: 1.500 |
|               |                                       |       |            |                                                   |

|               |                                       |       |                                         |                                                                            |
| 31 maart 1968 | Limburgia                             | 2 – 2 | Roda JC                                 | Stadion: Venweg, Brunssum Toeschouwers: 5.000 Scheidsrechter: Van der Veer |
| 31 maart 1968 | Emil Klostermann 49' Willy Coolen 49' |       | 75' Uwe Blotenberg 86' Wim Langenhuizen | Stadion: Venweg, Brunssum Toeschouwers: 5.000 Scheidsrechter: Van der Veer |
| 31 maart 1968 |                                       |       |                                         | Stadion: Venweg, Brunssum Toeschouwers: 5.000 Scheidsrechter: Van der Veer |
| 31 maart 1968 |                                       |       |                                         | Stadion: Venweg, Brunssum Toeschouwers: 5.000 Scheidsrechter: Van der Veer |
|               |                                       |       |                                         |                                                                            |

|               |                                   |       |               |                                                      |
| 31 maart 1968 | Fortuna Vlaardingen               | 2 – 0 | De Graafschap | Stadion: Floreslaan, Vlaardingen Toeschouwers: 3.000 |
| 31 maart 1968 | Jan Baksteen Adrie van Oudheusden |       |               | Stadion: Floreslaan, Vlaardingen Toeschouwers: 3.000 |
| 31 maart 1968 |                                   |       |               | Stadion: Floreslaan, Vlaardingen Toeschouwers: 3.000 |
| 31 maart 1968 |                                   |       |               | Stadion: Floreslaan, Vlaardingen Toeschouwers: 3.000 |
|               |                                   |       |               |                                                      |

## Speelronde 29
|              |                      |       |                     |                                                                        |
| 7 april 1968 | Helmond Sport        | 1 – 1 | Wageningen          | Stadion: De Braak, Helmond Toeschouwers: 8.000 Scheidsrechter: Klopper |
| 7 april 1968 | Gerrie van Berlo 50' |       | 34' Joop van Viegen | Stadion: De Braak, Helmond Toeschouwers: 8.000 Scheidsrechter: Klopper |
| 7 april 1968 |                      |       |                     | Stadion: De Braak, Helmond Toeschouwers: 8.000 Scheidsrechter: Klopper |
| 7 april 1968 |                      |       |                     | Stadion: De Braak, Helmond Toeschouwers: 8.000 Scheidsrechter: Klopper |
|              |                      |       |                     |                                                                        |

|               |               |       |             |                                                             |
| 15 april 1968 | Zwolsche Boys | 1 – 1 | SC Gooiland | Stadion: Gemeentelijk Sportpark, Zwolle Toeschouwers: 1.200 |
| 15 april 1968 | Jan Welles    |       | Joop Hollak | Stadion: Gemeentelijk Sportpark, Zwolle Toeschouwers: 1.200 |
| 15 april 1968 |               |       |             | Stadion: Gemeentelijk Sportpark, Zwolle Toeschouwers: 1.200 |
| 15 april 1968 |               |       |             | Stadion: Gemeentelijk Sportpark, Zwolle Toeschouwers: 1.200 |
|               |               |       |             |                                                             |

|               |                                                    |       |       |                                                                |
| 15 april 1968 | Hilversum                                          | 4 – 0 | AGOVV | Stadion: Gemeentelijk Sportpark, Hilversum Toeschouwers: 1.000 |
| 15 april 1968 | Eddy Westbroek –', –' Hans Vlietman Cees Oudendijk |       |       | Stadion: Gemeentelijk Sportpark, Hilversum Toeschouwers: 1.000 |
| 15 april 1968 |                                                    |       |       | Stadion: Gemeentelijk Sportpark, Hilversum Toeschouwers: 1.000 |
| 15 april 1968 |                                                    |       |       | Stadion: Gemeentelijk Sportpark, Hilversum Toeschouwers: 1.000 |
|               |                                                    |       |       |                                                                |

|               |                |       |                          |                                                            |
| 15 april 1968 | SC Drente      | 1 – 2 | Hermes DVS               | Stadion: Mr. Ovingstraat, Klazienaveen Toeschouwers: 2.500 |
| 15 april 1968 | Luc Gerdes 32' |       | 55', 80' Cees van Kooten | Stadion: Mr. Ovingstraat, Klazienaveen Toeschouwers: 2.500 |
| 15 april 1968 |                |       |                          | Stadion: Mr. Ovingstraat, Klazienaveen Toeschouwers: 2.500 |
| 15 april 1968 |                |       |                          | Stadion: Mr. Ovingstraat, Klazienaveen Toeschouwers: 2.500 |
|               |                |       |                          |                                                            |

|               |                    |       |                      |                                                     |
| 15 april 1968 | ZFC                | 1 – 1 | Baronie              | Stadion: Westzanerdijk, Zaandam Toeschouwers: 1.000 |
| 15 april 1968 | Abe van den Ban 8' |       | 87' Rini van Zundert | Stadion: Westzanerdijk, Zaandam Toeschouwers: 1.000 |
| 15 april 1968 |                    |       |                      | Stadion: Westzanerdijk, Zaandam Toeschouwers: 1.000 |
| 15 april 1968 |                    |       |                      | Stadion: Westzanerdijk, Zaandam Toeschouwers: 1.000 |
|               |                    |       |                      |                                                     |

|               |                                       |       |                                                              |                                                            |
| 15 april 1968 | NOAD                                  | 3 – 3 | Limburgia                                                    | Stadion: Gemeentelijk Sportpark, Tilburg Toeschouwers: 700 |
| 15 april 1968 | Bart Stovers 3' Cas Janssens 54', 67' |       | 22' Emil Klostermann 37' (pen) Jacques Maas 70' Willy Coolen | Stadion: Gemeentelijk Sportpark, Tilburg Toeschouwers: 700 |
| 15 april 1968 |                                       |       |                                                              | Stadion: Gemeentelijk Sportpark, Tilburg Toeschouwers: 700 |
| 15 april 1968 |                                       |       |                                                              | Stadion: Gemeentelijk Sportpark, Tilburg Toeschouwers: 700 |
|               |                                       |       |                                                              |                                                            |

|               |         |                |                     |                                                      |
| 15 april 1968 | Veendam | 0 – 1          | Fortuna Vlaardingen | Stadion: De Langeleegte, Veendam Toeschouwers: 7.000 |
| 15 april 1968 |         | 70' Jan Bouman |                     | Stadion: De Langeleegte, Veendam Toeschouwers: 7.000 |
| 15 april 1968 |         |                |                     | Stadion: De Langeleegte, Veendam Toeschouwers: 7.000 |
| 15 april 1968 |         |                |                     | Stadion: De Langeleegte, Veendam Toeschouwers: 7.000 |
|               |         |                |                     |                                                      |

|               |                 |       |            |                                                        |
| 15 april 1968 | EDO             | 1 – 0 | Heerenveen | Stadion: Noordersportpark, Haarlem Toeschouwers: 1.300 |
| 15 april 1968 | Rob Bosdijk 17' |       |            | Stadion: Noordersportpark, Haarlem Toeschouwers: 1.300 |
| 15 april 1968 |                 |       |            | Stadion: Noordersportpark, Haarlem Toeschouwers: 1.300 |
| 15 april 1968 |                 |       |            | Stadion: Noordersportpark, Haarlem Toeschouwers: 1.300 |
|               |                 |       |            |                                                        |

|               |                                                                  |       |                   |                                                  |
| 15 april 1968 | Roda JC                                                          | 4 – 1 | PEC               | Stadion: Kaalheide, Kerkrade Toeschouwers: 2.500 |
| 15 april 1968 | Ger Schuurman (e.d.) 5' Horst Gnielka 28', 57' Walter Kousen 78' |       | 55' Peter Hamming | Stadion: Kaalheide, Kerkrade Toeschouwers: 2.500 |
| 15 april 1968 |                                                                  |       |                   | Stadion: Kaalheide, Kerkrade Toeschouwers: 2.500 |
| 15 april 1968 |                                                                  |       |                   | Stadion: Kaalheide, Kerkrade Toeschouwers: 2.500 |
|               |                                                                  |       |                   |                                                  |

|               |                                                           |       |                                          |                                                        |
| 15 april 1968 | De Graafschap                                             | 4 – 2 | Excelsior                                | Stadion: De Vijverberg, Doetinchem Toeschouwers: 2.000 |
| 15 april 1968 | Arie Beekman 26' Henk Overgoor 60' Franz Möllers 66', 70' |       | 45' Rinus van der Stoep 85' Hans Bassant | Stadion: De Vijverberg, Doetinchem Toeschouwers: 2.000 |
| 15 april 1968 |                                                           |       |                                          | Stadion: De Vijverberg, Doetinchem Toeschouwers: 2.000 |
| 15 april 1968 |                                                           |       |                                          | Stadion: De Vijverberg, Doetinchem Toeschouwers: 2.000 |
|               |                                                           |       |                                          |                                                        |

## Speelronde 30
|               |            |                     |            |                                              |
| 21 april 1968 | Hermes DVS | 0 – 1               | Wageningen | Stadion: Harga, Schiedam Toeschouwers: 3.000 |
| 21 april 1968 |            | 17' Joop van Viegen |            | Stadion: Harga, Schiedam Toeschouwers: 3.000 |
| 21 april 1968 |            |                     |            | Stadion: Harga, Schiedam Toeschouwers: 3.000 |
| 21 april 1968 |            |                     |            | Stadion: Harga, Schiedam Toeschouwers: 3.000 |
|               |            |                     |            |                                              |

|               |                  |       |                    |                                                |
| 21 april 1968 | Heerenveen       | 1 – 2 | ZFC                | Stadion: Noord, Heerenveen Toeschouwers: 1.000 |
| 21 april 1968 | Henk Prinsen 34' |       | 67', 81' Hans Deen | Stadion: Noord, Heerenveen Toeschouwers: 1.000 |
| 21 april 1968 |                  |       |                    | Stadion: Noord, Heerenveen Toeschouwers: 1.000 |
| 21 april 1968 |                  |       |                    | Stadion: Noord, Heerenveen Toeschouwers: 1.000 |
|               |                  |       |                    |                                                |

|               |                                     |       |         |                                                    |
| 21 april 1968 | Excelsior                           | 2 – 0 | Veendam | Stadion: Woudestein, Rotterdam Toeschouwers: 2.000 |
| 21 april 1968 | George Velberg 15' Hans Bassant 35' |       |         | Stadion: Woudestein, Rotterdam Toeschouwers: 2.000 |
| 21 april 1968 |                                     |       |         | Stadion: Woudestein, Rotterdam Toeschouwers: 2.000 |
| 21 april 1968 |                                     |       |         | Stadion: Woudestein, Rotterdam Toeschouwers: 2.000 |
|               |                                     |       |         |                                                    |

|               |             |       |     |                                                                |
| 21 april 1968 | SC Gooiland | 0 – 0 | EDO | Stadion: Gemeentelijk Sportpark, Hilversum Toeschouwers: 1.000 |
| 21 april 1968 |             |       |     | Stadion: Gemeentelijk Sportpark, Hilversum Toeschouwers: 1.000 |
| 21 april 1968 |             |       |     | Stadion: Gemeentelijk Sportpark, Hilversum Toeschouwers: 1.000 |
| 21 april 1968 |             |       |     | Stadion: Gemeentelijk Sportpark, Hilversum Toeschouwers: 1.000 |
|               |             |       |     |                                                                |

|               |                             |       |                   |                                                  |
| 21 april 1968 | AGOVV                       | 1 – 1 | Roda JC           | Stadion: Berg & Bos, Apeldoorn Toeschouwers: 750 |
| 21 april 1968 | Leo van de Kraats (pen) 78' |       | 85' John Pfeiffer | Stadion: Berg & Bos, Apeldoorn Toeschouwers: 750 |
| 21 april 1968 |                             |       |                   | Stadion: Berg & Bos, Apeldoorn Toeschouwers: 750 |
| 21 april 1968 |                             |       |                   | Stadion: Berg & Bos, Apeldoorn Toeschouwers: 750 |
|               |                             |       |                   |                                                  |

|               |                     |       |                                    |                                                          |
| 21 april 1968 | SC Drente           | 1 – 2 | De Graafschap                      | Stadion: Mr. Ovingstraat, Klazienaveen Toeschouwers: 500 |
| 21 april 1968 | Frens Doldersum 36' |       | 43' Franz Möllers 68' Arie Beekman | Stadion: Mr. Ovingstraat, Klazienaveen Toeschouwers: 500 |
| 21 april 1968 |                     |       |                                    | Stadion: Mr. Ovingstraat, Klazienaveen Toeschouwers: 500 |
| 21 april 1968 |                     |       |                                    | Stadion: Mr. Ovingstraat, Klazienaveen Toeschouwers: 500 |
|               |                     |       |                                    |                                                          |

|               |         |                                          |               |                                                   |
| 21 april 1968 | Baronie | 0 – 2                                    | Helmond Sport | Stadion: De Blauwe Kei, Breda Toeschouwers: 3.000 |
| 21 april 1968 |         | 52' Fons van Wissen 65' Wim van den Berk |               | Stadion: De Blauwe Kei, Breda Toeschouwers: 3.000 |
| 21 april 1968 |         |                                          |               | Stadion: De Blauwe Kei, Breda Toeschouwers: 3.000 |
| 21 april 1968 |         |                                          |               | Stadion: De Blauwe Kei, Breda Toeschouwers: 3.000 |
|               |         |                                          |               |                                                   |

|               |                                                                                |       |                                  |                                               |
| 21 april 1968 | Limburgia                                                                      | 7 – 2 | Zwolsche Boys                    | Stadion: Venweg, Brunssum Toeschouwers: 1.500 |
| 21 april 1968 | Willy Coolen 7', 28' Ferdi Schreven 14', 32', –' Jacques Maas 15' Piet Hermans |       | 51' Frits Huiskes 75' Jan Welles | Stadion: Venweg, Brunssum Toeschouwers: 1.500 |
| 21 april 1968 |                                                                                |       |                                  | Stadion: Venweg, Brunssum Toeschouwers: 1.500 |
| 21 april 1968 |                                                                                |       |                                  | Stadion: Venweg, Brunssum Toeschouwers: 1.500 |
|               |                                                                                |       |                                  |                                               |

|               |                             |       |                      |                                                      |
| 21 april 1968 | Fortuna Vlaardingen         | 2 – 1 | Hilversum            | Stadion: Floreslaan, Vlaardingen Toeschouwers: 2.000 |
| 21 april 1968 | Jan Bouman 22' Ger Pijl 88' |       | 20' Hans van Eikeren | Stadion: Floreslaan, Vlaardingen Toeschouwers: 2.000 |
| 21 april 1968 |                             |       |                      | Stadion: Floreslaan, Vlaardingen Toeschouwers: 2.000 |
| 21 april 1968 |                             |       |                      | Stadion: Floreslaan, Vlaardingen Toeschouwers: 2.000 |
|               |                             |       |                      |                                                      |

|               |     |                                    |      |                                 |
| 21 april 1968 | PEC | 0 – 3                              | NOAD | Stadion: De Vrolijkheid, Zwolle |
| 21 april 1968 |     | Ad Brekelmans 27', -' Cas Janssens |      | Stadion: De Vrolijkheid, Zwolle |
| 21 april 1968 |     |                                    |      | Stadion: De Vrolijkheid, Zwolle |
| 21 april 1968 |     |                                    |      | Stadion: De Vrolijkheid, Zwolle |
|               |     |                                    |      |                                 |

## Speelronde 31
|            |                                                                    |       |                       |                                                             |
| 5 mei 1968 | Wageningen                                                         | 5 – 1 | Baronie               | Stadion: De Wageningse Berg, Wageningen Toeschouwers: 4.000 |
| 5 mei 1968 | Ton van de Weerd Marcel Broecks (pen) –', -' Henny Roelofs 50', –' |       | (pen) Gerrie Deijkers | Stadion: De Wageningse Berg, Wageningen Toeschouwers: 4.000 |
| 5 mei 1968 |                                                                    |       |                       | Stadion: De Wageningse Berg, Wageningen Toeschouwers: 4.000 |
| 5 mei 1968 |                                                                    |       |                       | Stadion: De Wageningse Berg, Wageningen Toeschouwers: 4.000 |
|            |                                                                    |       |                       |                                                             |

|            |                                 |       |                  |                                                        |
| 5 mei 1968 | EDO                             | 2 – 1 | Limburgia        | Stadion: Noordersportpark, Haarlem Toeschouwers: 1.200 |
| 5 mei 1968 | Theo Nijssen 75' Ferry Kock 79' |       | 30' Willy Coolen | Stadion: Noordersportpark, Haarlem Toeschouwers: 1.200 |
| 5 mei 1968 |                                 |       |                  | Stadion: Noordersportpark, Haarlem Toeschouwers: 1.200 |
| 5 mei 1968 |                                 |       |                  | Stadion: Noordersportpark, Haarlem Toeschouwers: 1.200 |
|            |                                 |       |                  |                                                        |

|            |                         |       |                     |                                                  |
| 5 mei 1968 | Roda JC                 | 2 – 0 | Fortuna Vlaardingen | Stadion: Kaalheide, Kerkrade Toeschouwers: 3.500 |
| 5 mei 1968 | Uwe Blotenberg 56', 63' |       |                     | Stadion: Kaalheide, Kerkrade Toeschouwers: 3.500 |
| 5 mei 1968 |                         |       |                     | Stadion: Kaalheide, Kerkrade Toeschouwers: 3.500 |
| 5 mei 1968 |                         |       |                     | Stadion: Kaalheide, Kerkrade Toeschouwers: 3.500 |
|            |                         |       |                     |                                                  |

|            |                                                   |       |                        |                                                        |
| 5 mei 1968 | De Graafschap                                     | 3 – 1 | Hermes DVS             | Stadion: De Vijverberg, Doetinchem Toeschouwers: 2.000 |
| 5 mei 1968 | Franz Möllers 30' Arie Beekman 35' Fred Jaski 70' |       | 25' Jaap van de Griend | Stadion: De Vijverberg, Doetinchem Toeschouwers: 2.000 |
| 5 mei 1968 |                                                   |       |                        | Stadion: De Vijverberg, Doetinchem Toeschouwers: 2.000 |
| 5 mei 1968 |                                                   |       |                        | Stadion: De Vijverberg, Doetinchem Toeschouwers: 2.000 |
|            |                                                   |       |                        |                                                        |

|            |                                                                     |       |               |                                                |
| 5 mei 1968 | Helmond Sport                                                       | 3 – 1 | Heerenveen    | Stadion: De Braak, Helmond Toeschouwers: 3.500 |
| 5 mei 1968 | Wim van den Berk 40' Lambert Kreekels 62' Wiepie Fabriek (e.d.) 74' |       | 52' Kees Kist | Stadion: De Braak, Helmond Toeschouwers: 3.500 |
| 5 mei 1968 |                                                                     |       |               | Stadion: De Braak, Helmond Toeschouwers: 3.500 |
| 5 mei 1968 |                                                                     |       |               | Stadion: De Braak, Helmond Toeschouwers: 3.500 |
|            |                                                                     |       |               |                                                |

|            |               |                                |     |                                                             |
| 5 mei 1968 | Zwolsche Boys | 0 – 2                          | PEC | Stadion: Gemeentelijk Sportpark, Zwolle Toeschouwers: 3.500 |
| 5 mei 1968 |               | 88' Menno Dekker 90' Cees Kick |     | Stadion: Gemeentelijk Sportpark, Zwolle Toeschouwers: 3.500 |
| 5 mei 1968 |               |                                |     | Stadion: Gemeentelijk Sportpark, Zwolle Toeschouwers: 3.500 |
| 5 mei 1968 |               |                                |     | Stadion: Gemeentelijk Sportpark, Zwolle Toeschouwers: 3.500 |
|            |               |                                |     |                                                             |

|            |                |       |                                                    |                                                                |
| 5 mei 1968 | Hilversum      | 1 – 3 | Excelsior                                          | Stadion: Gemeentelijk Sportpark, Hilversum Toeschouwers: 1.000 |
| 5 mei 1968 | Herman Rootert |       | 2' Rinus van der Stoep George Velberg Hans Bassant | Stadion: Gemeentelijk Sportpark, Hilversum Toeschouwers: 1.000 |
| 5 mei 1968 |                |       |                                                    | Stadion: Gemeentelijk Sportpark, Hilversum Toeschouwers: 1.000 |
| 5 mei 1968 |                |       |                                                    | Stadion: Gemeentelijk Sportpark, Hilversum Toeschouwers: 1.000 |
|            |                |       |                                                    |                                                                |

|            |     |                    |             |                                                     |
| 5 mei 1968 | ZFC | 0 – 1              | SC Gooiland | Stadion: Westzanerdijk, Zaandam Toeschouwers: 1.800 |
| 5 mei 1968 |     | 27' Wim Riechelman |             | Stadion: Westzanerdijk, Zaandam Toeschouwers: 1.800 |
| 5 mei 1968 |     |                    |             | Stadion: Westzanerdijk, Zaandam Toeschouwers: 1.800 |
| 5 mei 1968 |     |                    |             | Stadion: Westzanerdijk, Zaandam Toeschouwers: 1.800 |
|            |     |                    |             |                                                     |

|            |              |       |             |                                                              |
| 5 mei 1968 | NOAD         | 1 – 1 | AGOVV       | Stadion: Gemeentelijk Sportpark, Tilburg Toeschouwers: 1.000 |
| 5 mei 1968 | Cas Janssens |       | Hans Reuser | Stadion: Gemeentelijk Sportpark, Tilburg Toeschouwers: 1.000 |
| 5 mei 1968 |              |       |             | Stadion: Gemeentelijk Sportpark, Tilburg Toeschouwers: 1.000 |
| 5 mei 1968 |              |       |             | Stadion: Gemeentelijk Sportpark, Tilburg Toeschouwers: 1.000 |
|            |              |       |             |                                                              |

|            |                                                                         |       |                                |                                                      |
| 5 mei 1968 | Veendam                                                                 | 4 – 2 | SC Drente                      | Stadion: De Langeleegte, Veendam Toeschouwers: 3.500 |
| 5 mei 1968 | Rikkert La Crois 30' Henk Nienhuis Bé Kuiper (pen) 62' Jetze Pascal 85' |       | 35' Bennie Kracht 40' Jan Mink | Stadion: De Langeleegte, Veendam Toeschouwers: 3.500 |
| 5 mei 1968 |                                                                         |       |                                | Stadion: De Langeleegte, Veendam Toeschouwers: 3.500 |
| 5 mei 1968 |                                                                         |       |                                | Stadion: De Langeleegte, Veendam Toeschouwers: 3.500 |
|            |                                                                         |       |                                |                                                      |

## Speelronde 32
|             |                     |       |                 |                                            |
| 12 mei 1968 | Hermes DVS          | 1 – 1 | Baronie         | Stadion: Harga, Schiedam Toeschouwers: 300 |
| 12 mei 1968 | Cees van Kooten 75' |       | Gerrie Deijkers | Stadion: Harga, Schiedam Toeschouwers: 300 |
| 12 mei 1968 |                     |       |                 | Stadion: Harga, Schiedam Toeschouwers: 300 |
| 12 mei 1968 |                     |       |                 | Stadion: Harga, Schiedam Toeschouwers: 300 |
|             |                     |       |                 |                                            |

|             |                  |       |            |                                                |
| 12 mei 1968 | Heerenveen       | 1 – 0 | Wageningen | Stadion: Noord, Heerenveen Toeschouwers: 3.100 |
| 12 mei 1968 | Roel Huitema 55' |       |            | Stadion: Noord, Heerenveen Toeschouwers: 3.100 |
| 12 mei 1968 |                  |       |            | Stadion: Noord, Heerenveen Toeschouwers: 3.100 |
| 12 mei 1968 |                  |       |            | Stadion: Noord, Heerenveen Toeschouwers: 3.100 |
|             |                  |       |            |                                                |

|             |                                  |       |                                           |                                                    |
| 12 mei 1968 | Excelsior                        | 2 – 3 | Roda JC                                   | Stadion: Woudestein, Rotterdam Toeschouwers: 1.200 |
| 12 mei 1968 | Dick Beek 56' George Velberg 67' |       | 28', 44' Walter Kousen 76' Uwe Blotenberg | Stadion: Woudestein, Rotterdam Toeschouwers: 1.200 |
| 12 mei 1968 |                                  |       |                                           | Stadion: Woudestein, Rotterdam Toeschouwers: 1.200 |
| 12 mei 1968 |                                  |       |                                           | Stadion: Woudestein, Rotterdam Toeschouwers: 1.200 |
|             |                                  |       |                                           |                                                    |

|             |                             |       |                              |                                                                |
| 12 mei 1968 | SC Gooiland                 | 2 – 2 | Helmond Sport                | Stadion: Gemeentelijk Sportpark, Hilversum Toeschouwers: 1.700 |
| 12 mei 1968 | Piet Boogaard Huub Lenz 48' |       | Fons van Wissen Loek Chatrou | Stadion: Gemeentelijk Sportpark, Hilversum Toeschouwers: 1.700 |
| 12 mei 1968 |                             |       |                              | Stadion: Gemeentelijk Sportpark, Hilversum Toeschouwers: 1.700 |
| 12 mei 1968 |                             |       |                              | Stadion: Gemeentelijk Sportpark, Hilversum Toeschouwers: 1.700 |
|             |                             |       |                              |                                                                |

|             |                                              |       |               |                                                  |
| 12 mei 1968 | AGOVV                                        | 3 – 0 | Zwolsche Boys | Stadion: Berg & Bos, Apeldoorn Toeschouwers: 750 |
| 12 mei 1968 | Aad van der Voort –', –' Gerard van Straalen |       |               | Stadion: Berg & Bos, Apeldoorn Toeschouwers: 750 |
| 12 mei 1968 |                                              |       |               | Stadion: Berg & Bos, Apeldoorn Toeschouwers: 750 |
| 12 mei 1968 |                                              |       |               | Stadion: Berg & Bos, Apeldoorn Toeschouwers: 750 |
|             |                                              |       |               |                                                  |

|             |                                                    |       |           |                                                          |
| 12 mei 1968 | SC Drente                                          | 4 – 0 | Hilversum | Stadion: Mr. Ovingstraat, Klazienaveen Toeschouwers: 500 |
| 12 mei 1968 | Jan Mink 17', 80' Gerrie de Jonge Luc Gerdes (pen) |       |           | Stadion: Mr. Ovingstraat, Klazienaveen Toeschouwers: 500 |
| 12 mei 1968 |                                                    |       |           | Stadion: Mr. Ovingstraat, Klazienaveen Toeschouwers: 500 |
| 12 mei 1968 |                                                    |       |           | Stadion: Mr. Ovingstraat, Klazienaveen Toeschouwers: 500 |
|             |                                                    |       |           |                                                          |

|             |                   |       |                                               |                                               |
| 12 mei 1968 | Limburgia         | 1 – 3 | ZFC                                           | Stadion: Venweg, Brunssum Toeschouwers: 1.000 |
| 12 mei 1968 | Frans Stalman 38' |       | Hans Deen 75' Gerrit Zwarthoed 75' Map Marijt | Stadion: Venweg, Brunssum Toeschouwers: 1.000 |
| 12 mei 1968 |                   |       |                                               | Stadion: Venweg, Brunssum Toeschouwers: 1.000 |
| 12 mei 1968 |                   |       |                                               | Stadion: Venweg, Brunssum Toeschouwers: 1.000 |
|             |                   |       |                                               |                                               |

|             |                     |       |      |                                                      |
| 12 mei 1968 | Fortuna Vlaardingen | 0 – 0 | NOAD | Stadion: Floreslaan, Vlaardingen Toeschouwers: 3.000 |
| 12 mei 1968 |                     |       |      | Stadion: Floreslaan, Vlaardingen Toeschouwers: 3.000 |
| 12 mei 1968 |                     |       |      | Stadion: Floreslaan, Vlaardingen Toeschouwers: 3.000 |
| 12 mei 1968 |                     |       |      | Stadion: Floreslaan, Vlaardingen Toeschouwers: 3.000 |
|             |                     |       |      |                                                      |

|             |                   |       |                   |                                                        |
| 12 mei 1968 | De Graafschap     | 1 – 1 | Veendam           | Stadion: De Vijverberg, Doetinchem Toeschouwers: 3.000 |
| 12 mei 1968 | Henk Overgoor 10' |       | 65' Henk Nienhuis | Stadion: De Vijverberg, Doetinchem Toeschouwers: 3.000 |
| 12 mei 1968 |                   |       |                   | Stadion: De Vijverberg, Doetinchem Toeschouwers: 3.000 |
| 12 mei 1968 |                   |       |                   | Stadion: De Vijverberg, Doetinchem Toeschouwers: 3.000 |
|             |                   |       |                   |                                                        |

|             |     |             |     |                                                     |
| 12 mei 1968 | PEC | 0 – 1       | EDO | Stadion: De Vrolijkheid, Zwolle Toeschouwers: 1.000 |
| 12 mei 1968 |     | Rob Bosdijk |     | Stadion: De Vrolijkheid, Zwolle Toeschouwers: 1.000 |
| 12 mei 1968 |     |             |     | Stadion: De Vrolijkheid, Zwolle Toeschouwers: 1.000 |
| 12 mei 1968 |     |             |     | Stadion: De Vrolijkheid, Zwolle Toeschouwers: 1.000 |
|             |     |             |     |                                                     |

## Speelronde 33
|             |                                                         |       |                                                                |                                                   |
| 19 mei 1968 | Baronie                                                 | 3 – 6 | Heerenveen                                                     | Stadion: De Blauwe Kei, Breda Toeschouwers: 1.000 |
| 19 mei 1968 | Cees Heijboer 25' Gerrie Deijkers 52' Addy Brouwers 88' |       | 19', 34', 41', 80' Jan van Lier 39' Dré Woest 62' Henk Prinsen | Stadion: De Blauwe Kei, Breda Toeschouwers: 1.000 |
| 19 mei 1968 |                                                         |       |                                                                | Stadion: De Blauwe Kei, Breda Toeschouwers: 1.000 |
| 19 mei 1968 |                                                         |       |                                                                | Stadion: De Blauwe Kei, Breda Toeschouwers: 1.000 |
|             |                                                         |       |                                                                |                                                   |

|             |                                            |       |                 |                                                     |
| 19 mei 1968 | ZFC                                        | 2 – 1 | PEC             | Stadion: Westzanerdijk, Zaandam Toeschouwers: 1.000 |
| 19 mei 1968 | Atie van de Walle 20' Gerrit Zwarthoed 28' |       | 3' Anton Vučkov | Stadion: Westzanerdijk, Zaandam Toeschouwers: 1.000 |
| 19 mei 1968 |                                            |       |                 | Stadion: Westzanerdijk, Zaandam Toeschouwers: 1.000 |
| 19 mei 1968 |                                            |       |                 | Stadion: Westzanerdijk, Zaandam Toeschouwers: 1.000 |
|             |                                            |       |                 |                                                     |

|             |      |                               |           |                                                            |
| 19 mei 1968 | NOAD | 0 – 2                         | Excelsior | Stadion: Gemeentelijk Sportpark, Tilburg Toeschouwers: 700 |
| 19 mei 1968 |      | 8' Dick Beek 83' André Kosten |           | Stadion: Gemeentelijk Sportpark, Tilburg Toeschouwers: 700 |
| 19 mei 1968 |      |                               |           | Stadion: Gemeentelijk Sportpark, Tilburg Toeschouwers: 700 |
| 19 mei 1968 |      |                               |           | Stadion: Gemeentelijk Sportpark, Tilburg Toeschouwers: 700 |
|             |      |                               |           |                                                            |

|             |                                                                 |       |                         |                                                      |
| 19 mei 1968 | Veendam                                                         | 4 – 2 | Hermes DVS              | Stadion: De Langeleegte, Veendam Toeschouwers: 3.500 |
| 19 mei 1968 | Bé Kuiper (pen) 42', (pen) 70' Rikkert La Crois Henk Meuken 83' |       | 77', –' Cees van Kooten | Stadion: De Langeleegte, Veendam Toeschouwers: 3.500 |
| 19 mei 1968 |                                                                 |       |                         | Stadion: De Langeleegte, Veendam Toeschouwers: 3.500 |
| 19 mei 1968 |                                                                 |       |                         | Stadion: De Langeleegte, Veendam Toeschouwers: 3.500 |
|             |                                                                 |       |                         |                                                      |

|             |                |       |             |                                                             |
| 19 mei 1968 | Wageningen     | 1 – 1 | SC Gooiland | Stadion: De Wageningse Berg, Wageningen Toeschouwers: 3.000 |
| 19 mei 1968 | Marcel Broecks |       | Paul Kramer | Stadion: De Wageningse Berg, Wageningen Toeschouwers: 3.000 |
| 19 mei 1968 |                |       |             | Stadion: De Wageningse Berg, Wageningen Toeschouwers: 3.000 |
| 19 mei 1968 |                |       |             | Stadion: De Wageningse Berg, Wageningen Toeschouwers: 3.000 |
|             |                |       |             |                                                             |

|             |                     |       |                       |                                                        |
| 19 mei 1968 | EDO                 | 1 – 1 | AGOVV                 | Stadion: Noordersportpark, Haarlem Toeschouwers: 1.500 |
| 19 mei 1968 | Dries Mul (pen) 35' |       | 85' Aad van der Voort | Stadion: Noordersportpark, Haarlem Toeschouwers: 1.500 |
| 19 mei 1968 |                     |       |                       | Stadion: Noordersportpark, Haarlem Toeschouwers: 1.500 |
| 19 mei 1968 |                     |       |                       | Stadion: Noordersportpark, Haarlem Toeschouwers: 1.500 |
|             |                     |       |                       |                                                        |

|             |                                              |       |           |                                                  |
| 19 mei 1968 | Roda JC                                      | 3 – 0 | SC Drente | Stadion: Kaalheide, Kerkrade Toeschouwers: 3.000 |
| 19 mei 1968 | Uwe Blotenberg 30' Wim Langenhuizen 54', 59' |       |           | Stadion: Kaalheide, Kerkrade Toeschouwers: 3.000 |
| 19 mei 1968 |                                              |       |           | Stadion: Kaalheide, Kerkrade Toeschouwers: 3.000 |
| 19 mei 1968 |                                              |       |           | Stadion: Kaalheide, Kerkrade Toeschouwers: 3.000 |
|             |                                              |       |           |                                                  |

|             |                   |       |           |                                                |
| 19 mei 1968 | Helmond Sport     | 1 – 0 | Limburgia | Stadion: De Braak, Helmond Toeschouwers: 4.000 |
| 19 mei 1968 | Arie Meeuwsen 81' |       |           | Stadion: De Braak, Helmond Toeschouwers: 4.000 |
| 19 mei 1968 |                   |       |           | Stadion: De Braak, Helmond Toeschouwers: 4.000 |
| 19 mei 1968 |                   |       |           | Stadion: De Braak, Helmond Toeschouwers: 4.000 |
|             |                   |       |           |                                                |

|             |               |                                       |                     |                                                           |
| 19 mei 1968 | Zwolsche Boys | 0 – 2                                 | Fortuna Vlaardingen | Stadion: Gemeentelijk Sportpark, Zwolle Toeschouwers: 600 |
| 19 mei 1968 |               | 11' Jan Bouman (pen) Marcus Schippers |                     | Stadion: Gemeentelijk Sportpark, Zwolle Toeschouwers: 600 |
| 19 mei 1968 |               |                                       |                     | Stadion: Gemeentelijk Sportpark, Zwolle Toeschouwers: 600 |
| 19 mei 1968 |               |                                       |                     | Stadion: Gemeentelijk Sportpark, Zwolle Toeschouwers: 600 |
|             |               |                                       |                     |                                                           |

|             |           |                                                    |               |                                                              |
| 19 mei 1968 | Hilversum | 0 – 3                                              | De Graafschap | Stadion: Gemeentelijk Sportpark, Hilversum Toeschouwers: 200 |
| 19 mei 1968 |           | Franz Möllers –' (e.d.) Arie de Waard Guus Hiddink |               | Stadion: Gemeentelijk Sportpark, Hilversum Toeschouwers: 200 |
| 19 mei 1968 |           |                                                    |               | Stadion: Gemeentelijk Sportpark, Hilversum Toeschouwers: 200 |
| 19 mei 1968 |           |                                                    |               | Stadion: Gemeentelijk Sportpark, Hilversum Toeschouwers: 200 |
|             |           |                                                    |               |                                                              |

## Speelronde 34
|             |                                |       |                        |                                                    |
| 23 mei 1968 | Excelsior                      | 2 – 2 | Wageningen             | Stadion: Woudestein, Rotterdam Toeschouwers: 3.000 |
| 23 mei 1968 | André Kosten 48' Dick Beek 50' |       | 7', –' Frans van Ernst | Stadion: Woudestein, Rotterdam Toeschouwers: 3.000 |
| 23 mei 1968 |                                |       |                        | Stadion: Woudestein, Rotterdam Toeschouwers: 3.000 |
| 23 mei 1968 |                                |       |                        | Stadion: Woudestein, Rotterdam Toeschouwers: 3.000 |
|             |                                |       |                        |                                                    |

|             |                 |       |                     |                                               |
| 23 mei 1968 | Limburgia       | 1 – 1 | Hermes DVS          | Stadion: Venweg, Brunssum Toeschouwers: 1.000 |
| 23 mei 1968 | Willy Coolen 9' |       | 35' Cees van Kooten | Stadion: Venweg, Brunssum Toeschouwers: 1.000 |
| 23 mei 1968 |                 |       |                     | Stadion: Venweg, Brunssum Toeschouwers: 1.000 |
| 23 mei 1968 |                 |       |                     | Stadion: Venweg, Brunssum Toeschouwers: 1.000 |
|             |                 |       |                     |                                               |

|             |                     |       |                                          |                                                      |
| 23 mei 1968 | Fortuna Vlaardingen | 1 – 3 | Baronie                                  | Stadion: Floreslaan, Vlaardingen Toeschouwers: 3.000 |
| 23 mei 1968 | Jan Bouman          |       | 21', 69' Cees Heijboer 74' Addy Brouwers | Stadion: Floreslaan, Vlaardingen Toeschouwers: 3.000 |
| 23 mei 1968 |                     |       |                                          | Stadion: Floreslaan, Vlaardingen Toeschouwers: 3.000 |
| 23 mei 1968 |                     |       |                                          | Stadion: Floreslaan, Vlaardingen Toeschouwers: 3.000 |
|             |                     |       |                                          |                                                      |

|             |               |       |     |                                                        |
| 23 mei 1968 | De Graafschap | 1 – 0 | ZFC | Stadion: De Vijverberg, Doetinchem Toeschouwers: 1.000 |
| 23 mei 1968 | Arie Beekman  |       |     | Stadion: De Vijverberg, Doetinchem Toeschouwers: 1.000 |
| 23 mei 1968 |               |       |     | Stadion: De Vijverberg, Doetinchem Toeschouwers: 1.000 |
| 23 mei 1968 |               |       |     | Stadion: De Vijverberg, Doetinchem Toeschouwers: 1.000 |
|             |               |       |     |                                                        |

|             |                         |       |      |                                                  |
| 23 mei 1968 | Roda JC                 | 2 – 0 | NOAD | Stadion: Kaalheide, Kerkrade Toeschouwers: 3.500 |
| 23 mei 1968 | Uwe Blotenberg 16', 47' |       |      | Stadion: Kaalheide, Kerkrade Toeschouwers: 3.500 |
| 23 mei 1968 |                         |       |      | Stadion: Kaalheide, Kerkrade Toeschouwers: 3.500 |
| 23 mei 1968 |                         |       |      | Stadion: Kaalheide, Kerkrade Toeschouwers: 3.500 |
|             |                         |       |      |                                                  |

|             |                  |       |                                         |                                                     |
| 23 mei 1968 | PEC              | 1 – 3 | SC Gooiland                             | Stadion: De Vrolijkheid, Zwolle Toeschouwers: 1.000 |
| 23 mei 1968 | Anton Vučkov 27' |       | 44' Huub Lenz Wim Riechelman Tonny Adam | Stadion: De Vrolijkheid, Zwolle Toeschouwers: 1.000 |
| 23 mei 1968 |                  |       |                                         | Stadion: De Vrolijkheid, Zwolle Toeschouwers: 1.000 |
| 23 mei 1968 |                  |       |                                         | Stadion: De Vrolijkheid, Zwolle Toeschouwers: 1.000 |
|             |                  |       |                                         |                                                     |

|             |         |       |     |                                                      |
| 23 mei 1968 | Veendam | 0 – 0 | EDO | Stadion: De Langeleegte, Veendam Toeschouwers: 4.000 |
| 23 mei 1968 |         |       |     | Stadion: De Langeleegte, Veendam Toeschouwers: 4.000 |
| 23 mei 1968 |         |       |     | Stadion: De Langeleegte, Veendam Toeschouwers: 4.000 |
| 23 mei 1968 |         |       |     | Stadion: De Langeleegte, Veendam Toeschouwers: 4.000 |
|             |         |       |     |                                                      |

|             |       |                                  |            |                                                    |
| 23 mei 1968 | AGOVV | 0 – 2                            | Heerenveen | Stadion: Berg & Bos, Apeldoorn Toeschouwers: 1.000 |
| 23 mei 1968 |       | 43' Henk Zoetendal 47' Dré Woest |            | Stadion: Berg & Bos, Apeldoorn Toeschouwers: 1.000 |
| 23 mei 1968 |       |                                  |            | Stadion: Berg & Bos, Apeldoorn Toeschouwers: 1.000 |
| 23 mei 1968 |       |                                  |            | Stadion: Berg & Bos, Apeldoorn Toeschouwers: 1.000 |
|             |       |                                  |            |                                                    |

|             |                                                     |       |                   |                                                          |
| 23 mei 1968 | SC Drente                                           | 4 – 1 | Helmond Sport     | Stadion: Mr. Ovingstraat, Klazienaveen Toeschouwers: 500 |
| 23 mei 1968 | Frens Doldersum 6' Bennie Kracht –', –' Wout Bosman |       | 73' Arie Meeuwsen | Stadion: Mr. Ovingstraat, Klazienaveen Toeschouwers: 500 |
| 23 mei 1968 |                                                     |       |                   | Stadion: Mr. Ovingstraat, Klazienaveen Toeschouwers: 500 |
| 23 mei 1968 |                                                     |       |                   | Stadion: Mr. Ovingstraat, Klazienaveen Toeschouwers: 500 |
|             |                                                     |       |                   |                                                          |

|             |           |                |               |                                                              |
| 23 mei 1968 | Hilversum | 0 – 1          | Zwolsche Boys | Stadion: Gemeentelijk Sportpark, Hilversum Toeschouwers: 200 |
| 23 mei 1968 |           | Benny Visscher |               | Stadion: Gemeentelijk Sportpark, Hilversum Toeschouwers: 200 |
| 23 mei 1968 |           |                |               | Stadion: Gemeentelijk Sportpark, Hilversum Toeschouwers: 200 |
| 23 mei 1968 |           |                |               | Stadion: Gemeentelijk Sportpark, Hilversum Toeschouwers: 200 |
|             |           |                |               |                                                              |

## Speelronde 35
|             |                                            |       |      |                                                            |
| 25 mei 1968 | SC Drente                                  | 4 – 0 | NOAD | Stadion: Mr. Ovingstraat, Klazienaveen Toeschouwers: 1.000 |
| 25 mei 1968 | Jan Mink 24', 36', (pen) 55' Bennie Kracht |       |      | Stadion: Mr. Ovingstraat, Klazienaveen Toeschouwers: 1.000 |
| 25 mei 1968 |                                            |       |      | Stadion: Mr. Ovingstraat, Klazienaveen Toeschouwers: 1.000 |
| 25 mei 1968 |                                            |       |      | Stadion: Mr. Ovingstraat, Klazienaveen Toeschouwers: 1.000 |
|             |                                            |       |      |                                                            |

|             |                                                                         |       |                                              |                                            |
| 26 mei 1968 | Hermes DVS                                                              | 4 – 3 | Heerenveen                                   | Stadion: Harga, Schiedam Toeschouwers: 150 |
| 26 mei 1968 | Gerard Flaes 8' Wim Klein 35' Cees van Kooten 63' Ido Bunnig 71' (e.d.) |       | 50', 85' Henk Zoetendal 79' (pen.) Dré Woest | Stadion: Harga, Schiedam Toeschouwers: 150 |
| 26 mei 1968 |                                                                         |       |                                              | Stadion: Harga, Schiedam Toeschouwers: 150 |
| 26 mei 1968 |                                                                         |       |                                              | Stadion: Harga, Schiedam Toeschouwers: 150 |
|             |                                                                         |       |                                              |                                            |

|             |           |                               |               |                                                    |
| 26 mei 1968 | Excelsior | 0 – 2                         | Zwolsche Boys | Stadion: Woudestein, Rotterdam Toeschouwers: 1.000 |
| 26 mei 1968 |           | 3' Jan Welles 25' Adrie Vogel |               | Stadion: Woudestein, Rotterdam Toeschouwers: 1.000 |
| 26 mei 1968 |           |                               |               | Stadion: Woudestein, Rotterdam Toeschouwers: 1.000 |
| 26 mei 1968 |           |                               |               | Stadion: Woudestein, Rotterdam Toeschouwers: 1.000 |
|             |           |                               |               |                                                    |

|             |     |       |               |                                                   |
| 26 mei 1968 | PEC | 0 – 0 | Helmond Sport | Stadion: De Vrolijkheid, Zwolle Toeschouwers: 800 |
| 26 mei 1968 |     |       |               | Stadion: De Vrolijkheid, Zwolle Toeschouwers: 800 |
| 26 mei 1968 |     |       |               | Stadion: De Vrolijkheid, Zwolle Toeschouwers: 800 |
| 26 mei 1968 |     |       |               | Stadion: De Vrolijkheid, Zwolle Toeschouwers: 800 |
|             |     |       |               |                                                   |

|             |                                                         |       |           |                                                      |
| 26 mei 1968 | Veendam                                                 | 4 – 0 | Hilversum | Stadion: De Langeleegte, Veendam Toeschouwers: 3.000 |
| 26 mei 1968 | Rikkert La Crois 35' Jan Blijham 68' Henk Georg 78', -' |       |           | Stadion: De Langeleegte, Veendam Toeschouwers: 3.000 |
| 26 mei 1968 |                                                         |       |           | Stadion: De Langeleegte, Veendam Toeschouwers: 3.000 |
| 26 mei 1968 |                                                         |       |           | Stadion: De Langeleegte, Veendam Toeschouwers: 3.000 |
|             |                                                         |       |           |                                                      |

|             |                                        |       |                                      |                                                                |
| 26 mei 1968 | SC Gooiland                            | 3 – 3 | Baronie                              | Stadion: Gemeentelijk Sportpark, Hilversum Toeschouwers: 1.500 |
| 26 mei 1968 | Gerard Hogenbirk –', –' Wim Riechelman |       | Addy Brouwers –', –' Gerrie Deijkers | Stadion: Gemeentelijk Sportpark, Hilversum Toeschouwers: 1.500 |
| 26 mei 1968 |                                        |       |                                      | Stadion: Gemeentelijk Sportpark, Hilversum Toeschouwers: 1.500 |
| 26 mei 1968 |                                        |       |                                      | Stadion: Gemeentelijk Sportpark, Hilversum Toeschouwers: 1.500 |
|             |                                        |       |                                      |                                                                |

|             |                   |       |           |                                                  |
| 26 mei 1968 | AGOVV             | 1 – 1 | ZFC       | Stadion: Berg & Bos, Apeldoorn Toeschouwers: 750 |
| 26 mei 1968 | Leo van de Kraats |       | Hans Deen | Stadion: Berg & Bos, Apeldoorn Toeschouwers: 750 |
| 26 mei 1968 |                   |       |           | Stadion: Berg & Bos, Apeldoorn Toeschouwers: 750 |
| 26 mei 1968 |                   |       |           | Stadion: Berg & Bos, Apeldoorn Toeschouwers: 750 |
|             |                   |       |           |                                                  |

|             |                                                         |       |                          |                                               |
| 26 mei 1968 | Limburgia                                               | 3 – 2 | Wageningen               | Stadion: Venweg, Brunssum Toeschouwers: 1.500 |
| 26 mei 1968 | Bert Isenborghs 15' Ferdi Schreven 35' Gène Gerards 52' |       | 34', 57' Frans van Ernst | Stadion: Venweg, Brunssum Toeschouwers: 1.500 |
| 26 mei 1968 |                                                         |       |                          | Stadion: Venweg, Brunssum Toeschouwers: 1.500 |
| 26 mei 1968 |                                                         |       |                          | Stadion: Venweg, Brunssum Toeschouwers: 1.500 |
|             |                                                         |       |                          |                                               |

|             |                                          |       |                         |                                                      |
| 26 mei 1968 | Fortuna Vlaardingen                      | 3 – 2 | EDO                     | Stadion: Floreslaan, Vlaardingen Toeschouwers: 3.500 |
| 26 mei 1968 | Maup Martens –', –' Adrie van Oudheusden |       | Theo Nijssen Ferry Kock | Stadion: Floreslaan, Vlaardingen Toeschouwers: 3.500 |
| 26 mei 1968 |                                          |       |                         | Stadion: Floreslaan, Vlaardingen Toeschouwers: 3.500 |
| 26 mei 1968 |                                          |       |                         | Stadion: Floreslaan, Vlaardingen Toeschouwers: 3.500 |
|             |                                          |       |                         |                                                      |

|             |                                                           |       |                                                 |                                                        |
| 26 mei 1968 | De Graafschap                                             | 3 – 4 | Roda JC                                         | Stadion: De Vijverberg, Doetinchem Toeschouwers: 2.000 |
| 26 mei 1968 | Guus Hiddink (pen) 43' Bert Kempers 75' Henk Overgoor 82' |       | 10', 30', 70' Uwe Blotenberg 48' Fred Gillissen | Stadion: De Vijverberg, Doetinchem Toeschouwers: 2.000 |
| 26 mei 1968 |                                                           |       |                                                 | Stadion: De Vijverberg, Doetinchem Toeschouwers: 2.000 |
| 26 mei 1968 |                                                           |       |                                                 | Stadion: De Vijverberg, Doetinchem Toeschouwers: 2.000 |
|             |                                                           |       |                                                 |                                                        |

## Speelronde 36
|              |               |                                    |           |                                                           |
| 7 april 1968 | Zwolsche Boys | 0 – 2                              | SC Drente | Stadion: Gemeentelijk Sportpark, Zwolle Toeschouwers: 500 |
| 7 april 1968 |               | 17' Luc Gerdes 65' Gerrie de Jonge |           | Stadion: Gemeentelijk Sportpark, Zwolle Toeschouwers: 500 |
| 7 april 1968 |               |                                    |           | Stadion: Gemeentelijk Sportpark, Zwolle Toeschouwers: 500 |
| 7 april 1968 |               |                                    |           | Stadion: Gemeentelijk Sportpark, Zwolle Toeschouwers: 500 |
|              |               |                                    |           |                                                           |

|               |                                                                  |       |                                                                |                                                |
| 28 april 1968 | Heerenveen                                                       | 4 – 5 | SC Gooiland                                                    | Stadion: Noord, Heerenveen Toeschouwers: 1.200 |
| 28 april 1968 | Henk Prinsen 4' Jan van Lier 8' Henk Zoetendal 26' Dré Woest 60' |       | 16', 90' Piet Boogaard 22' Huub Lenz 45', 83' Gerard Hogenbirk | Stadion: Noord, Heerenveen Toeschouwers: 1.200 |
| 28 april 1968 |                                                                  |       |                                                                | Stadion: Noord, Heerenveen Toeschouwers: 1.200 |
| 28 april 1968 |                                                                  |       |                                                                | Stadion: Noord, Heerenveen Toeschouwers: 1.200 |
|               |                                                                  |       |                                                                |                                                |

|               |                                        |       |                           |                                                   |
| 28 april 1968 | Baronie                                | 2 – 2 | Limburgia                 | Stadion: De Blauwe Kei, Breda Toeschouwers: 1.500 |
| 28 april 1968 | Gerrie Deijkers 20' Ad van Ierssel 41' |       | 14', 65' Emil Klostermann | Stadion: De Blauwe Kei, Breda Toeschouwers: 1.500 |
| 28 april 1968 |                                        |       |                           | Stadion: De Blauwe Kei, Breda Toeschouwers: 1.500 |
| 28 april 1968 |                                        |       |                           | Stadion: De Blauwe Kei, Breda Toeschouwers: 1.500 |
|               |                                        |       |                           |                                                   |

|             | |       |       |                                                |
| 3 juni 1968 | Helmond Sport | 6 – 0 | AGOVV | Stadion: De Braak, Helmond Toeschouwers: 4.000 |
| 3 juni 1968 | Tonnie Perdon (e.d.) 12' Fons van Wissen 34' Wim van den Berk 46', 60' Tiny van de Putten 78' Lambert Kreekels (pen) 87' |       |       | Stadion: De Braak, Helmond Toeschouwers: 4.000 |
| 3 juni 1968 | |       |       | Stadion: De Braak, Helmond Toeschouwers: 4.000 |
| 3 juni 1968 | |       |       | Stadion: De Braak, Helmond Toeschouwers: 4.000 |
|             | |       |       |                                                |

|             |                  |       |                               |                                                              |
| 3 juni 1968 | Hilversum        | 1 – 2 | Hermes DVS                    | Stadion: Gemeentelijk Sportpark, Hilversum Toeschouwers: 200 |
| 3 juni 1968 | Evert van Ginkel |       | 48' Wim Klein Cees van Kooten | Stadion: Gemeentelijk Sportpark, Hilversum Toeschouwers: 200 |
| 3 juni 1968 |                  |       |                               | Stadion: Gemeentelijk Sportpark, Hilversum Toeschouwers: 200 |
| 3 juni 1968 |                  |       |                               | Stadion: Gemeentelijk Sportpark, Hilversum Toeschouwers: 200 |
|             |                  |       |                               |                                                              |

|             |     |                                  |                     |                                                   |
| 3 juni 1968 | ZFC | 0 – 2                            | Fortuna Vlaardingen | Stadion: Westzanerdijk, Zaandam Toeschouwers: 800 |
| 3 juni 1968 |     | 30' Cees Bouman 33' Maup Martens |                     | Stadion: Westzanerdijk, Zaandam Toeschouwers: 800 |
| 3 juni 1968 |     |                                  |                     | Stadion: Westzanerdijk, Zaandam Toeschouwers: 800 |
| 3 juni 1968 |     |                                  |                     | Stadion: Westzanerdijk, Zaandam Toeschouwers: 800 |
|             |     |                                  |                     |                                                   |

|             |                       |       |                            |                                                            |
| 3 juni 1968 | NOAD                  | 1 – 2 | De Graafschap              | Stadion: Gemeentelijk Sportpark, Tilburg Toeschouwers: 300 |
| 3 juni 1968 | Harrie van der Velden |       | Franz Möllers Guus Hiddink | Stadion: Gemeentelijk Sportpark, Tilburg Toeschouwers: 300 |
| 3 juni 1968 |                       |       |                            | Stadion: Gemeentelijk Sportpark, Tilburg Toeschouwers: 300 |
| 3 juni 1968 |                       |       |                            | Stadion: Gemeentelijk Sportpark, Tilburg Toeschouwers: 300 |
|             |                       |       |                            |                                                            |

|             |                         |       |                                   |                                                             |
| 3 juni 1968 | Wageningen              | 2 – 2 | PEC                               | Stadion: De Wageningse Berg, Wageningen Toeschouwers: 6.000 |
| 3 juni 1968 | Marcel Broecks 19', 30' |       | 50' Anton Vučkov 62' Ben Hendriks | Stadion: De Wageningse Berg, Wageningen Toeschouwers: 6.000 |
| 3 juni 1968 |                         |       |                                   | Stadion: De Wageningse Berg, Wageningen Toeschouwers: 6.000 |
| 3 juni 1968 |                         |       |                                   | Stadion: De Wageningse Berg, Wageningen Toeschouwers: 6.000 |
|             |                         |       |                                   |                                                             |

|             |                         |       |                                     |                                                      |
| 3 juni 1968 | EDO                     | 1 – 3 | Excelsior                           | Stadion: Noordersportpark, Haarlem Toeschouwers: 800 |
| 3 juni 1968 | Joop Fransen (e.d.) 23' |       | 22', 59' Dick Beek 77' Hans Bassant | Stadion: Noordersportpark, Haarlem Toeschouwers: 800 |
| 3 juni 1968 |                         |       |                                     | Stadion: Noordersportpark, Haarlem Toeschouwers: 800 |
| 3 juni 1968 |                         |       |                                     | Stadion: Noordersportpark, Haarlem Toeschouwers: 800 |
|             |                         |       |                                     |                                                      |

|             |                                                           |       |         |                                                   |
| 3 juni 1968 | Roda JC                                                   | 3 – 0 | Veendam | Stadion: Kaalheide, Kerkrade Toeschouwers: 10.000 |
| 3 juni 1968 | Wim Langenhuizen 50' Uwe Blotenberg 74' Horst Gnielka 83' |       |         | Stadion: Kaalheide, Kerkrade Toeschouwers: 10.000 |
| 3 juni 1968 |                                                           |       |         | Stadion: Kaalheide, Kerkrade Toeschouwers: 10.000 |
| 3 juni 1968 |                                                           |       |         | Stadion: Kaalheide, Kerkrade Toeschouwers: 10.000 |
|             |                                                           |       |         |                                                   |

## Speelronde 37
|             |                              |       |                |                                                    |
| 9 juni 1968 | Excelsior                    | 2 – 1 | ZFC            | Stadion: Woudestein, Rotterdam Toeschouwers: 2.000 |
| 9 juni 1968 | Rinus van der Stoep 40', 68' |       | 87' Map Marijt | Stadion: Woudestein, Rotterdam Toeschouwers: 2.000 |
| 9 juni 1968 |                              |       |                | Stadion: Woudestein, Rotterdam Toeschouwers: 2.000 |
| 9 juni 1968 |                              |       |                | Stadion: Woudestein, Rotterdam Toeschouwers: 2.000 |
|             |                              |       |                |                                                    |

|             |            |       |                      |                                            |
| 9 juni 1968 | Hermes DVS | 1 – 1 | SC Gooiland          | Stadion: Harga, Schiedam Toeschouwers: 200 |
| 9 juni 1968 | Wim Klein  |       | 82' Gerard Hogenbirk | Stadion: Harga, Schiedam Toeschouwers: 200 |
| 9 juni 1968 |            |       |                      | Stadion: Harga, Schiedam Toeschouwers: 200 |
| 9 juni 1968 |            |       |                      | Stadion: Harga, Schiedam Toeschouwers: 200 |
|             |            |       |                      |                                            |

|             |                                                                              |       |                                     |                                               |
| 9 juni 1968 | Limburgia                                                                    | 5 – 2 | Heerenveen                          | Stadion: Venweg, Brunssum Toeschouwers: 1.000 |
| 9 juni 1968 | Ferdi Schreven 12' Pol Pisters 21' Bert Isenborghs 24' Willy Coolen 56', 66' |       | 15' Jan van Lier 45' Henk Zoetendal | Stadion: Venweg, Brunssum Toeschouwers: 1.000 |
| 9 juni 1968 |                                                                              |       |                                     | Stadion: Venweg, Brunssum Toeschouwers: 1.000 |
| 9 juni 1968 |                                                                              |       |                                     | Stadion: Venweg, Brunssum Toeschouwers: 1.000 |
|             |                                                                              |       |                                     |                                               |

|             |                     |       |               |                                                      |
| 9 juni 1968 | Fortuna Vlaardingen | 1 – 0 | Helmond Sport | Stadion: Floreslaan, Vlaardingen Toeschouwers: 7.000 |
| 9 juni 1968 | Cees Bouman 5'      |       |               | Stadion: Floreslaan, Vlaardingen Toeschouwers: 7.000 |
| 9 juni 1968 |                     |       |               | Stadion: Floreslaan, Vlaardingen Toeschouwers: 7.000 |
| 9 juni 1968 |                     |       |               | Stadion: Floreslaan, Vlaardingen Toeschouwers: 7.000 |
|             |                     |       |               |                                                      |

|             |                          |       |               |                                                        |
| 9 juni 1968 | De Graafschap            | 3 – 1 | Zwolsche Boys | Stadion: De Vijverberg, Doetinchem Toeschouwers: 1.500 |
| 9 juni 1968 | Franz Möllers –', –', –' |       | Adrie Vogel   | Stadion: De Vijverberg, Doetinchem Toeschouwers: 1.500 |
| 9 juni 1968 |                          |       |               | Stadion: De Vijverberg, Doetinchem Toeschouwers: 1.500 |
| 9 juni 1968 |                          |       |               | Stadion: De Vijverberg, Doetinchem Toeschouwers: 1.500 |
|             |                          |       |               |                                                        |

|             |                                                    |       |         |                                                     |
| 9 juni 1968 | PEC                                                | 3 – 0 | Baronie | Stadion: De Vrolijkheid, Zwolle Toeschouwers: 1.200 |
| 9 juni 1968 | Ben Hendriks 20' Menno Dekker 23' Anton Vučkov 76' |       |         | Stadion: De Vrolijkheid, Zwolle Toeschouwers: 1.200 |
| 9 juni 1968 |                                                    |       |         | Stadion: De Vrolijkheid, Zwolle Toeschouwers: 1.200 |
| 9 juni 1968 |                                                    |       |         | Stadion: De Vrolijkheid, Zwolle Toeschouwers: 1.200 |
|             |                                                    |       |         |                                                     |

|             |                                    |       |      |                                                      |
| 9 juni 1968 | Veendam                            | 2 – 0 | NOAD | Stadion: De Langeleegte, Veendam Toeschouwers: 5.000 |
| 9 juni 1968 | Jetze Pascal 75' Henk Nienhuis 76' |       |      | Stadion: De Langeleegte, Veendam Toeschouwers: 5.000 |
| 9 juni 1968 |                                    |       |      | Stadion: De Langeleegte, Veendam Toeschouwers: 5.000 |
| 9 juni 1968 |                                    |       |      | Stadion: De Langeleegte, Veendam Toeschouwers: 5.000 |
|             |                                    |       |      |                                                      |

|             |       |                    |            |                                                    |
| 9 juni 1968 | AGOVV | 0 – 1              | Wageningen | Stadion: Berg & Bos, Apeldoorn Toeschouwers: 6.000 |
| 9 juni 1968 |       | 34' Marcel Broecks |            | Stadion: Berg & Bos, Apeldoorn Toeschouwers: 6.000 |
| 9 juni 1968 |       |                    |            | Stadion: Berg & Bos, Apeldoorn Toeschouwers: 6.000 |
| 9 juni 1968 |       |                    |            | Stadion: Berg & Bos, Apeldoorn Toeschouwers: 6.000 |
|             |       |                    |            |                                                    |

|             |                                    |       |                                |                                                          |
| 9 juni 1968 | SC Drente                          | 2 – 2 | EDO                            | Stadion: Mr. Ovingstraat, Klazienaveen Toeschouwers: 500 |
| 9 juni 1968 | Gerrie de Jonge 21' Jan Mink (pen) |       | 30' (pen), 50' (pen) Dries Mul | Stadion: Mr. Ovingstraat, Klazienaveen Toeschouwers: 500 |
| 9 juni 1968 |                                    |       |                                | Stadion: Mr. Ovingstraat, Klazienaveen Toeschouwers: 500 |
| 9 juni 1968 |                                    |       |                                | Stadion: Mr. Ovingstraat, Klazienaveen Toeschouwers: 500 |
|             |                                    |       |                                |                                                          |

|             |           |                        |         |                                                              |
| 9 juni 1968 | Hilversum | 0 – 2                  | Roda JC | Stadion: Gemeentelijk Sportpark, Hilversum Toeschouwers: 200 |
| 9 juni 1968 |           | 12', 65' Walter Kousen |         | Stadion: Gemeentelijk Sportpark, Hilversum Toeschouwers: 200 |
| 9 juni 1968 |           |                        |         | Stadion: Gemeentelijk Sportpark, Hilversum Toeschouwers: 200 |
| 9 juni 1968 |           |                        |         | Stadion: Gemeentelijk Sportpark, Hilversum Toeschouwers: 200 |
|             |           |                        |         |                                                              |

## Speelronde 38
|              |                                        |       |     |                            |
| 7 april 1968 | Heerenveen                             | 2 – 0 | PEC | Stadion: Noord, Heerenveen |
| 7 april 1968 | Roel Huitema Bart Severijnse –' (e.d.) |       |     | Stadion: Noord, Heerenveen |
| 7 april 1968 |                                        |       |     | Stadion: Noord, Heerenveen |
| 7 april 1968 |                                        |       |     | Stadion: Noord, Heerenveen |
|              |                                        |       |     |                            |

|               |                               |       |                  |                                                            |
| 28 april 1968 | NOAD                          | 2 – 1 | Hilversum        | Stadion: Gemeentelijk Sportpark, Tilburg Toeschouwers: 500 |
| 28 april 1968 | Frans van de Ven Cas Janssens |       | Hans van Eikeren | Stadion: Gemeentelijk Sportpark, Tilburg Toeschouwers: 500 |
| 28 april 1968 |                               |       |                  | Stadion: Gemeentelijk Sportpark, Tilburg Toeschouwers: 500 |
| 28 april 1968 |                               |       |                  | Stadion: Gemeentelijk Sportpark, Tilburg Toeschouwers: 500 |
|               |                               |       |                  |                                                            |

|               | |        |                        |                               |
| 30 april 1968 | Baronie | 11 – 1 | AGOVV                  | Stadion: De Blauwe Kei, Breda |
| 30 april 1968 | Cees Heijboer 37', 50', 54' Kees van Ierssel 43' Gerrie Deijkers 49' (pen.), 68', 69', 73', 74' Addy Brouwers 55' Rini van Zundert 87' |        | 7' Gerard van Straalen | Stadion: De Blauwe Kei, Breda |
| 30 april 1968 | |        |                        | Stadion: De Blauwe Kei, Breda |
| 30 april 1968 | |        |                        | Stadion: De Blauwe Kei, Breda |
|               | |        |                        |                               |

|              |                               |       |           |                                                                |
| 16 juni 1968 | SC Gooiland                   | 3 – 0 | Limburgia | Stadion: Gemeentelijk Sportpark, Hilversum Toeschouwers: 1.000 |
| 16 juni 1968 | Huub Lenz Ronald Krant –', –' |       |           | Stadion: Gemeentelijk Sportpark, Hilversum Toeschouwers: 1.000 |
| 16 juni 1968 |                               |       |           | Stadion: Gemeentelijk Sportpark, Hilversum Toeschouwers: 1.000 |
| 16 juni 1968 |                               |       |           | Stadion: Gemeentelijk Sportpark, Hilversum Toeschouwers: 1.000 |
|              |                               |       |           |                                                                |

|              |                                |       |                                       |                                                             |
| 16 juni 1968 | Wageningen                     | 2 – 3 | Fortuna Vlaardingen                   | Stadion: De Wageningse Berg, Wageningen Toeschouwers: 6.000 |
| 16 juni 1968 | Joop van Viegen Marcel Broeckx |       | –', –' Jan Bouman –' Marcus Schippers | Stadion: De Wageningse Berg, Wageningen Toeschouwers: 6.000 |
| 16 juni 1968 |                                |       |                                       | Stadion: De Wageningse Berg, Wageningen Toeschouwers: 6.000 |
| 16 juni 1968 |                                |       |                                       | Stadion: De Wageningse Berg, Wageningen Toeschouwers: 6.000 |
|              |                                |       |                                       |                                                             |

|              |     |              |               |                                                      |
| 16 juni 1968 | EDO | 0 – 1        | De Graafschap | Stadion: Noordersportpark, Haarlem Toeschouwers: 750 |
| 16 juni 1968 |     | Arie Beekman |               | Stadion: Noordersportpark, Haarlem Toeschouwers: 750 |
| 16 juni 1968 |     |              |               | Stadion: Noordersportpark, Haarlem Toeschouwers: 750 |
| 16 juni 1968 |     |              |               | Stadion: Noordersportpark, Haarlem Toeschouwers: 750 |
|              |     |              |               |                                                      |

|              |                                    |       |                                                   |                                            |
| 16 juni 1968 | Hermes DVS                         | 2 – 4 | Roda JC                                           | Stadion: Harga, Schiedam Toeschouwers: 900 |
| 16 juni 1968 | Cees van Kooten Jaap van de Griend |       | –', –' Uwe Blotenberg Wim Langenhuizen Jo Struver | Stadion: Harga, Schiedam Toeschouwers: 900 |
| 16 juni 1968 |                                    |       |                                                   | Stadion: Harga, Schiedam Toeschouwers: 900 |
| 16 juni 1968 |                                    |       |                                                   | Stadion: Harga, Schiedam Toeschouwers: 900 |
|              |                                    |       |                                                   |                                            |

|              |                                                              |       |              |                                                |
| 16 juni 1968 | Helmond Sport                                                | 4 – 1 | Excelsior    | Stadion: De Braak, Helmond Toeschouwers: 8.000 |
| 16 juni 1968 | Lambert Kreekels Tiny van der Putten Wim van den Berk –', –' |       | Hans Bassant | Stadion: De Braak, Helmond Toeschouwers: 8.000 |
| 16 juni 1968 |                                                              |       |              | Stadion: De Braak, Helmond Toeschouwers: 8.000 |
| 16 juni 1968 |                                                              |       |              | Stadion: De Braak, Helmond Toeschouwers: 8.000 |
|              |                                                              |       |              |                                                |

|              |               |       |                                              |                                                             |
| 16 juni 1968 | Zwolsche Boys | 1 – 5 | Veendam                                      | Stadion: Gemeentelijk Sportpark, Zwolle Toeschouwers: 2.000 |
| 16 juni 1968 | Frits Huiskes |       | –', –', –' Hans Ooft –', –' Rikkert La Crois | Stadion: Gemeentelijk Sportpark, Zwolle Toeschouwers: 2.000 |
| 16 juni 1968 |               |       |                                              | Stadion: Gemeentelijk Sportpark, Zwolle Toeschouwers: 2.000 |
| 16 juni 1968 |               |       |                                              | Stadion: Gemeentelijk Sportpark, Zwolle Toeschouwers: 2.000 |
|              |               |       |                                              |                                                             |

|              |     |       |           |                                                   |
| 16 juni 1968 | ZFC | 0 – 0 | SC Drente | Stadion: Westzanerdijk, Zaandam Toeschouwers: 750 |
| 16 juni 1968 |     |       |           | Stadion: Westzanerdijk, Zaandam Toeschouwers: 750 |
| 16 juni 1968 |     |       |           | Stadion: Westzanerdijk, Zaandam Toeschouwers: 750 |
| 16 juni 1968 |     |       |           | Stadion: Westzanerdijk, Zaandam Toeschouwers: 750 |
|              |     |       |           |                                                   |

## Voetnoten
AGOVV · Baronie · SC Drente · EDO · Excelsior · Fortuna · Gooiland · De Graafschap · Heerenveen · Helmond Sport · Hermes DVS · Hilversum · Limburgia · NOAD · PEC · Roda JC · Veendam · Wageningen · ZFC · Zwolsche Boys